# Eleccions al Parlament de Catalunya de 2021
|  | «14-F» redirigeix aquí. Vegeu-ne altres significats a «14 de febrer». |

Les eleccions al Parlament de Catalunya de 2021 es van celebrar el 14 de febrer de 2021 a Catalunya.
Les eleccions es van convocar per al 14 de febrer quan es va exhaurir el termini legal en el qual el Parlament de Catalunya va ser incapaç de nomenar un nou president de la Generalitat després de la inhabilitació de Joaquim Torra i Pla. El 15 de gener, a causa de la crisi sanitària es va deixar sense efecte la convocatòria i es van posposar al 30 de maig de 2021, però una resolució del TSJC va mantenir en vigor la data del 14 de febrer.
Aquestes van ser les tretzenes eleccions al Parlament de Catalunya celebrades des de la re-instauració de la Generalitat de Catalunya el 1980, i les sisenes que se celebraven de manera anticipada, després de les de 1995, 2006, 2012, 2015 i 2017.
Els comicis van servir per triar els 135 diputats de la tretzena legislatura de la Catalunya autonòmica i van suposar per primer cop l'opció majoritària en vots i escons de l'independentisme institucional.

## Convocatòria
El president de la Generalitat Joaquim Torra i Pla va anunciar la seva intenció de dissoldre anticipadament el parlament després de la crisi oberta entre Junts per Catalunya i ERC després de la inhabilitació com a diputat de Torra el 27 de gener de 2020. Quim Torra va anunciar que convocaria eleccions després que s'aprovessin els pressupostos de la Generalitat de Catalunya, però la pandèmia per coronavirus de 2020 a Catalunya va obligar a posposar-les. El 28 de setembre el Tribunal Suprem va ratificar la sentència del TSJC en què inhabilitava Quim Torra per un any i mig per haver desobeït l’ordre de la JEC i no despenjar a temps la pancarta del balcó de la Generalitat amb un llaç groc i el missatge “Llibertat presos polítics i exiliats” durant la campanya electoral de les generals del 28-A.
A falta d'un candidat amb els suports suficients, el President del Parlament, Roger Torrent, va plantejar el 14 de febrer de 2021 com a possible data de les eleccions. Per a això, van passar quatre dies entre la ronda de consultes amb els grups parlamentaris, de l'1 al 15 d'octubre, i la comunicació formal del seu resultat al Ple del Parlament, que va ser el 21 d'octubre, ja que la llei estableix dos mesos més de marge per a una possible investidura amb èxit. El termini va portar automàticament, el 22 desembre, a la signatura i publicació del decret de dissolució del Parlament i de convocatòria d'eleccions que, segons normativa, serien al cap de 54 dies, és a dir el 14 de febrer.
| Parlament de Catalunya el 2017 Després de les eleccions de 2017  | Parlament de Catalunya el 2020 (n.o.) Al moment de la dissolució de la cambra per a les eleccions de 2021 |
| ---------------------------------------------------------------- | --- |
|                                                                  | |
| CUP-CC CatComú-Podem ERC-CatSí PSC-Units JuntsxCat Ciutadans PPC | CUP-CC CatComú-Podem ERC DC PSC-Units Junts PDeCAT Ciutadans PPC                                          |

### Impacte de la pandèmia per coronavirus

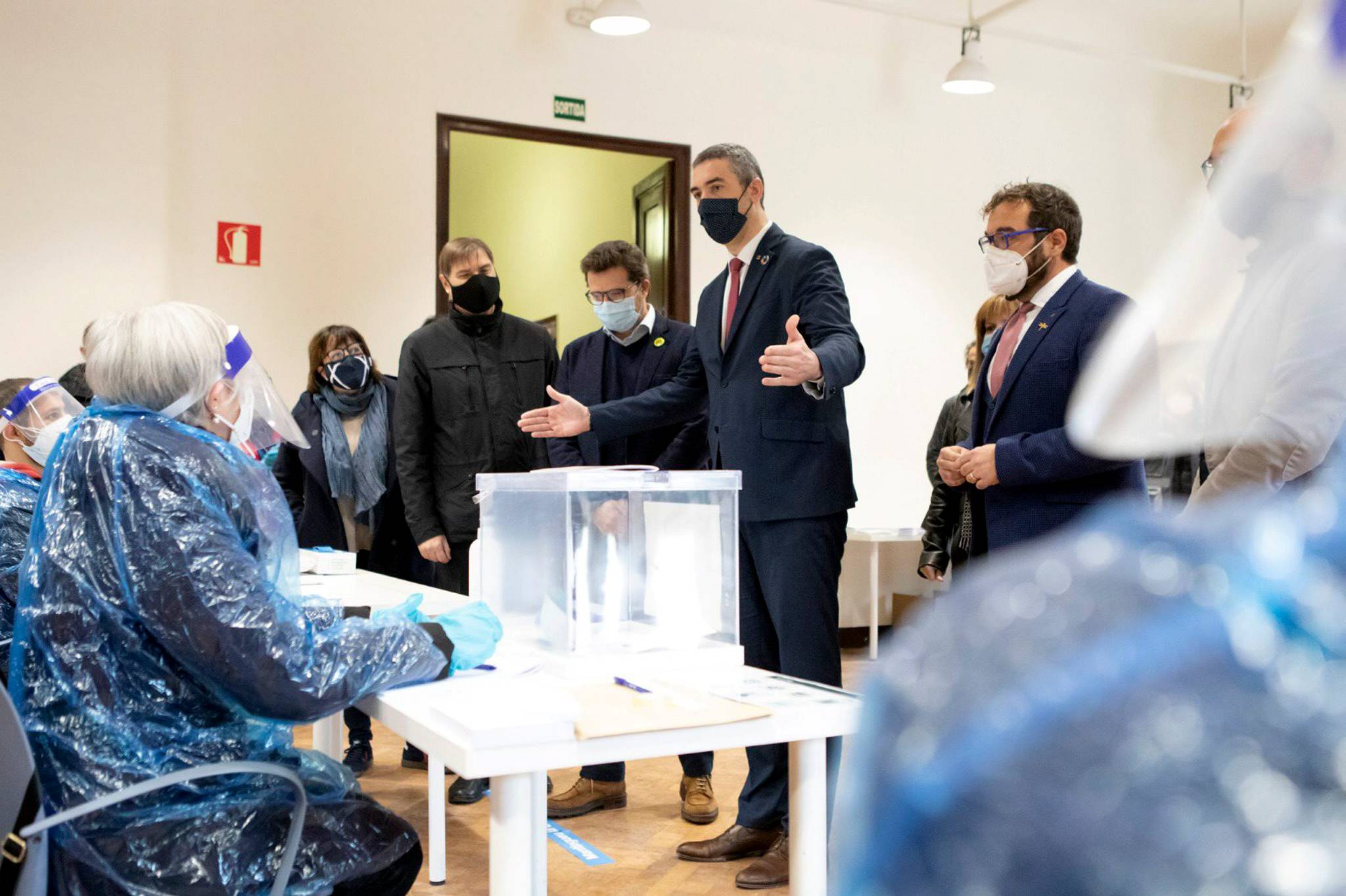
Simulacre de votació amb el conseller Bernat Solé, el 10 de febrer

En el seu moment la Generalitat manifestà que preparava tots els mecanismes per poder mantenir les mesures i la seguretat i evitar contagis de COVID-19 el dia de les votacions. Entre les mesures que s'estudiaven hi havia la de fomentar el vot per correu, diverses franges de votació i fer cues diferenciades al carrer (una per a persones vulnerables, una altra per a la resta de votants i una tercera cua per a les persones contagiades, si finalment poguessin votar presencialment), tot plegat pendent d'aprovació pel Procicat. En qualsevol cas, el govern es va marcar el 15 de gener com a data límit per decidir, després de consultar els partits, si finalment se celebrarien les eleccions convocades pel 14 de febrer, El decret de convocatòria de les eleccions ja contemplava la possibilitat que arran de la situació epidemiològica provocada pel coronavirus fos necessari ajornar els comicis.
Els informes presentats pel Departament de Salut en la reunió tècnica de la Taula de Grups Parlamentaris del 14 de gener mostraven que es podia preveure un pic epidèmic abans de l'inici de la campanya electoral i un pic d'ingressos a les UCI pocs dies abans de les eleccions. Perquè el procés electoral no coincidís amb els moments més difícils de la tercera onada de la pandèmia i ningú hagués de renunciar al dret a vot per evitar el contagi, el 15 de gener, el vicepresident Pere Aragonès va signar el decret que deixava sense efecte la celebració de les eleccions convocades per al 14 de febrer i anunciava una convocatòria per tal que tinguessin lloc el 30 de maig, prèvia anàlisi de les circumstàncies epidemiològiques i de salut pública. Finalment, el 19 de gener, el Tribunal Superior de Justícia de Catalunya va estimar les mesures cautelaríssimes sol·licitades contra el decret que traslladava les eleccions autonòmiques del 14 de febrer al 30 de maig, mantenint en vigor la convocatòria per al 14 de febrer.

## Candidatures

### Canvis dins de les coalicions
La coalició Junts per Catalunya, conformada per a les eleccions de 2017 per Convergència Democràtica de Catalunya i el Partit Demòcrata Europeu Català, que va obtenir 34 diputats, va viure una profunda ruptura a mitjan 2020 quan l'entorn de Carles Puigdemont va formar el partit polític Junts per Catalunya i 5 diputats al Parlament de Catalunya van romandre en el PDeCAT, que va denunciar a Junts per Catalunya per apropiació de la marca. El 8 de gener de 2021 la Junta Electoral Central en «reconeixia els drets» electorals respecte a l'antiga coalició.
Demòcrates de Catalunya i Moviment d'Esquerres, que en 2017 es van presentar amb Esquerra Republicana de Catalunya ho van fer amb Junts per Catalunya.

### Processos de primàries
En juliol de 2019, Ciutadans va fer un procés d'eleccions primàries; va sortir-hi escollida com a candidata a la presidència de la Generalitat Lorena Roldán, però el partit va nomenar Carlos Carrizosa, provocant la marxa de Roldán del partit i el seu pas al Partit Popular de Catalunya.
El novembre de 2020 es van celebrar les primàries de Junts per Catalunya per optar a la presidència de la Generalitat, en què va sortir escollida Laura Borràs, i a les que també s'hi van presentar Damià Calvet i Jordi Ferrés, qui pocs dies abans de les eleccions, va demanar el vot per Borràs.
Primàries Catalunya va decidir presentar-se per tal de fer efectiu el mandat de l'1 d'octubre, i durant els mesos de novembre i desembre del 2020, en una primera volta per escollir els representants de cada comarca a la llista definitiva, i una segona per ordenar els representants, sent el primer lloc per Barcelona per Laura Ormella.

### Candidatures de grups extraparlamentaris
Els grups sense representació al parlament sortint requereixen l'aval del 0,1% del cens a cada circumscripció per poder presentar candidatura o l'1% en cas que siguin una agrupació d'electors. Els partits que ho van aconseguir per a tot Catalunya van ser Junts per Catalunya, Vox, el Partit Nacionalista de Catalunya, Primàries Catalunya, Recortes Cero, el Partit Comunista dels Treballadors de Catalunya, el Front Nacional de Catalunya, o només en algunes circumscripcions, Izquierda en Positivo (B, G, L), Per Un Món Més Just (G, L, T), Escons en Blanc i Suport Civil Català (L), Unión Europea de Pensionistas, i Alianza por el Comercio y la Vivienda (G), i Unidos por la Democracia + Jubilados, Moviment Corrent Roig i Som Terres de l'Ebre (T).

### Candidatures amb representació al Parlament de Catalunya
| Candidatura | Candidatura | Presidenciable               | Barcelona                    | Tarragona                | Girona                    | Lleida                   | Precampanya                                                       | Campanya                                         | Programes electorals                                                                                 |
| ----------- | --- | ---------------------------- | ---------------------------- | ------------------------ | ------------------------- | ------------------------ | ----------------------------------------------------------------- | ------------------------------------------------ | --- |
|             | Ciutadans-Partido de la Ciudadanía (Cs) | Carlos Carrizosa Torres      | Carlos Carrizosa Torres      | Matías Alonso Ruiz       | Jean Castel Sucarrat      | Jorge Soler González     | "Una nueva Cataluña para todos" ("Una nova Catalunya per a tots") | "Para que ganemos todos" ("Perquè guanyem tots") | "Para que ganemos todos" ("Perquè guanyem tots")                                                     |
|             | Junts per Catalunya (Junts) - Demòcrates de Catalunya - Moviment d'Esquerres (MES) - Independentistes d'Esquerres (IEsq) - Els Verds - Alternativa Verda (EV-AV) - Reagrupament - Solidaritat Catalana per la Independència (SI) - Acció per la República (AxR) | Laura Borràs i Castanyer     | Carles Puigdemont i Casamajó | Albert Batet i Canadell  | Gemma Geis i Carreras     | Ramon Tremosa i Balcells | "Fem-ho Junts!"                                                   | "Junts per fer. Junts per ser."                  | "Programa electoral"                                                                                 |
|             | Partit Demòcrata Europeu Català (PDeCAT) - Convergents (CNV) | Maria Àngels Chacón i Feixas | Maria Àngels Chacón i Feixas | Marc Arza i Nolla        | Jaume Dulsat i Rodríguez  | Marc Solsona i Aixalà    | "Centrem el país"                                                 | "Si t'ho penses, PDeCAT"                         | "Si t'ho penses, PDeCAT"                                                                             |
|             | Esquerra Republicana (ERC) | Pere Aragonès i Garcia       | Pere Aragonès i Garcia       | Raquel Sans i Guerra     | Teresa Jordà i Roura      | Marta Vilalta i Torres   | "Via àmplia a la independència"                                   | "Al costat de la gent"                           | "Al costat de la gent"                                                                               |
|             | Partit dels Socialistes de Catalunya (PSC) - Units per Avançar (els Units) - Unitat d'Aran (UA) | Salvador Illa i Roca         | Salvador Illa i Roca         | Rosa Maria Ibarra i Ollé | Sílvia Paneque i Sureda   | Òscar Ordeig i Molist    | "Torna Catalunya"                                                 | "Fem-ho" "Illa President"                        | "Catalunya necessita un canvi"                                                                       |
|             | En Comú Podem-Podem en Comú (ECP-PEC) - Catalunya en Comú (CatComú) - Podem - En Comú Podem (ECP) | Jéssica Albiach Satorres     | Jéssica Albiach Satorres     | Jordi Jordan i Farnós    | Rosa Lluch i Bramon       | Jaume Moya i Matas       | "Sempre hi ha una primera vegada"                                 | "El canvi que Catalunya mereix"                  | "El canvi que Catalunya mereix"                                                                      |
|             | Candidatura d'Unitat Popular - Un nou cicle per guanyar (CUP-G) - Candidatura d'Unitat Popular (CUP) - Guanyem Catalunya - Capgirem - Pirates de Catalunya (PIRATA.CAT) - Aran Amassa                                                                           | Maria Dolors Sabater i Puig  | Maria Dolors Sabater i Puig  | Laia Estrada i Cañón     | Daniel Cornellà i Detrell | Pau Juvillà i Ballester  | "Un nou cicle per guanyar"                                        | "Per guanyar"                                    | "Un nou cicle per guanyar"                                                                           |
|             | Partit Popular (PP) - Barcelona pel Canvi | Alejandro Fernández Álvarez  | Alejandro Fernández Álvarez  | Inma Rodríguez Moranta   | Maria Àngels Olmedo       | Marisa Xandri i Pujol    | "Sumant per Catalunya"                                            | "Una Catalunya millor"                           | "Principales propuestas para una Cataluña mejor" ("Principals propostes per a una Catalunya millor") |

### Candidatures sense representació al Parlament de Catalunya
| Candidatura | Candidatura | Presidenciable                  | Barcelona                       | Tarragona                           | Girona                    | Lleida                     | Precampanya | Campanya                                                      | Programes electorals                                                                                              |
| ----------- | --- | ------------------------------- | ------------------------------- | ----------------------------------- | ------------------------- | -------------------------- | --- | ------------------------------------------------------------- | --- |
|             | Vox | Ignacio Garriga Vaz de Concicao | Ignacio Garriga Vaz de Concicao | Isabel Lázaro Pina                  | Alberto Tarradas Paneque  | Antonio Ramón López Gómez  | "Recuperemos Cataluña" ("Recuperem Catalunya")                                                                                             | "Recuperem Catalunya, recuperemos España (Recuperem Espanya)" | "10 medidas para Cataluña" ("10 mesures per a Catalunya")                                                         |
|             | Partit Nacionalista de Catalunya (PNC) | Marta Pascal i Capdevila        | Marta Pascal i Capdevila        | Àurea Rodríguez i López             | Carles Ribas i Gironès    | Enric Gràcia i Camats      | "Som els teus" | "Atreveix-te!"                                                | |
|             | Moviment Primàries per la Independència de Catalunya (MPIC) | Laura Ormella i González        | Laura Ormella i González        | Carles Prats i Cot                  | Marc Rossinyol i Casals   | Sergi Torrente i Justribó  | "El poder del poble" | "Independència Sense excuses"                                 | |
|             | Recortes Cero - Grup Verd - Municipalistes (RECORTES CERO-GV-M) - Unificació Comunista d'Espanya (UCE) - Grup Verd Europeu (GVE) - DEMOS+ - Veïns per Vacarisses - Viva! - A tu lado-Vecinos Municipalistas | Nuria Suárez Hernández          | Nuria Suárez Hernández          | Pascuala Gómez Iniesta              | Estefanía Pérez Fernández | Natalia Vara Bordas        | "Para salir de la crisis más fuertes hay que redistribuir la riqueza" ("Per sortir de la crisi més forts s'ha de redistribuir la riquesa") |                                                               | "#UnitatISolidar PER FER FRONT A LA PANDÈMIA SANITÀRIA #RedistribuirLaRiquesa PER AFRONTAR LA PANDÈMIA ECONÒMICA" |
|             | Partit Comunista dels Treballadors de Catalunya (PCTC) | Domènec Merino i Roca           | Domènec Merino i Roca           | Albert Camarasa i Escubedo          | Adrià Moreno i Sánchez    | Marina Puente i Matas      | "Per un país per a la classe obrera" | "La força de la classe obrera"                                | |
|             | Front Nacional de Catalunya (FNC) - Renaixença Nacional Catalana | Albert Pont i Serrano           | Albert Pont i Serrano           | Maria Montserrat Guasch i Francesch | Enric Arau i Puchades     | Magí Hildebrandt i López   | "#FemFront per l'Estat Català" | "Allibera el teu país La Catalunya forta!"                    | "Allibera el teu país, la Catalunya forta"                                                                        |
|             | Izquierda en Positivo | Celia Cánovas Essard            | Celia Cánovas Essard            | No es presenta                      | Jesús Osorio Hernández    | Andrés Peñalver Bernardo   | |                                                               | "Programa Eleccions Autonòmiques Catalunya 2021"                                                                  |
|             | Per Un Món Més Just (PUM+J) | Lourdes Franco López            | No es presenta                  | Lourdes Franco López                | David Quesada Reinares    | Marc Garrigó i Solé        | |                                                               | |
|             | Moviment Corrent Roig (M.C.R.) - Assemblea de Represaliats i Activistes (A.R.A.) | Elisabeth Martín i Plana        | No es presenta                  | Elisabeth Martín i Plana            | No es presenta            | No es presenta             | |                                                               | |
|             | Unidos por la Democracia + Jubilados - Unidos Sí - Somos España - PDS Jubilados Europeos - Democracia Efectiva                                                                                              | Enric Martínez i Herrera        | No es presenta                  | Enric Martínez i Herrera            | No es presenta            | No es presenta             | |                                                               | |
|             | Som Terres de l'Ebre | Frederic López i Marcos         | No es presenta                  | Frederic López i Marcos             | No es presenta            | No es presenta             | |                                                               | |
|             | Unión Europea de Pensionistas (UEP) | Juan Fernando Viñeta            | No es presenta                  | No es presenta                      | Juan Fernando Viñeta      | No es presenta             | |                                                               | |
|             | Alianza por el Comercio y la Vivienda (ALIANZA C V) | Francisco Sánchez Pérez         | No es presenta                  | No es presenta                      | Francisco Sánchez Pérez   | No es presenta             | |                                                               | |
|             | Escons en Blanc (EB) | Alejandro Gallardo Macchia      | No es presenta                  | No es presenta                      | No es presenta            | Alejandro Gallardo Macchia | |                                                               | |
|             | Suport Civil Català (SCAT) | Ramon Carner Alivés             | No es presenta                  | No es presenta                      | No es presenta            | Ramon Carner Alivés        | |                                                               | |

## Sistema electoral

Nombre de diputats per circumscripció.

Els 135 membres del Parlament de Catalunya són elegits en quatre circumscripcions, corresponent a les quatre províncies catalanes, amb la regla D'Hondt; i el sistema tancat; de representació proporcional. Com que Catalunya no té la seva pròpia llei electoral, les eleccions es duen a terme sota les normes provinents a l'Estatut d'Autonomia i sota la LOREG (Llei orgànica 5/1985, de 19 de juny, del règim electoral general). Com a conseqüència de la manca d'una llei electoral pròpia, els escons s'assignen per circumscripcions a través de lleis o decrets per a cada elecció. La distribució d'escons és la següent: Barcelona (85), Girona (17), Lleida (15) i Tarragona (18).
La votació es fa a partir del sufragi universal en secret, tant presencial el mateix dia de les votacions com per avançat mitjançant vot per correu, que per a les eleccions de 2021 ha estat el més elevat de totes les votacions fins llavors a Catalunya. Només llistes que superen el llindar del 3% dels vots vàlids a cada circumscripció (que inclou vots en blanc, que es compten per a cap de les anteriors) tenen dret a escó.

## Enquestes d'opinió
Els quadres següents enumeren els resultats dels sondejos d'opinió en ordre cronològic invers, mostrant primer el més recent i utilitzant les dates en què es va fer el treball de camp o la publicació de l'enquesta. El percentatge més alt de cada enquesta es mostra amb el fons pintat al color del partit líder. Si hi ha un empat, s'aplica a les xifres amb els percentatges més alts. La columna Avantatge de la dreta mostra la diferència en punts percentuals entre els partits amb els percentatges més alts en una enquesta.

Línia de tendència de regressió local dels resultats de les enquestes des del 21 de desembre del 2017 fins al 14 de febrer del 2021, i cada línia correspon a un partit polític.

### Estimació d'intenció de vot
| Enquestadora | Data                   | Mostra | Participació | Cs         | JuntsxCat      | ERC        | PSC         | ECP-PEC    |           | PPC        |            |            | Junts      | PDeCAT  | Avantatge |         |   |            |         |     |
| --- | ---------------------- | ------ | ------------ | ---------- | -------------- | ---------- | ----------- | ---------- | --------- | ---------- | ---------- | ---------- | ---------- | ------- | --------- | ------- | - | ---------- | ------- | --- |
| Enquestadora | Data                   | Mostra | Participació | GAD3/TV3   | 14 febrer 2021 | ?          | ?           | 5,3 6/7    | –         | 24,3 36/38 | 24,5 34/36 | 6 6/7      | 5,4 7      | 4,6 4/5 | Avantatge | 5,9 6/7 | – | 20,5 30/33 | 2,5 0/2 | 0,2 |
| Feedback/The National | 12 febrer 2021         | 1000   | 58,3-61,3%   | 8,9 12/13  | –              | 18,6 28/29 | 19,9 28/29  | 7,8 9/11   | 6,0 8     | 4,1 3/5    | 6,9 9/10   | –          | 20,6 32/35 | 2,8 0   | 0,7       |         |   |            |         |     |
| Metroscopia | 12 febrer 2021         | 4266   | 57           | 9,0 12     | –              | 20,3 29    | 23,2 32     | 6,4 7      | 5,9 8     | 5,3 6      | 5,4 6      | –          | 21,1 34    | 2,2 0   | 2,1       |         |   |            |         |     |
| CatPanel Final/Electomanía | 12 febrer 2021         | ?      | ?            | 8,5 12     | –              | 20,0 30    | 21,4 30     | 7,1 8      | 5,9 8     | 4,8 5      | 6,7 8      | –          | 20,8 34    | 1,4 0   | 0,6       |         |   |            |         |     |
| Feedback/The National | 12 febrer 2021         | 1000   | 58,5%        | 9,6 13     | –              | 18,9 29    | 19,7 28/30  | 7,9 10/11  | 6,3 8/9   | 4,7 5      | 5,7 6/8    | –          | 20,6 33/34 | 2,2 0   | 0,8       |         |   |            |         |     |
| GESOP/El Periòdic d'Andorra | 12 febrer 2021         | 806    | 57-59%       | 7 8/9      | –              | 20,8 31/33 | 23,1 32/34  | 7 8/9      | 6,1 8/9   | 4,4 4/5    | 7 8/9      | –          | 18,8 28/30 | 3,4 0/3 | 2,3       |         |   |            |         |     |
| CatPanel/Electomanía | 12 febrer 2021         | ?      | ?            | 8,7 12     | –              | 19,7 30    | 21,2 30     | 7,1 8      | 5,8 8     | 4,8 5      | 6,8 8      | –          | 21,1 34    | 1,4 0   | 0,1       |         |   |            |         |     |
| Feedback/The National | 11 febrer 2021         | 1000   | 57,7%        | 10,3 13/14 | –              | 17,8 27/28 | 20,3 29/30  | 8,6 10/12  | 7,1 9     | 4,1 3/5    | 5,1 5/6    | –          | 20,3 32/35 | 2,2 0   | 0,1       |         |   |            |         |     |
| GESOP/El Periòdic d'Andorra | 11 febrer 2021         | 757    | 56-58%       | 6,7 7/8    | –              | 20,8 31/33 | 23,0 32/34  | 6,9 8/9    | 6,4 8/9   | 4,4 4/5    | 7,5 9/10   | –          | 18,8 29/31 | 3,0 0/2 | 2,2       |         |   |            |         |     |
| CatPanel/Electomanía | 11 febrer 2021         | ?      | ?            | 8,7 12     | –              | 20,3 31    | 20,7 29     | 7,0 8      | 5,7 8     | 5,0 5      | 7,0 8      | –          | 21,0 34    | 1,4 0   | 0,3       |         |   |            |         |     |
| CatPanel/Electomanía | 10 febrer 2021         | ?      | ?            | 8,7 12     | –              | 20,0 30    | 21,6 30     | 6,9 8      | 5,6 8     | 4,9 5      | 6,9 8      | –          | 20,8 34    | 1,3 0   | 0,8       |         |   |            |         |     |
| Feedback/The National | 10 febrer 2021         | 1000   | 58,6%        | 9,8 13/14  | –              | 19,7 29/32 | 19,2 28/29  | 7,2 8/9    | 7,5 9/11  | 4 3/5      | 5,5 6/7    | –          | 19,8 31/34 | –       | 0,1       |         |   |            |         |     |
| GESOP/El Periòdic d'Andorra | 10 febrer 2021         | 754    | 56-58%       | 6,3 7/8    | –              | 20,2 31/33 | 22,9 32/34  | 6,8 7/8    | 6,5 8/9   | 4,4 4/5    | 7,9 9/10   | –          | 19,8 30/32 | 2,2 0   | 2,7       |         |   |            |         |     |
| CatPanel/Electomanía | 9 febrer 2021          | ?      | ?            | 8,7 12     | –              | 20,0 30    | 21,7 31     | 6,8 8      | 5,4 7     | 4,9 5      | 6,9 8      | –          | 20,8 34    | 1,4 0   | 0,9       |         |   |            |         |     |
| Feedback/The National | 9 febrer 2021          | 1000   | 59%          | 9,8 13     | –              | 19,8 30/32 | 19,3 28/30  | 7,2 8/9    | 7,8 10/11 | 3,6 3      | 5,2 5/6    | –          | 20,4 32/35 | 1,8 0   | 1,0       |         |   |            |         |     |
| GESOP/El Periòdic d'Andorra | 9 febrer 2021          | 752    | 56-58%       | 6,5 7/8    | –              | 20,6 31/33 | 22,6 31/33  | 7,0 8/9    | 6,7 8/9   | 4,4 4/5    | 7,1 8/9    | –          | 20,6 31/33 | 1,1 0   | 2,0       |         |   |            |         |     |
| |                        |        |              |            |                |            |             |            |           |            |            |            |            |         |           |         |   |            |         |     |
| El dilluns 8 de febrer va ser l'últim dia que es podien publicar explícitament noves enquestes o estudis de sondeig electoral. Malgrat la prohibició se segueixen publicant, però amb denominacions que camuflen les identificacions amb cada partit o que es publiquen des de l'estranger, predominantment des d'Andorra i Escòcia. |                        |        |              |            |                |            |             |            |           |            |            |            |            |         |           |         |   |            |         |     |
| |                        |        |              |            |                |            |             |            |           |            |            |            |            |         |           |         |   |            |         |     |
| Key Data/Público | 8 febrer 2021          | ?      | 60%          | 9,9 12     | –              | 21,0 32    | 20,9 30     | 6,8 8      | 5,7 7     | 5,6 7      | 5,5 7      | –          | 19,8 32    | 2,6 0/2 | 0,1       |         |   |            |         |     |
| Hamalgama/Ok Diario | 8 febrer 2021          | ?      | ?            | 11,8 14    | –              | 20,0 32    | 20,2 30     | 7,2 8      | 5,4 7     | 5,8 6      | 5,5 6      | –          | 20,3 32    | –       | 0,1       |         |   |            |         |     |
| Sociométrica /El Español | 8 febrer 2021          | 1.500  | 54%          | 7,7 10/12  | –              | 19,1 29/31 | 21 29/31    | 7,4 8/10   | 6,6 7/9   | 5,0 4/6    | 7,7 9/11   | –          | 20,4 30/32 | –       | 1,8       |         |   |            |         |     |
| Celeste-Tel/Onda Cero | 8 febrer 2021          | ?      | ?            | 10,2 14    | –              | 19,7 30    | 21,8 31     | 7,5 8      | 5,3 7     | 5,6 7      | 6,0 7      | –          | 20,0 31    | –       | 0,6       |         |   |            |         |     |
| Feedback/El Nacional | 8 febrer 2021          | 1000   | 60,21%       | 8,7 12     | –              | 20,1 32    | 21,3 31/32  | 7,1 9      | 7,6 10/11 | 3,5 3      | 5,7 6      | –          | 19,7 31/32 | 1,4 0   | 1,2       |         |   |            |         |     |
| Demoscopia y Servicios | 8 febrer 2021          | 1000   | 56%          | 8,2 11     | –              | 20,7 31    | 22,1 31     | 7,1 9      | 5,7 8     | 5,4 6      | 5,8 7      | –          | 21,4 32    | –       | 0,7       |         |   |            |         |     |
| NC Report/La Razón | 8 febrer 2021          | ?      | 58,2%        | 10,9 14    | –              | 20,3 31    | 21,5 31     | 7,2 8      | 5,5 7     | 6,3 7      | 5,8 6      | –          | 19,9 31    | 1,4 0   | 1,2       |         |   |            |         |     |
| CatPanel/Electomanía | 8 febrer 2021          | 20.000 | ?            | 8,8 12     | –              | 20,2 31    | 21,9 31     | 6,7 7      | 5,2 7     | 4,9 5      | 6,9 8      | –          | 20,7 34    | 1,4 0   | 1,2       |         |   |            |         |     |
| GESOP/El Periódico | 7 febrer 2021          | ?      | 57,8%        | 7,6 9      | –              | 20,8 34    | 23,0 32     | 7,7 9      | 6,3 8     | 3,8 4      | 6,9 9      | –          | 18,8 30    | 1,8 0   | 2,2       |         |   |            |         |     |
| Opinòmetre/Diari Ara | 6 febrer 2021          | 830    | 58%          | 8,3 11/12  | –              | 21,8 31/32 | 20,7 30/32  | 6,9 8/9    | 6,6 8/9   | 5,0 6/7    | 5,2 6/7    | –          | 19,7 29/30 | 2,5 0/3 | 1,1       |         |   |            |         |     |
| Feedback/El Nacional | 6 febrer 2021          | 800    | 61,22%       | 7,4 9/10   | –              | 19,4 29/32 | 23,1 33/34  | 7,3 8/10   | 7,7 9/11  | 3,9 3/4    | 6,1 6/9    | –          | 20,0 31/34 | –       | 3,2       |         |   |            |         |     |
| Sigma-Dos/El Mundo | 6 febrer 2021          | ?      | ?            | 9,2 11/12  | –              | 20,8 31/34 | 22,9 30/33  | 7,0 7/9    | 5,7 7/8   | 5,6 5/7    | 5,4 5/7    | –          | 21,4 32/34 | –       | 1,5       |         |   |            |         |     |
| ElectoPanel/Electomanía | 5 febrer 2021          | 20.000 | ?            | 9,7 13     | –              | 20,9 33    | 21,7 31     | 6,6 7      | 5,0 5     | 5,8 7      | 5,4 6      | –          | 20,0 33    | 1,3 0   | 0,8       |         |   |            |         |     |
| DYM/HENNEO | 4 febrer 2021          | ?      | ?            | 10,6 11/13 | –              | 19,2 29/31 | 22,7 29/32  | 7,2 7/8    | 6,0 7/9   | 3,5 3/4    | 5,8 6/8    | –          | 22,2 35/38 | –       | 0,5       |         |   |            |         |     |
| CIS | 4 febrer 2021          | 1838   | ?            | 7,9 7/9    | –              | 19,9 19/21 | 23,7 22/26  | 8,9 7/10   | 6,8 6/8   | 5,8 5/7    | 6,9 5/8    | –          | 14,6 13/18 | 1,5 1/2 | 3,8       |         |   |            |         |     |
| SocioMétrica/El Español | 1 febrer 2021          | ?      | 49%          | 11,0 13/15 | –              | 19,4 28/30 | 20,3 28/30  | 7,3 8/10   | 5,6 7/9   | 5,5 6/7    | 6,0 6/7    | –          | 20,4 31/33 | –       | 0,1       |         |   |            |         |     |
| NC Report/ La Razón | 25–31 gener 2021       | ?      | 68,7%        | 10,8 13    | –              | 21,2 32    | 19,6 29     | 6,9 8      | 5,8 7     | 6,7 8      | 5,6 6      | –          | 19,6 32    | –       | 1,6       |         |   |            |         |     |
| Sigma Dos/Antena 3 | 31 gener 2021          | ?      | ?            | 10,3 12/14 | –              | 21,2 31/33 | 22,5 29/32  | 7,3 7/8    | ? 5/7     | 5,6 6/7    | 5,1 6/7    | –          | 20,7 30/32 | –       | 1,3       |         |   |            |         |     |
| GESOP/ El Periódico | 23–29 gener 2021       | 1.445  | 61,5%        | 9,0 11/12  | –              | 19,8 31/32 | 24,0 34/35  | 6,3 6/7    | 5,3 6/7   | 6,3 8/9    | 5,2 5/6    | –          | 19,1 30/31 | 1,1 0   | 5,2       |         |   |            |         |     |
| ElectoPanel/Electomanía | 29 gener 2021          | 20.000 | ?            | 10,5 14    | –              | 21,5 34    | 21,6 30     | 6,7 7      | 4,8 5     | 6,0 7      | 5,2 5      | –          | 19,6 33    | 1,2 0   | 0,1       |         |   |            |         |     |
| CEO | 29 gener 2021          | 1.100  | 62%          | 9,6 12/13  | –              | 22,0 34/35 | 19,6 26/29  | 6,5 6/8    | 6,2 8     | 7,0 9      | 4,8 5/6    | –          | 20,7 32/34 | 2,3 0   | 1,3       |         |   |            |         |     |
| ElectoPanel/Electomanía | 22 gener 2021          | 20.000 | ?            | 10,4 14    | –              | 22,0 34    | 21,4 30     | 6,7 7      | 4,7 5     | 6,1 7      | 5,3 6      | –          | 19,8 32    | 1,4 0   | 0,6       |         |   |            |         |     |
| SocioMétrica/El Español | 18–22 gener 2021       | 2.690  | 52%          | 11,2 15/17 | –              | 19,3 29/31 | 21,5 30/31  | 7,2 7/8    | 4,9 5/6   | 5,8 6/7    | 5,8 6/7    | –          | 19,7 31/33 | –       | 1,8       |         |   |            |         |     |
| NC Report/La Razón | 18–22 gener 2021       | 1.000  | 70,1%        | 11,1 14    | –              | 20,5 35    | 18,7 25     | 7,3 8      | 6,1 8     | 6,7 8      | 6,0 7      | –          | 19,2 32    | 1,6 0   | 1,3       |         |   |            |         |     |
| ElectoPanel/Electomanía | 15 gener 2021          | 20.000 | ?            | 10,4 14    | –              | 21,9 34    | 21,0 29     | 6,6 7      | 4,5 5     | 6,1 7      | 5,4 6      | –          | 20,4 33    | 1,4 0   | 0,9       |         |   |            |         |     |
| CIS | 2–15 gener 2021        | 4.106  | ?            | 9,6 13/15  | –              | 20,6 31/33 | 23,9 30/35  | 9,7 9/12   | 6,0 8/11  | 5,8 7      | 6,6 6/10   | –          | 12,5 20/27 | 0,7 0   | 3,3       |         |   |            |         |     |
| ElectoPanel/Electomanía | 8 gener 2021           | 20.000 | ?            | 10,0 13    | –              | 21,5 33    | 20,0 28     | 7,3 9      | 5,0 5     | 6,0 7      | 5,5 6      | –          | 21,3 34    | 1,3 0   | 0,2       |         |   |            |         |     |
| GAD3/La Vanguardia | 4–8 gener 2021         | 800    | 64%          | 9,7 13     | –              | 24,1 37/39 | 20,5 29/30  | 6,0 6/7    | 4,3 4/5   | 6,2 8      | 4,1 4      | –          | 18,5 31    | 2,9 0/1 | 3,6       |         |   |            |         |     |
| GESOP/El Periódico | 4–7 gener 2021         | 801    | ?            | 9,8 12/13  | –              | 20,9 32/33 | 24,1 34/35  | 5,9 6/7    | 5,4 7/8   | 5,9 6/7    | 5,0 5/6    | –          | 19,0 29/30 | 1,0 0   | 3,2       |         |   |            |         |     |
| SocioMétrica/El Español | 2–5 gener 2021         | 900    | 61%          | 12,0 16/17 | –              | 20,1 31/32 | 19,3 27/28  | 7,0 7/8    | 5,2 6/7   | 6,1 7      | 6,3 7      | –          | 19,9 30/31 | 1,8 0/1 | 0,2       |         |   |            |         |     |
| SocioMétrica/El Español | 23–29 desembre 2020    | 1.200  | 66%          | 13,2 19/20 | –              | 21,7 33/34 | 16,7 22/23  | 7,7 8/9    | 4,9 5/6   | 6,3 6/7    | 6,1 6/7    | –          | 20,3 32/33 | 1,6 0/1 | 1,4       |         |   |            |         |     |
| ElectoPanel/Electomanía | 20 desembre 2020       | 20.000 | ?            | 10,4 14    | –              | 22,8 35    | 18,2 25     | 7,4 9      | 5,2 7     | 6,4 8      | 4,9 5      | –          | 19,7 32    | 1,8 0   | 3,1       |         |   |            |         |     |
| GESOP/CEO | 25 nov–7 des 2020      | 1.500  | 68%          | 11,6 14/16 | –              | 23,0 35    | 18,5 25     | 6,9 7/9    | 6,4 8/9   | 6,0 7/9    | 4,6 4/6    | –          | 19,6 30/32 | 1,9 0/1 | 3,4       |         |   |            |         |     |
| GESOP/El Periódico | 30 nov–1 des 2020      | 801    | ?            | 10,6 13/14 | –              | 22,0 35/36 | 18,9 27/28  | 7,5 8/9    | 5,0 6/7   | 5,9 7/8    | 4,5 4/5    | –          | 19,4 30/31 | 2,4 0   | 2,6       |         |   |            |         |     |
| ElectoPanel/Electomanía | 30 novembre 2020       | 18.000 | ?            | 9,8 13     | –              | 23,2 36    | 18,2 25     | 7,7 9      | 5,2 5     | 6,8 5      | 5,3 6      | –          | 20,2 33    | 1,7 0   | 3,0       |         |   |            |         |     |
| GESOP/CEO | 13 oct–7 nov 2020      | 2.000  | 65%          | 10,0 13/14 | –              | 24,4 36/37 | 16,8 22/23  | 7,2 7/9    | 5,3 6/8   | 7,0 8/9    | 6,4 7/8    | –          | 18,7 28/30 | 2,4 0/1 | 5,7       |         |   |            |         |     |
| GESOP | 19–23 oct 2020         | 1.463  | ?            | 12,5 16/17 | 18,3 28/29     | 22,9 35/36 | 17,5 24/29  | 7,3 9/10   | 5,8 8     | 6,2 7/8    | 5,1 5      | –          | –          | –       | 4,6       |         |   |            |         |     |
| KeyData/Público | 17 oct 2020            | ?      | 71,9%        | 12,3 15    | 19,7 31        | 24,1 37    | 17,0 25     | 7,6 9      | 4,8 7     | 6,4 7      | 4,2 4      | –          | –          | –       | 4,4       |         |   |            |         |     |
| GESOP/CEO | 29 set–9 oct 2020      | 1.500  | 65%          | 12,0 16/17 | 19,4 31/32     | 23,4 35/36 | 18,0 24/25  | 7,6 8/9    | 4,9 6/7   | 6,0 7/8    | 4,5 4/6    | –          | –          | –       | 4,0       |         |   |            |         |     |
| NC Report/La Razón | 28 set–2 oct 2020      | 1.000  | 72,7%        | 11,9 16    | 20,0 31        | 23,2 35    | 17,8 25     | 7,8 9      | 4,5 6     | 7,6 10     | 5,0 3      | –          | –          | –       | 3,2       |         |   |            |         |     |
| GAD3/La Vanguardia | 1–4 setembre 2020      | 805    | 69%          | 10,2 13    | 19,9 31        | 27,2 42    | 19,1 26     | 6,7 7      | 3,9 4     | 6,4 8      | 4,2 4      | –          | –          | –       | 7,3       |         |   |            |         |     |
| ElectoPanel/Electomanía | 31 agost 2020          | 8.000  | ?            | 10,1 14    | 21,4 34        | 22,4 35    | 17,9 24     | 8,1 10     | 5,5 5     | 7,1 8      | 4,6 5      | –          | –          | –       | 1,0       |         |   |            |         |     |
| GESOP/CEO | 25 juny–21 juliol 2020 | 2.000  | 70%          | 14,4 19    | 20,9 32/33     | 22,1 33/34 | 17,0 24     | 8,2 9/10   | 4,9 6/7   | 5,5 6/7    | 4,0 3/4    | –          | –          | –       | 1,2       |         |   |            |         |     |
| GESOP/El Periódico | 6–13 juliol 2020       | 1.479  | ?            | 11,9 15/16 | 19,3 29/30     | 22,5 34/35 | 17,9 25/26  | 7,9 9/10   | 5,4 7/8   | 6,1 7/8    | 5,4 5/6    | –          | –          | –       | 3,2       |         |   |            |         |     |
| Feedback/El Nacional | 29 juny–2 juliol 2020  | 800    | ?            | 9,5 12/13  | 17,8 28        | 27,4 41/42 | 19,7 26/28  | 6,6 7      | 6,2 8     | 5,7 6      | 5,1 5      | –          | –          | –       | 7,7       |         |   |            |         |     |
| ElectoPanel/Electomanía | 1 abril –15 maig 2020  | ?      | ?            | 9,6 13     | 21,2 32        | 21,1 32    | 19,5 26     | 8,7 10     | 6,5 8     | 8,7 11     | 3,5 3      | –          | –          | –       | 0,1       |         |   |            |         |     |
| GESOP/El Periódico | 29 abr–8 maig 2020     | 1.455  | ?            | 12,9 17/18 | 16,8 25/26     | 25,2 40/41 | 18,0 25/26  | 7,7 8/9    | 6,1 8     | 6,3 7/8    | 3,8 4      | –          | –          | –       | 7,2       |         |   |            |         |     |
| GESOP/CEO | 10 feb–9 març 2020     | 2.000  | 70           | 12,8 16/18 | 18,6 28/30     | 23,0 33/35 | 17,4 23/24  | 10,9 13/14 | 7,1 8/9   | 5,5 7/8    | 3,0 0/2    | –          | –          | –       | 4,4       |         |   |            |         |     |
| GAD3/ABC | 21–26 febrer 2020      | 800    | ?            | 8,9 12     | 15,4 24        | 28,1 43    | 20,8 27     | 8,1 10     | 4,9 6     | 7,2 9      | 4,4 4      | –          | –          | –       | 7,3       |         |   |            |         |     |
| KeyData/Público | 6 feb 2020             | ?      | 80,9%        | 12,0 17    | 19,1 30        | 23,7 35    | 18,0 24     | 9,1 11     | 7,0 9     | 4,6 5      | 4,0 4      | –          | –          | –       | 4,6       |         |   |            |         |     |
| GAD3/La Vanguardia | 3–6 feb 2020           | 800    | 70,7%        | [ a ]      | 20,0 31        | 25,2 38    | 21,1 27     | 8,9 10     | 5,2 7     | [ a ]      | 3,7 3      | 14,5 19    | –          | –       | 4,1       |         |   |            |         |     |
| GAD3/La Vanguardia | 3–6 feb 2020           | 800    | 70,7%        | 8,5 12     | 19,8 31        | 24,9 37    | 20,3 27     | 8,8 10     | 5,1 6     | 6,7 8      | 4,4 4      | –          | –          | –       | 4,6       |         |   |            |         |     |
| ERC | 2 feb 2020             | ?      | ?            | –          | ? 25           | ? 37       | ? 28        | –          | ? 10      | –          | –          | –          | –          | –       | ?         |         |   |            |         |     |
| SocioMétrica/El Español | 2 feb 2020             | ?      | ?            | [ a ]      | 18,6 29        | 23,0 35    | 19,4 25     | 10,0 12    | 6,2 8     | [ a ]      | 4,8 5      | 17,0 21/23 | –          | –       | 3,6       |         |   |            |         |     |
| SocioMétrica/El Español | 2 feb 2020             | ?      | ?            | 10,9 14    | 18,6 29        | 23,0 35    | 19,4 25     | 10,0 12    | 6,2 8     | 6,1 7      | 4,8 5      | –          | –          | –       | 3,6       |         |   |            |         |     |
| NC Report/La Razón | 27–31 gener 2020       | 1.000  | 73,8%        | 10,3 14    | 19,5 31        | 21,0 32    | 17,4 24     | 8,3 10     | 5,9 8     | 8,9 12     | 6,3 4      | –          | –          | –       | 1,5       |         |   |            |         |     |
| GESOP/El Periódico | 27–31 gener 2020       | 1.435  | ?            | 12,8 16/17 | 19,0 29/30     | 22,0 33/34 | 16,9 22/23  | 9,4 11/12  | 6,6 8/9   | 4,8 5/6    | 5,5 6/7    | –          | –          | –       | 3,0       |         |   |            |         |     |
| ElectoPanel/Electomanía | 27–29 gener 2020       | 1.500  | ?            | [ a ]      | 20,0 30        | 20,7 31    | 20,1 26     | 8,8 10     | 7,8 10    | [ a ]      | 5,0 5      | 16,7 23    | –          | –       | 0,6       |         |   |            |         |     |
| ElectoPanel/Electomanía | 27–29 gener 2020       | 1.500  | ?            | 7,4 9      | 20,0 31        | 20,7 31    | 19,4 27     | 8,8 10     | 7,8 10    | 8,4 11     | 6,2 6      | –          | –          | –       | 0,7       |         |   |            |         |     |
| CatComú | desembre 2019          | 1.002  | ?            | 12,1       | 15,6           | 25,3       | 20,9        | 10,8       | 5,3       | 4,3        | 5,0        | –          | –          | –       | 4,4       |         |   |            |         |     |
| GESOP/CEO | 14 Nov–5 des 2019      | 1.500  | 70%          | 12,0 14/16 | 19,0 29/31     | 25,4 38/39 | 18,0 24/25  | 10,2 11/13 | 7,3 9/10  | 4,3 4/5    | 2,0 0/2    | –          | –          | –       | 6,4       |         |   |            |         |     |
| ElectoPanel/Electomanía | 27–30 Nov 2019         | 2.000  | ?            | 7,2 9      | 15,8 24        | 22,0 34    | 18,4 25     | 8,1 10     | 10,0 13   | 7,9 10     | 7,5 10     | –          | –          | –       | 3,6       |         |   |            |         |     |
| NC Report/La Razón | 18–22 nov 2019         | 1.000  | 74,4%        | 11,6 17    | 19,2 31        | 21,2 32    | 16,8 24     | 7,7 9      | 5,6 7     | 8,8 12     | 6,4 3      | –          | –          | –       | 2,0       |         |   |            |         |     |
| Generals de novembre 2019 | 10 nov 2019            | N/D    | 69,4%        | 5,6 6      | 13,7 22        | 22,6 35    | 20,5 29     | 14,2 18    | 6,4 7     | 7,4 10     | 6,3 8      | –          | –          | –       | 1,9       |         |   |            |         |     |
| ElectoPanel/Electomanía | 16–19 oct 2019         | 2.000  | ?            | 15,1 21    | 12,3 19        | 24,5 38    | 17,6 24     | 8,2 10     | 10,5 13   | 6,0 7      | 3,3 3      | –          | –          | –       | 6,9       |         |   |            |         |     |
| ElectoPanel/Electomanía | 14–15 oct 2019         | 1.000  | ?            | 13,1 18    | 15,1 24        | 24,3 37    | 20,2 26     | 8,0 10     | 7,9 11    | 5,0 5      | 4,0 4      | –          | –          | –       | 4,1       |         |   |            |         |     |
| NC Report/La Razón | 1–5 oct 2019           | 1.000  | 71,1%        | 19,0 27    | 15,1 23        | 24,0 39    | 19,9 28     | 5,9 7      | 5,4 5     | 5,5 6      | 1,9 0      | –          | –          | –       | 4,1       |         |   |            |         |     |
| ElectoPanel/Electomanía | 11 set 2019            | ?      | ?            | 15,2 21    | 15,8 24        | 25,3 40    | 20,1 29     | 7,6 8      | 5,4 5     | 6,3 8      | 1,8 0      | –          | –          | –       | 5,2       |         |   |            |         |     |
| NC Report/La Razón | 3–7 set 2019           | 1.000  | 71,3%        | 21,1 29    | 14,0 21        | 25,6 41    | 19,1 27     | 6,2 7      | 4,9 5     | 4,8 5      | 2,2 0      | –          | –          | –       | 4,5       |         |   |            |         |     |
| ElectoPanel/Electomanía | 20 agost 2019          | ?      | ?            | 14,5 20    | 15,5 24        | 26,4 40    | 20,3 29     | 7,1 8      | 6,0 7     | 6,0 7      | 2,0 0      | –          | –          | –       | 6,1       |         |   |            |         |     |
| ElectoPanel/Electomanía | 17 juliol 2019         | ?      | ?            | 14,1 19    | 15,3 24        | 26,7 41    | 20,1 29     | 7,1 8      | 6,1 7     | 6,2 7      | 2,1 0      | –          | –          | –       | 6,6       |         |   |            |         |     |
| GESOP/CEO | 25 juny–17 juliol 2019 | 1.500  | 70%          | 17,0 23/24 | 16,6 25/27     | 26,5 38/40 | 18,7 25     | 9,5 11/12  | 5,2 6/7   | 3,5 3      | –          | –          | –          | –       | 7,8       |         |   |            |         |     |
| GESOP/El Periódico | 1–5 juliol 2019        | 1.422  | ?            | 16,5 22/23 | 16,5 24/25     | 26,5 40/41 | 20,0 28/29  | 7,0 8/9    | 5,5 7/8   | 4,0 3/4    | –          | –          | –          | –       | 6,5       |         |   |            |         |     |
| Europees de 2019 | 26 maig 2019           | N/D    | 60,9%        | 8,6 12     | 28,6 44        | 21,2 33    | 22,1 31     | 8,4 9      | –         | 5,2 6      | 2,0 0      | –          | –          | –       | 6,5       |         |   |            |         |     |
| Generals d'abril de 2019 | 28 abril 2019          | N/D    | 74,6%        | 11,6 13    | 12,1 22        | 24,6 39    | 23,2 32     | 14,9 20    | 2,7* 0    | 4,8 5      | 3,6 4      | –          | –          | –       | 1,4       |         |   |            |         |     |
| Opinòmetre/CEO | 4–25 març 2019         | 1.500  | 70%          | 21,6 28/29 | 14,9 22/24     | 28,1 40/43 | 16,5 21/23  | 7,0 8/9    | 6,5 8     | 4,0 3/4    | –          | –          | –          | –       | 3,7       |         |   |            |         |     |
| GESOP/El Periódico | 10 febrer 2019         | 1.468  | ?            | 21,5 30/31 | 15,0 23/24     | 25,5 39/40 | 15,5 21/22  | 7,5 9/10   | 6,5 8/9   | 4,0 2      | 2,5 0      | –          | –          | –       | 4,0       |         |   |            |         |     |
| NC Report/La Razón | 24 desembre 2018       | ?      | 74,5%        | 25,0 37    | 14,9 23        | 24,1 38    | 15,0 19     | 7,7 8      | 5,0 5     | 4,4 5      | 2,0 0      | –          | –          | –       | 0,9       |         |   |            |         |     |
| Opinòmetre/Ara | 3–12 des 2018          | 800    | ?            | 23,4 33/35 | 16,2 25/26     | 25,7 38/40 | 13,9 17/18  | 7,1 7/8    | 8,3 10/11 | 2,5 0      | 1,1 0      | –          | –          | –       | 2,3       |         |   |            |         |     |
| Opinòmetre/CEO | 22 oct–12 nov 2018     | 1.500  | 68%          | 21,4 29/30 | 14,8 23/24     | 25,1 36/38 | 14,5 17/18  | 10,4 12/13 | 8,5 10/11 | 3,3 2/3    | –          | –          | –          | –       | 3,7       |         |   |            |         |     |
| GESOP/El Periódico | 22–25 oct 2018         | 739    | ?            | 22,5 30/31 | 14,5 22/23     | 25,3 37/39 | 17,3 23/24  | 7,5 8/9    | 7,4 9/10  | 3,5 3      | –          | –          | –          | –       | 2,8       |         |   |            |         |     |
| NC Report/La Razón | 24–28 set 2018         | 1.000  | ?            | 23,7 35    | 16,2 25        | 23,9 37    | 15,8 20     | 6,5 8      | 3,9 4     | 5,3 6      | –          | –          | –          | –       | 0,2       |         |   |            |         |     |
| ElectoPanel/Electomanía | 16–18 set 2018         | ?      | ?            | 21,9 30    | 14,9 22        | 27,7 42    | 16,1 22     | 7,0 8      | 7,0 9     | 3,2 2      | –          | –          | –          | –       | 5,8       |         |   |            |         |     |
| SocioMétrica/El Español | 22–30 agost 2018       | 500    | ?            | 22,3 31/33 | 18,4 25/27     | 25,1 35/37 | 14,9 20/22  | 7,3 8/9    | 5,5 6/7   | 5,1 5/6    | –          | –          | –          | –       | 2,8       |         |   |            |         |     |
| Opinòmetre/CEO | 23 juny–14 juliol 2018 | 1.500  | 70%          | 21,4 29/30 | 17,9 27/29     | 24,0 35/37 | 15,5 19/21  | 7,8 8/10   | 7,0 8/10  | 3,8 3/4    | –          | –          | –          | –       | 2,6       |         |   |            |         |     |
| GESOP/El Periódico | 2–11 juliol 2018       | 1.445  | ?            | 21,5 29/30 | 16,5 26/27     | 23,5 35/36 | 15,5 21/22  | 8,5 9/10   | 6,5 8/9   | 4,5 4/5    | –          | –          | –          | –       | 2,0       |         |   |            |         |     |
| GAD3/La Vanguardia | 14–21 juny 2018        | 800    | 75%          | 24,0 34    | 20,1 30        | 24,3 35    | 14,6 19     | 7,0 8      | 4,5 5     | 4,1 4      | –          | –          | –          | –       | 0,3       |         |   |            |         |     |
| ElectoPanel/Electomanía | 3–7 juny 2018          | ?      | ?            | 21,3 29    | 20,4 29        | 20,7 29    | 16,3 23     | 7,6 10     | 7,6 10    | 4,9 5      | –          | –          | –          | –       | 0,8       |         |   |            |         |     |
| Opinòmetre/CEO | 7–27 abril 2018        | 1.500  | 68%          | 24,5 33/34 | 19,8 30/32     | 20,5 29/32 | 11,0 {13/15 | 9,5 11     | 9,0 11    | 4,1 3/4    | –          | –          | –          | –       | 4,0       |         |   |            |         |     |
| NC Report/La Razón | 17–20 abril 2018       | 1.000  | 76,9%        | 26,0 38    | 18,7 31        | 21,8 32    | 15,2 18     | 5,4 7      | 3,8 4     | 4,5 5      | –          | –          | –          | –       | 4,2       |         |   |            |         |     |
| NC Report/La Razón | 22–28 març 2018        | 1.000  | 76,8%        | 25,7 38    | 19,4 32        | 21,0 31    | 14,9 18     | 6,0 7      | 4,2 4     | 4,8 5      | –          | –          | –          | –       | 4,7       |         |   |            |         |     |
| Apolda/CEO | 10–30 gener 2018       | 1.200  | 68%          | 24,7 33/35 | 19,5 29/31     | 22,9 33/35 | 12,5 15/16  | 7,4 8      | 6,0 7/8   | 4,6 3/4    | –          | –          | –          | –       | 1,8       |         |   |            |         |     |
| NC Report/La Razón | 15–19 gener 2018       | 1.000  | 75,2%        | 24,9 37    | 22,4 34        | 20,6 31    | 14,3 17     | 6,9 7      | 3,5 4     | 5,9 5      | –          | –          | –          | –       | 2,5       |         |   |            |         |     |
| |                        |        |              |            |                |            |             |            |           |            |            |            |            |         |           |         |   |            |         |     |
| Eleccions al Parlament de 2017 | 21 desembre 2017       | N/D    | 79,1%        | 25,4 36    | 21,7 34        | 21,4 32    | 13,9 17     | 7,5 8      | 4,5 4     | 4,2 4      | –          | –          | –          | –       | 3,7       |         |   |            |         |     |
| |                        |        |              |            |                |            |             |            |           |            |            |            |            |         |           |         |   |            |         |     |
| (*) Resultats del Front Republicà. |                        |        |              |            |                |            |             |            |           |            |            |            |            |         |           |         |   |            |         |     |

### Preferència de candidat
La taula següent recull els sondejos d'opinió sobre les preferències dels líders per ser president/a de la Generalitat.
Llegenda:
      Enquesta duta a terme després de la prohibició legal dels sondejos d'opinió
| Enquestadora       | Data              | Mostra |                   |                |           |          |             |           |             |              |             |                |              |               | Un altre/ Ningú/No importa | Question | Avantatge |   |      |     |      |      |     |
| Enquestadora       | Data              | Mostra | Carrizosa Cs      | Aragonès ERC   | Iceta PSC | Illa PSC | Albiach ECP | Riera CUP | Sabater CUP | Fernández PP | Garriga Vox | Puigdem. Junts | Borràs Junts | Chacón PDeCAT | Un altre/ Ningú/No importa | Question | Avantatge |   |      |     |      |      |     |
| ------------------ | ----------------- | ------ | ----------------- | -------------- | --------- | -------- | ----------- | --------- | ----------- | ------------ | ----------- | -------------- | ------------ | ------------- | -------------------------- | -------- | --------- | - | ---- | --- | ---- | ---- | --- |
| Enquestadora       | Data              | Mostra | GESOP/El Periòdic | 10–12 feb 2021 | 854       | 2.9      | 14.1        | –         | 23.4        | 5.6          | –           | 5.0            | 2.1          | 1.6           | Un altre/ Ningú/No importa | Question | Avantatge | – | 14.1 | 1.6 | 29.5 | 29.5 | 9.3 |
| GESOP/El Periòdic  | 9–11 feb 2021     | 806    | 3.3               | 13.1           | –         | 24.8     | 5.0         | –         | 4.5         | 1.7          | 1.7         | –              | 14.7         | 2.3           | 28.9                       | 28.9     | 10.1      |   |      |     |      |      |     |
| GESOP/El Periòdic  | 8–10 feb 2021     | 757    | 2.8               | 13.8           | –         | 23.7     | 4.1         | –         | 3.9         | 0.9          | 1.9         | –              | 14.0         | 2.3           | 32.5                       | 32.5     | 9.7       |   |      |     |      |      |     |
| GESOP/El Periòdic  | 7–9 feb 2021      | 754    | 2.0               | 14.5           | –         | 24.2     | 3.2         | –         | 4.0         | 1.3          | 1.9         | –              | 15.3         | 2.0           | 31.6                       | 31.6     | 8.9       |   |      |     |      |      |     |
| GESOP/El Periòdic  | 6–8 feb 2021      | 752    | 1.9               | 14.3           | –         | 22.7     | 3.8         | –         | 4.8         | 1.2          | 1.4         | –              | 15.1         | 0.9           | 33.7                       | 33.7     | 7.6       |   |      |     |      |      |     |
| GESOP/El Periódico | 4–6 feb 2021      | 751    | 1.9               | 14.3           | –         | 23.0     | 4.5         | –         | 4.4         | 1.5          | 1.1         | –              | 13.9         | 1.5           | 12.8                       | 20.6     | 8.7       |   |      |     |      |      |     |
| CIS                | 1–3 feb 2021      | 1,838  | 1.8               | 10.6           | –         | 23.5     | 2.6         | –         | 2.7         | 2.0          | 1.1         | –              | 10.4         | 1.5           | 22.3                       | 21.4     | 12.9      |   |      |     |      |      |     |
| GESOP/El Periódico | 25–28 gen 2021    | 1,445  | 2.0               | 13.1           | –         | 18.8     | 2.6         | –         | 4.1         | 1.4          | 1.1         | –              | 12.5         | 0.9           | 16.6                       | 26.8     | 5.7       |   |      |     |      |      |     |
| CIS                | 2–15 gen 2021     | 4,106  | 3.4               | 9.0            | –         | 22.0     | 2.6         | –         | 2.8         | 1.7          | 1.1         | 2.8            | 11.1         | 1.2           | 16.4                       | 25.8     | 10.9      |   |      |     |      |      |     |
| GAD3/La Vanguardia | 4–8 gen 2021      | 800    | 5.3               | 12.4           | –         | 24.3     | 6.7         | –         | 5.3         | 5.1          | 2.5         | –              | 16.9         | 3.7           | 17.8                       | 17.8     | 7.4       |   |      |     |      |      |     |
| GESOP/El Periódico | 4–7 gen 2021      | 801    | 2.1               | 13.6           | –         | 24.4     | 2.4         | –         | 3.4         | 2.2          | 1.2         | –              | 14.4         | 1.8           | 16.0                       | 18.5     | 10.0      |   |      |     |      |      |     |
| GESOP/El Periódico | 30 nov–1 des 2020 | 801    | 1.7               | 14.0           | 15.9      | –        | 2.8         | 3.2       | –           | 1.4          | 1.0         | –              | 14.7         | 2.8           | 20.5                       | 22.7     | 1.2       |   |      |     |      |      |     |

## Campanya electoral
La campanya electoral durarà 15 dies, del 29 de gener al 12 de febrer, i tot i que el dret de manifestació i de participació política permet la mobilitat trencant els confinaments decretats per fer front a la pandèmia de COVID-19 a Catalunya, els partits de Govern van demanar als ciutadans que només assisteixin a aquells actes que es facin al seu municipi.

### Inici de la campanya

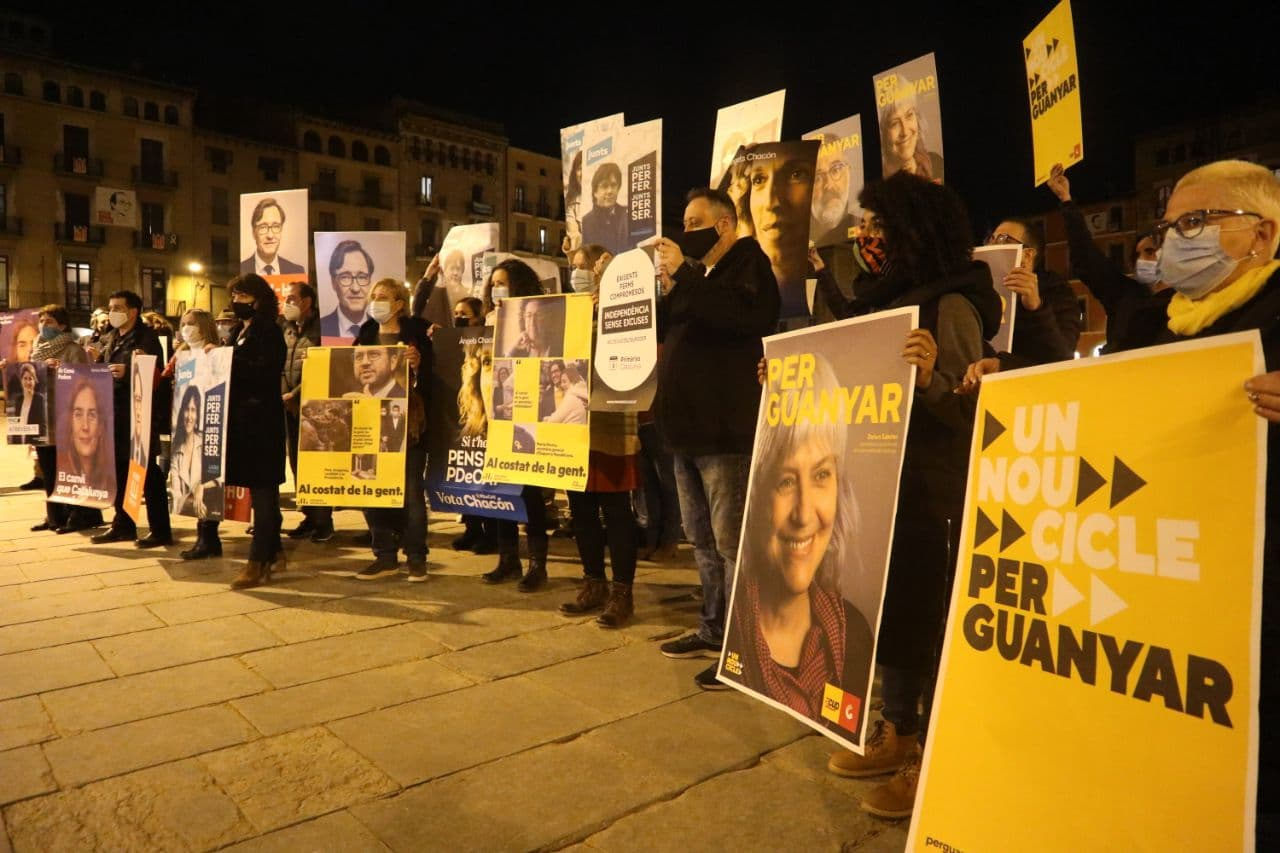
Inici de la campanya electoral a Vic

La campanya electoral va començar oficialment a la mitjanit del 29 de gener de 2021, però per les restriccions de mobilitat motivades per la pandèmia, entre elles el cobrefoc o toc de queda a les 10 de la nit, van fer que els actes que donen el tret de sortida al període de campanya s'anticipessin unes hores. Ciutadans va començar amb un acte al Telefèric de Montjuïc, a Barcelona, amb la presència del candidat a la presidència Carlos Carrizosa i la presidenta del partit, Inés Arrimadas, en què es va presentar el lema de campanya: "Para que ganemos todos" ("Perquè guanyem tots"). El PDeCAT va triar els Jardins del Recinte Modernista de l'Hospital de Sant Pau amb la presència dels tres primers candidats per Barcelona: Àngels Chacón, Joana Ortega i Marc Castells. ERC-CatSí va començar la campanya al Teatre Monumental de Mataró, amb la presència dels quatre caps de llista, entre ells Pere Aragonès, vicepresident de la Generalitat i candidat a la presidència. El PSC va fer un acte virtual, amb el candidat i exministre Salvador Illa, el president del Govern d'Espanya, Pedro Sánchez, i la vicepresidenta primera del Govern espanyol, Carmen Calvo. La candidatura liderada per Jéssica Albiach, En Comú Podem-Podem en Comú, va començar la campanya a l'Hospital Clínic de Barcelona, en un acte sense públic amb la presència d'Ada Colau i Rosa Lluch. La coalició CUP-G va escollir el Palau de la Generalitat de Girona per fer un acte amb Dolors Sabater i alguns candidats. El Partit Popular Català, es presentà com a "l'alternativa al govern Frankenstein" des de l'Hotel Grand Marina de Barcelona, amb Alejandro Fernández i el president del partit, Pablo Casado. Junts per Catalunya va preferir començar la campanya des d'un plató de Sant Just Desvern, en un acte conduït per la candidata Laura Borràs amb la participació telemàtica des de Bèlgica de Carles Puigdemont.
El primer dia de campanya, el divendres 29 de gener, va començar amb el debat organitzat per La Vanguardia. Van ser convidats tots els partits amb representació parlamentària i el partit d'extrema dreta Vox. El temps d'intervenció era lliure, però cada candidat va tenir sis torns de paraula. La majoria dels retrets se'ls va endur Salvador Illa per la seva gestió com a ministre de Sanitat, i es posà el focus en els possibles pactes postelectorals. El moderador, Enric Sierra, va dir al final del debat que els candidats "s'havien portat molt bé" i que "havien facilitat la tasca del moderador".
El 29 de gener també va estar marcat per la sortida de vuit dels nou presos polítics independentistes condemnats per la Sentència del Procés, ja que se'ls va atorgar el tercer grau.
L'inici de la campanya de Ciutadans fou polèmic; el partit taronja va haver de retirar les imatges de la campanya #VotaAbrazo perquè la normativa del banc d'imatges d'on van ser extretes no en permetia l'ús per a donar suport a cap partit polític. Les imatges van ser força criticades a les xarxes socials.
El PDeCAT va proposar canviar les lleis per empresonar qui ocupi un domicili habitual. Chacón apuntà que "Catalunya té un dèficit d'habitatge social". A més, la Junta Electoral de Zona d'Igualada va estimar favorablement el recurs que el Partit Demòcrata va presentar per quedar-se els espais electorals de Junts per Catalunya, fent que la formació encapçalada per Laura Borràs es quedés sense espais de propaganda electoral.
El candidat d'Esquerra Republicana, Pere Aragonès, titllà Salvador Illa com a "candidat de Vox, Ciutadans, l'Ibex 35 i el Rei". Per la seva banda, Illa declarà que en el seu govern "no hi haurà independentistes".
Els comuns de Jéssica Albiach van demanar el vot triant entre "la decadència o un govern que aposti per la ciència".
La candidata de la CUP-G, Dolors Sabater, va presentar el programa de la CUP, en què hi destaca la creació d'una banca pública i el control de les energies com l'electricitat o l'aigua. Sabater va assistir a l'acte d'ERC a Badalona per saludar Raül Romeva i Oriol Junqueras.
El PPC va prometre la construcció d'un "hospital de pandèmies" semblant al Zendal construït pel govern d'Isabel Díaz Ayuso.
Junts per Catalunya va demanar el vot per "evitar una Generalitat supeditada al PSOE".
El diumenge 31 de gener es va celebrar el debat de Televisió Espanyola. El debat no va ser exempt de polèmica; els treballadors de TVE Catalunya van publicar un manifest mostrant la seva incomoditat pels canvis duts a terme per la direcció de RTVE; el debat s'havia fet tradicionalment en català i amb un moderador de TVE Catalunya, però en aquesta ocasió la direcció va optar per fer-lo en castellà i dur un moderador dels estudis centrals, en aquesta ocasió va ser Xabier Fortes. Tanmateix, ERC, la CUP-G i Junts van anunciar que parlarien en català tot el debat, i posteriorment el PDeCAT i En Comú Podem (majoritàriament) també s'hi van sumar. L'emissió es va fer pel canal La 1 en desconnexió territorial a Catalunya i pel canal 24 Horas, que incorporà un traductor simultani pels candidats que parlaven en català. Després de la primera intervenció de Pere Aragonès (en català) el moderador va demanar que "parlessin en espanyol perquè els entenguin a tot Espanya". La majoria dels candidats s'hi van negar. El debat es va tornar a centrar en els pactes postelectorals i el procés.

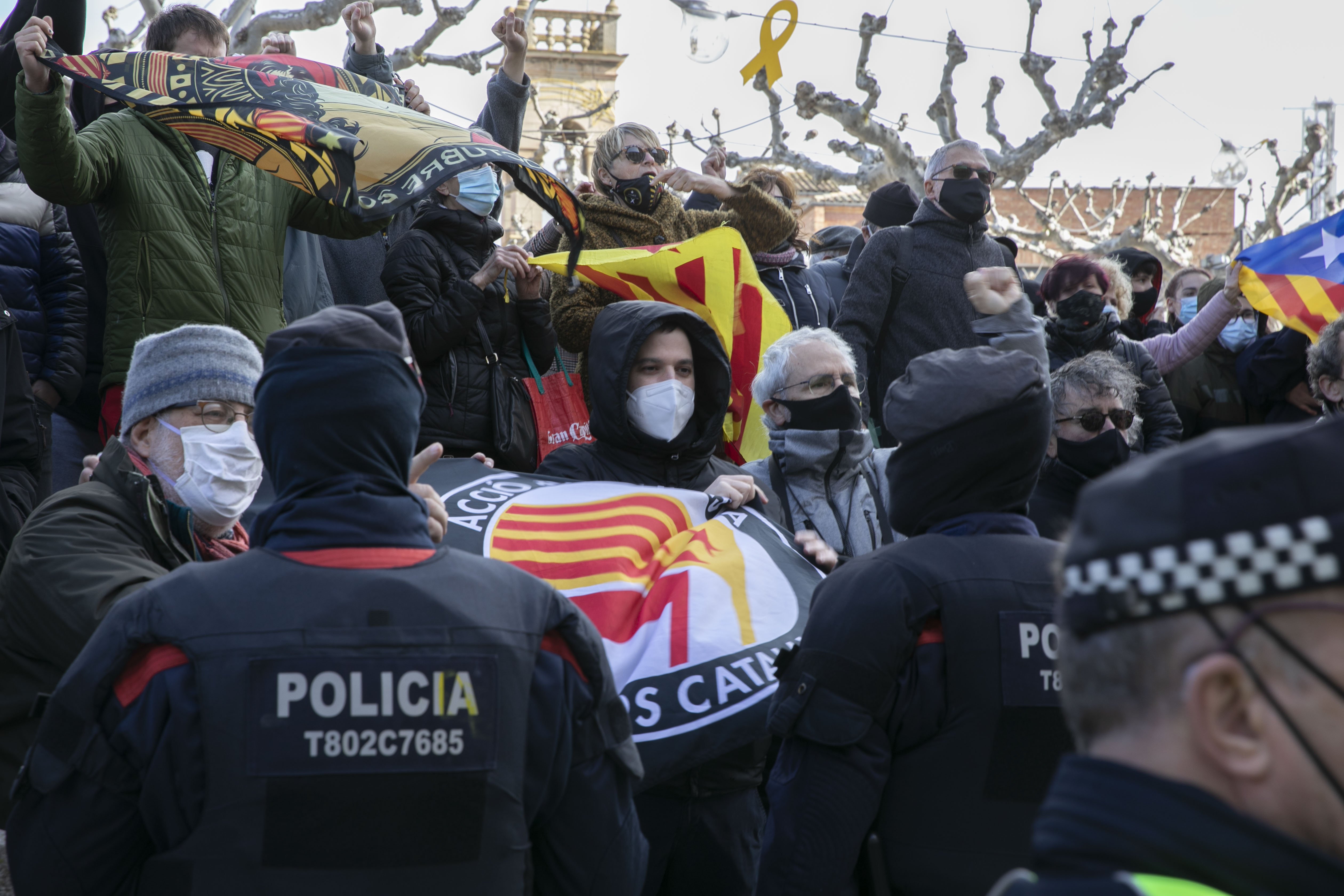
Manifestació de rebuig a un acte electoral de Vox a Tàrrega, 1 de febrer

El 6 de febrer, durant i després d'un míting del partit d'extrema dreta de Vox a la Plaça Major de Vic, es van produir enfrontaments entre antifeixistes, contraris de la seva presència, i els Mossos d'Esquadra, que havien establert un cordó policíac. Set agents dels Mossos van resultar ferits i una manifestant va ser atesa pels serveis mèdics per un possible atac d’ansietat. L'endemà, també es van produir incidents similars a Salt, Valls i Manresa on el partit d'extrema dreta també hi havia fet actes de campanya.
El tram final de la campanya el va protagonitzar Salvador Illa per la polèmica generada en no fer-se prova de Covid abans del debat de candidats a TV3, provocant debat i acusacions sobre les causes de no fer-ho.

### Debats electorals
| Data         | Organitzador  | Moderador      | P Present S Suplent NC No convidat A Convidat absent | P Present S Suplent NC No convidat A Convidat absent | P Present S Suplent NC No convidat A Convidat absent | P Present S Suplent NC No convidat A Convidat absent | P Present S Suplent NC No convidat A Convidat absent | P Present S Suplent NC No convidat A Convidat absent | P Present S Suplent NC No convidat A Convidat absent | P Present S Suplent NC No convidat A Convidat absent | P Present S Suplent NC No convidat A Convidat absent | P Present S Suplent NC No convidat A Convidat absent | P Present S Suplent NC No convidat A Convidat absent |             |          |           |   |         |
| Data         | Organitzador  | Moderador      | Cs                                                   | PDeCAT                                               | ERC                                                  | PSC                                                  | ECP-PEC                                              | CUP-G                                                | PPC                                                  | Junts                                                | Vox                                                  | Audiència                                            | Referències                                          |             |          |           |   |         |
| ------------ | ------------- | -------------- | ---------------------------------------------------- | ---------------------------------------------------- | ---------------------------------------------------- | ---------------------------------------------------- | ---------------------------------------------------- | ---------------------------------------------------- | ---------------------------------------------------- | ---------------------------------------------------- | ---------------------------------------------------- | ---------------------------------------------------- | ---------------------------------------------------- | ----------- | -------- | --------- | - | ------- |
| Data         | Organitzador  | Moderador      | 29 de gener                                          | Grup Godó                                            | Enric Sierra                                         | P Carrizosa                                          | P Chacón                                             | P Aragonès                                           | P Illa                                               | P Albiach                                            | P Sabater                                            | Audiència                                            | Referències                                          | P Fernández | P Borràs | P Garriga | — | [ 247 ] |
| 31 de gener  | RTVE          | Xabier Fortes  | P Carrizosa                                          | P Chacón                                             | P Aragonès                                           | P Illa                                               | P Albiach                                            | S Riera                                              | P Fernández                                          | P Borràs                                             | P Garriga                                            | 242.000 (10,7%)                                      | [ 248 ] [ 249 ]                                      |             |          |           |   |         |
| 5 de febrer  | SER Catalunya | Josep Cuní     | P Carrizosa                                          | P Chacón                                             | P Aragonès                                           | P Illa                                               | P Albiach                                            | P Sabater                                            | A Fernández                                          | P Borràs                                             | NC                                                   | —                                                    | [ 250 ] [ 251 ]                                      |             |          |           |   |         |
| 9 de febrer  | CCMA          | Vicent Sanchis | P Carrizosa                                          | P Chacón                                             | P Aragonès                                           | P Illa                                               | P Albiach                                            | P Sabater                                            | P Fernández                                          | P Borràs                                             | P Garriga                                            | 601.000 (26%)                                        | [ 252 ] [ 253 ]                                      |             |          |           |   |         |
| 11 de febrer | la Sexta      | Ana Pastor     | P Carrizosa                                          | P Chacón                                             | P Aragonès                                           | P Illa                                               | P Albiach                                            | S Estrada                                            | P Fernández                                          | P Borràs                                             | P Garriga                                            | 1.279.000 (8%)                                       | [ 254 ] [ 255 ]                                      |             |          |           |   |         |

## Jornada electoral

### Constitució de les meses

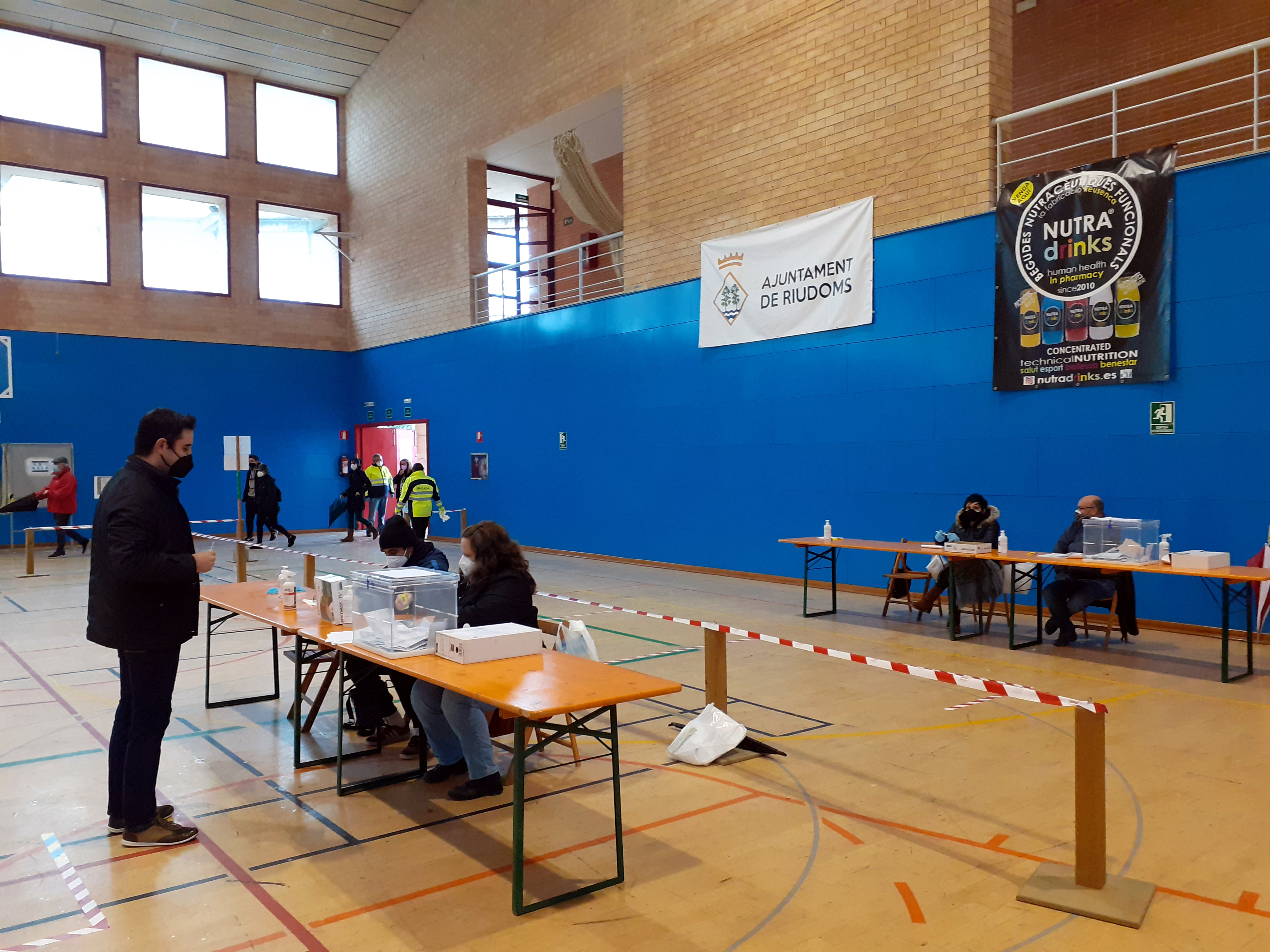
Persona votant a Riudoms

De les 34.000 al·legacions presentades per no formar part de les meses, se'n van resoldre i acceptar 22.000 sol·licituds. Algunes al·legacions pendents es van resoldre in situ en el moment de constituir les meses, segons va informar el conseller Bernat Solé en una compareixença. Malgrat això, les 9.139 meses es van poder constituir amb normalitat. El 128è president de la Generalitat, José Montilla, va presidir una mesa electoral després de ser triat com a suplent i que el titular no s'hi hagués presentat.

### Participació
| Hores              | Total            | Barcelona        | Tarragona        | Girona           | Lleida           | Referències |
| ------------------ | ---------------- | ---------------- | ---------------- | ---------------- | ---------------- | ----------- |
| Participació (13h) | 22,78% ( 11,91%) | 22,49% ( 12,09%) | 22,70% ( 12,41%) | 24,29% ( 10,91%) | 24,18% ( 10,23%) | [ 258 ]     |
| Participació (18h) | 45,72% ( 22,54%) | 45,92% ( 22,66%) | 42,84% ( 24,00%) | 47,04% ( 21,12%) | 46,16% ( 20,49%) | [ 259 ]     |
| Participació (20h) | 53,54% ( 25,55%) | 53,75% ( 25,57%) | 50,37% ( 28,04%) | 54,77% ( 24,39)  | 54,65% ( 22,46%) | [ 260 ]     |

### Paperetes

#### Circumscripció de Barcelona
- Ciutadans
- PDeCAT
- ERC
- PSC
- ECP-PEC

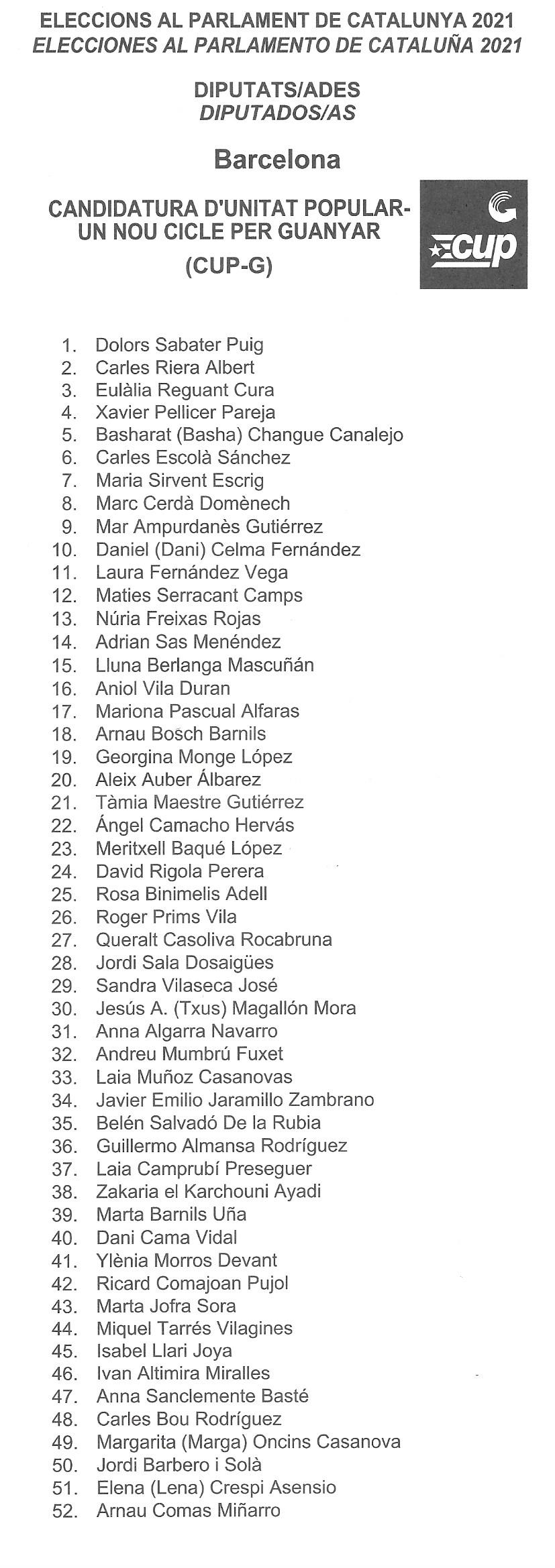
CUP-G
- PP
- Junts
- Vox
- PNC
- MPIC
- RECORTES CERO-GV-M
- PCTC
- FNC
- IZQP

#### Circumscripció de Tarragona
- Ciutadans
- PDeCAT
- ERC
- PSC
- ECP-PEC

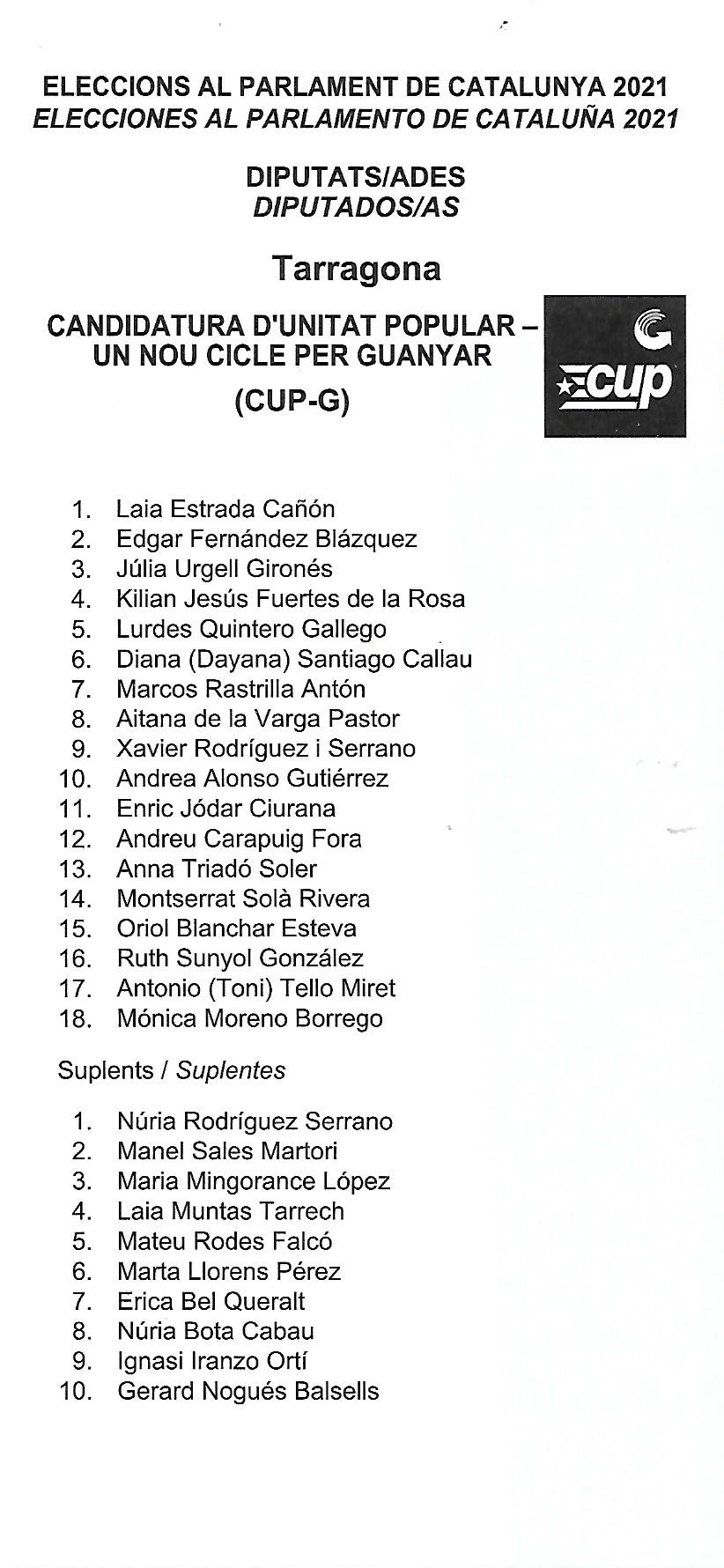
CUP-G
- PP
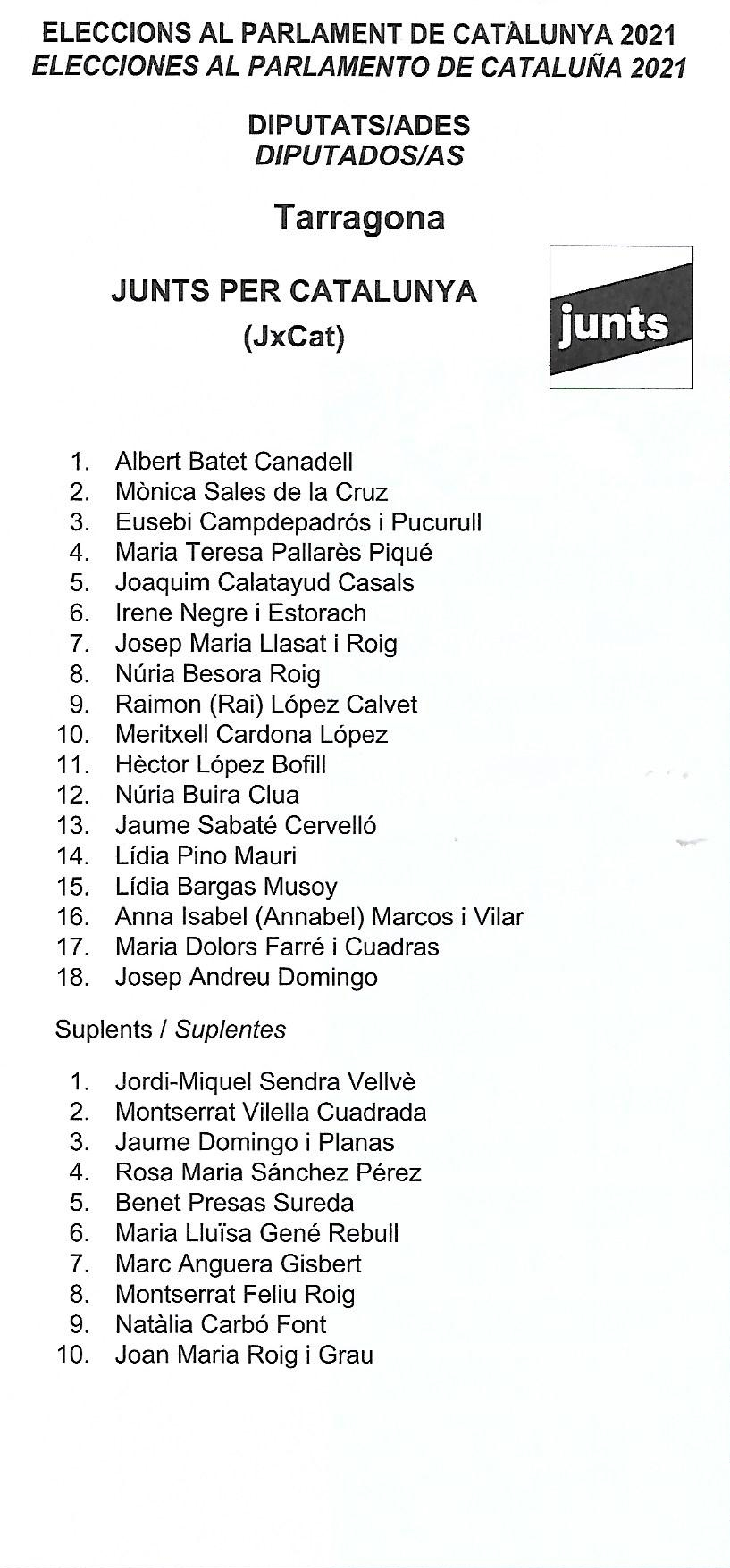
Junts
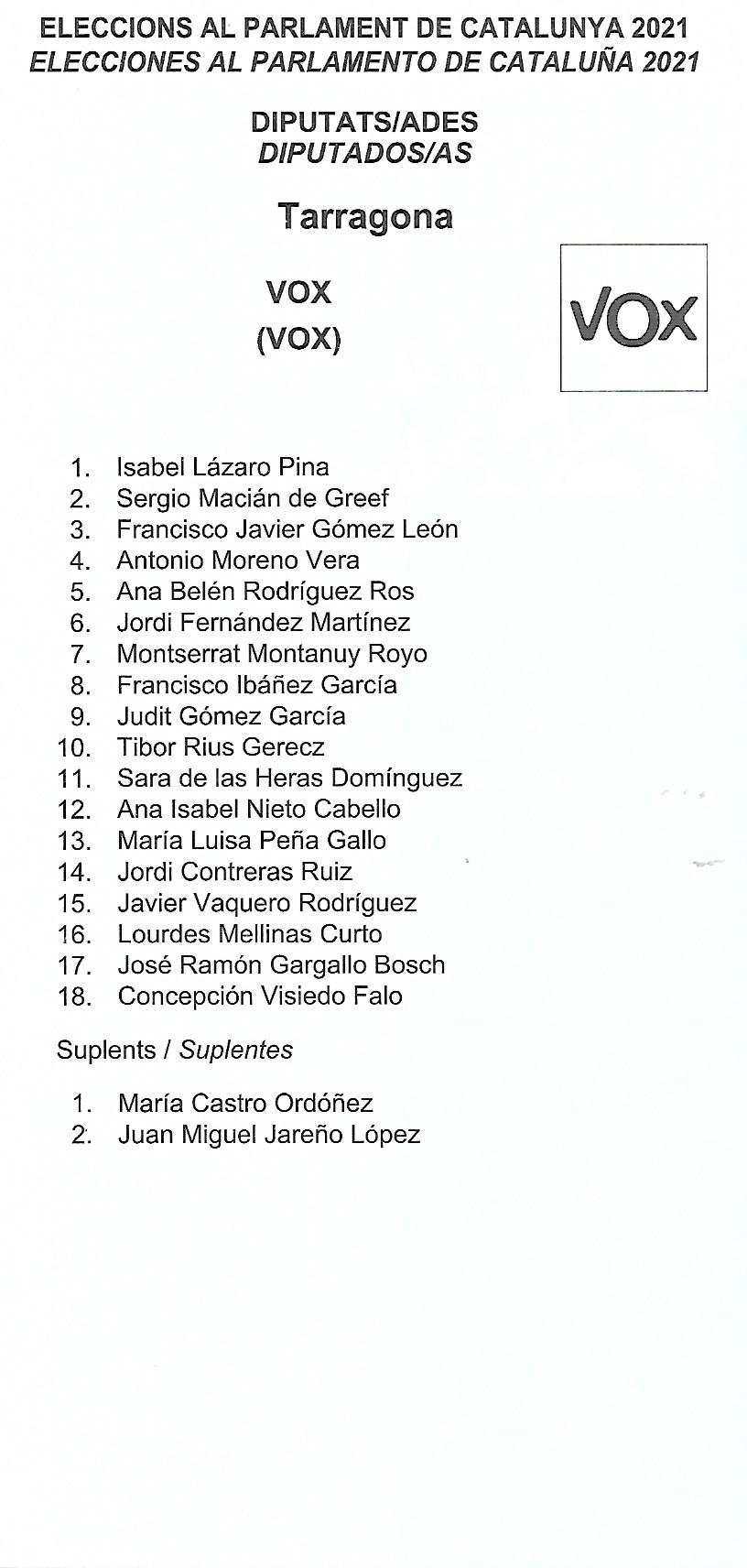
Vox
- PNC
- MPIC
- RECORTES CERO-GV-M
- PCTC
- FNC
- PUM+J
- MCR
- Unidos por la Democracia + Jubilados
- Som Terres de l'Ebre

#### Circumscripció de Girona

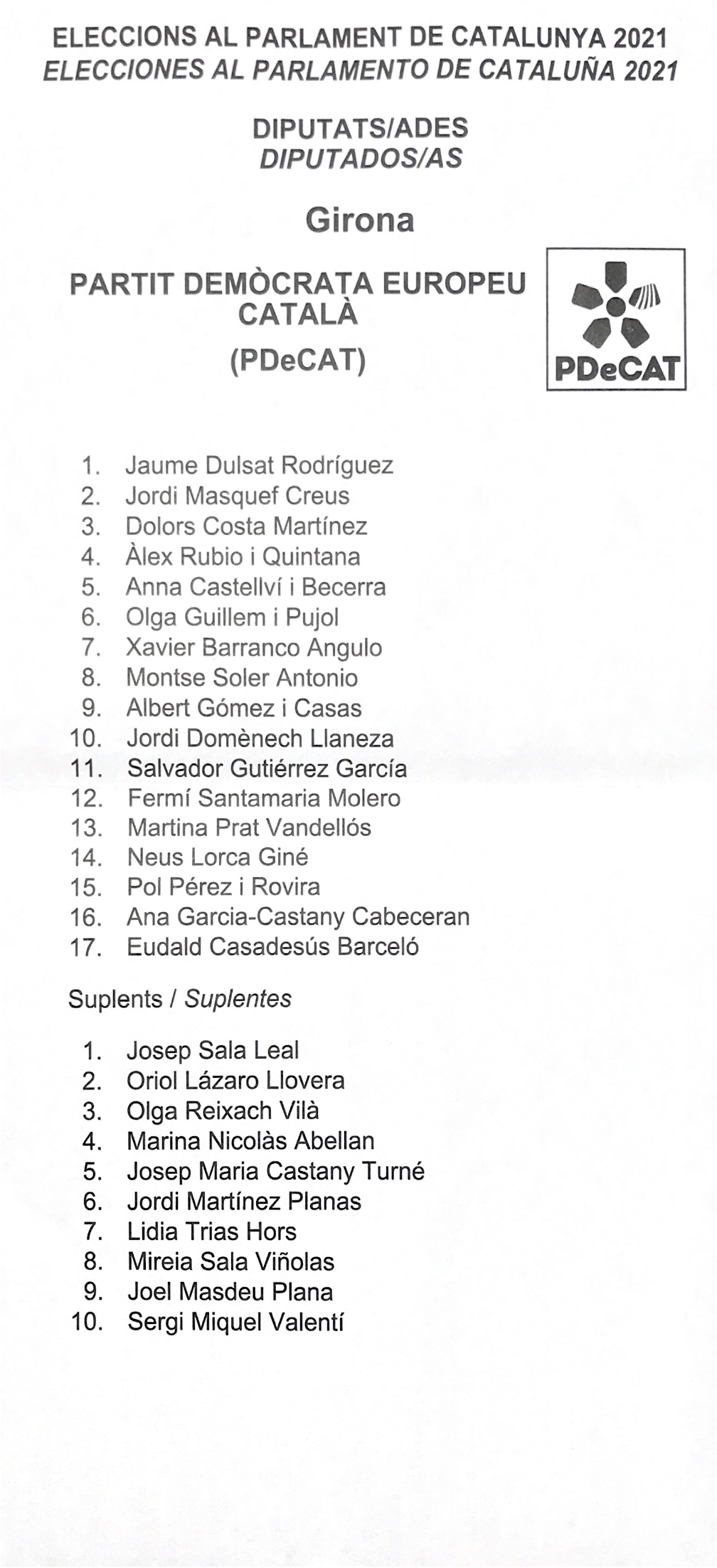
PDeCAT
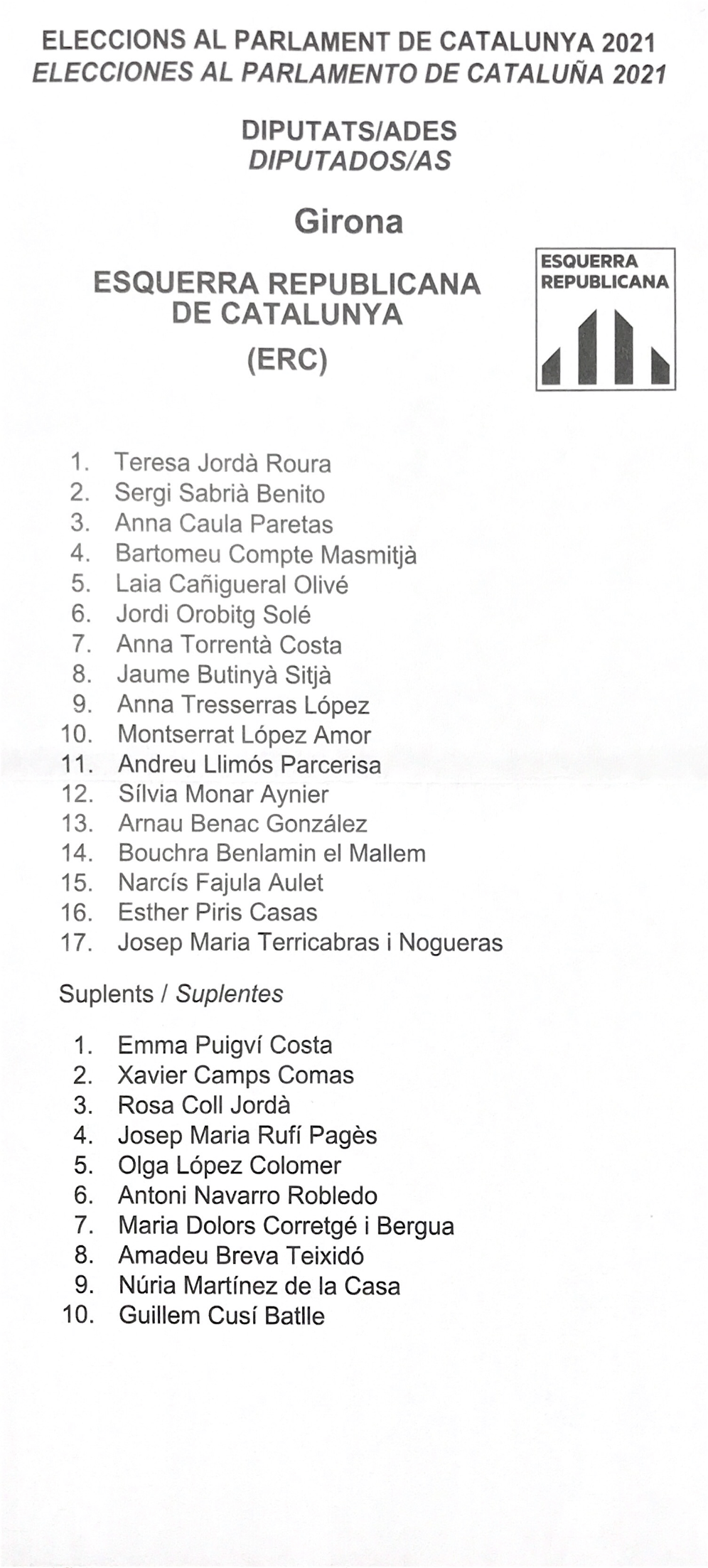
ERC
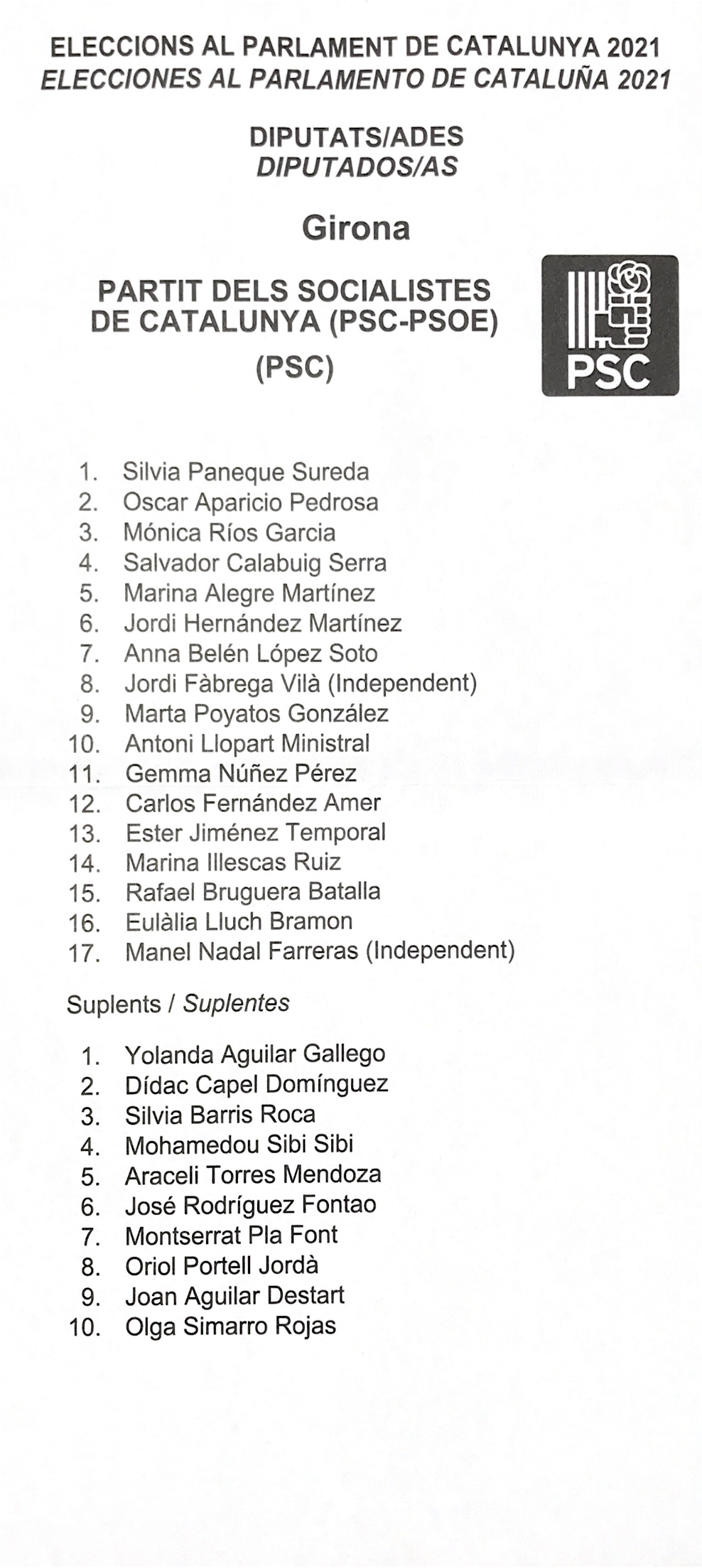
PSC
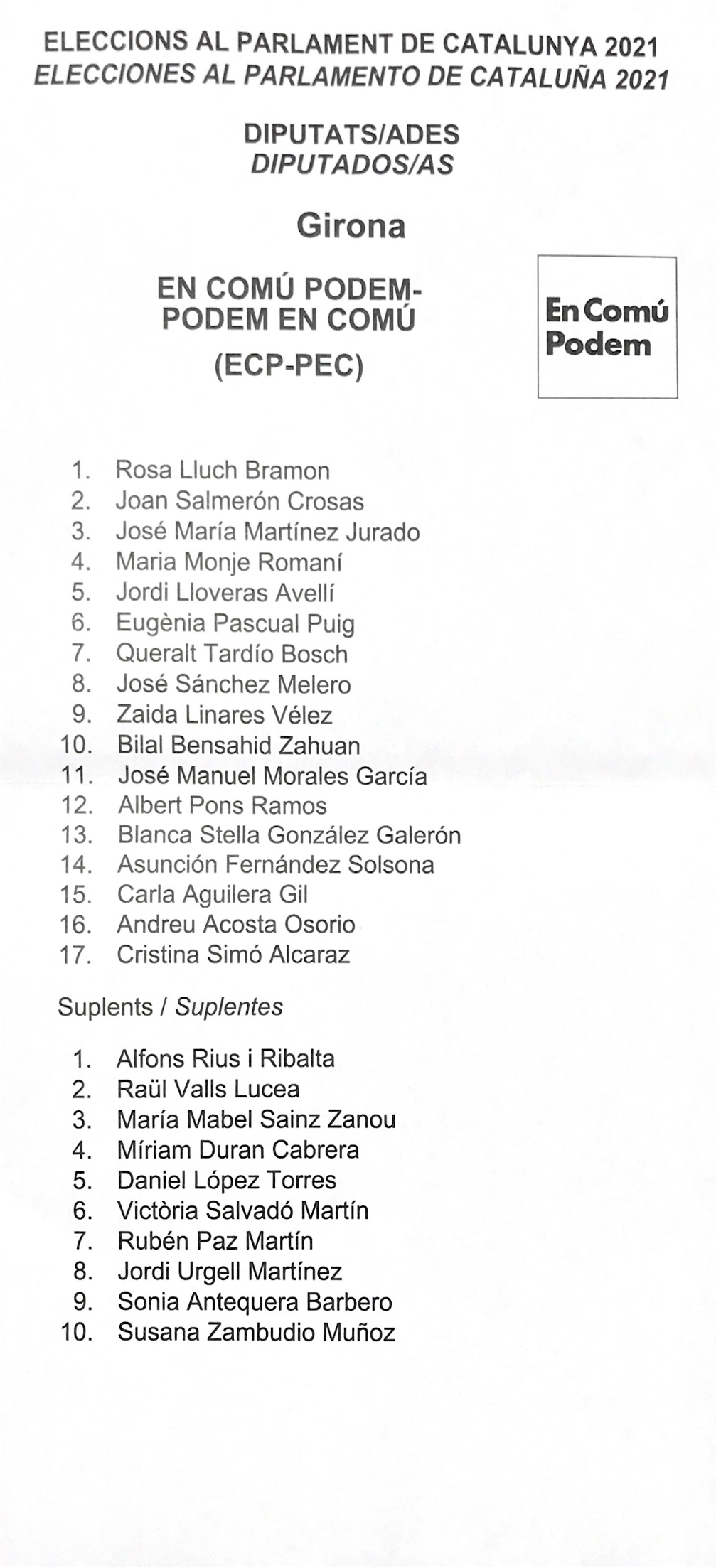
ECP-PEC
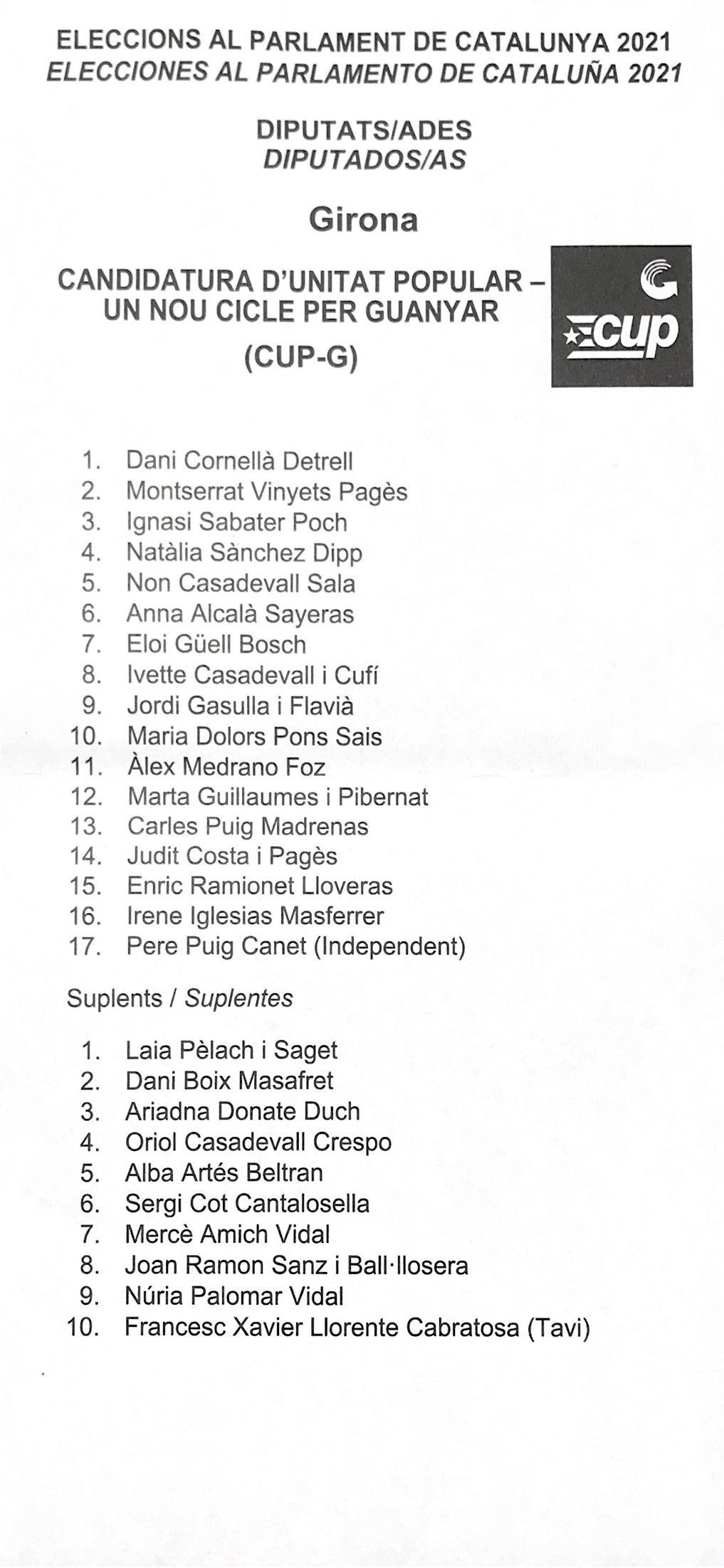
CUP-G
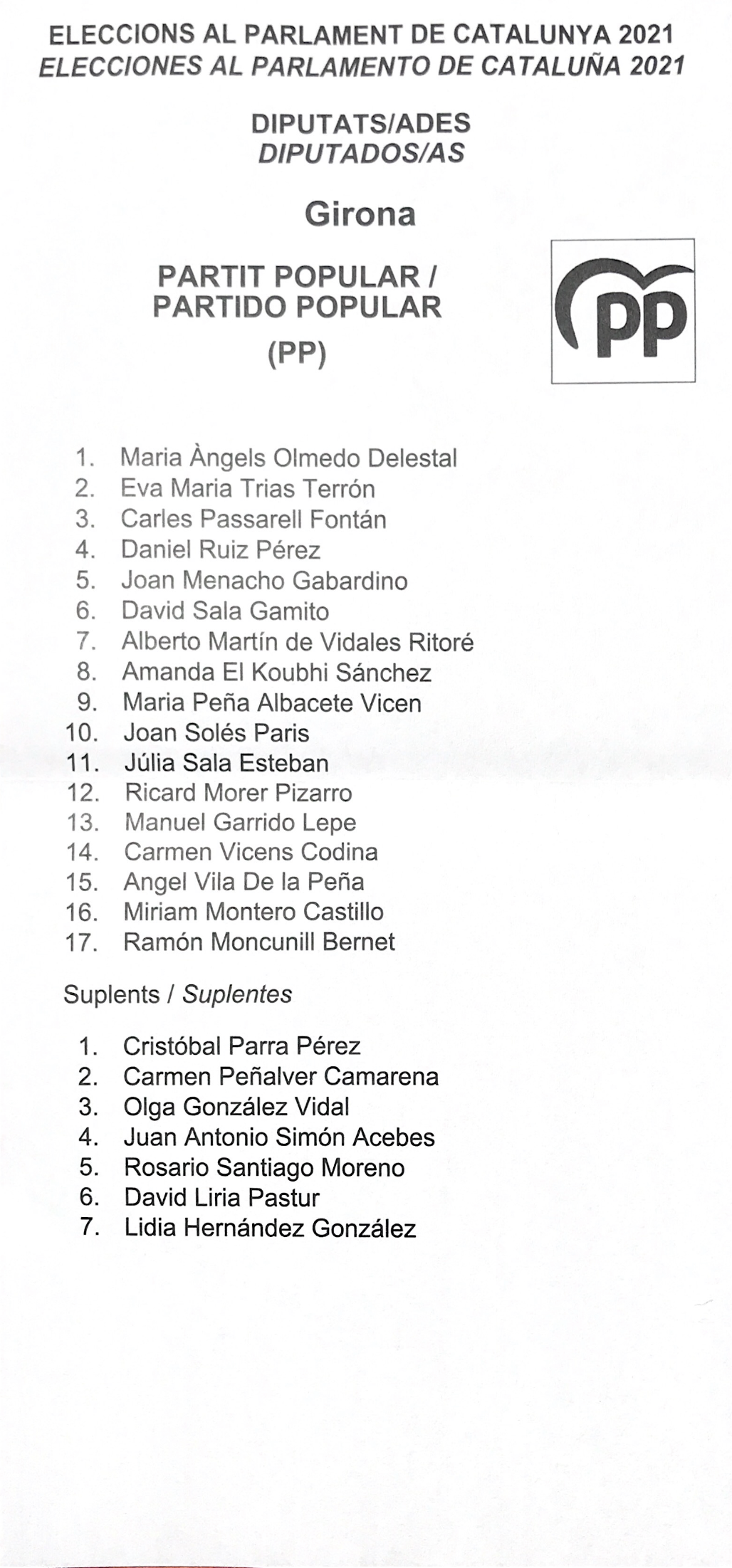
PP
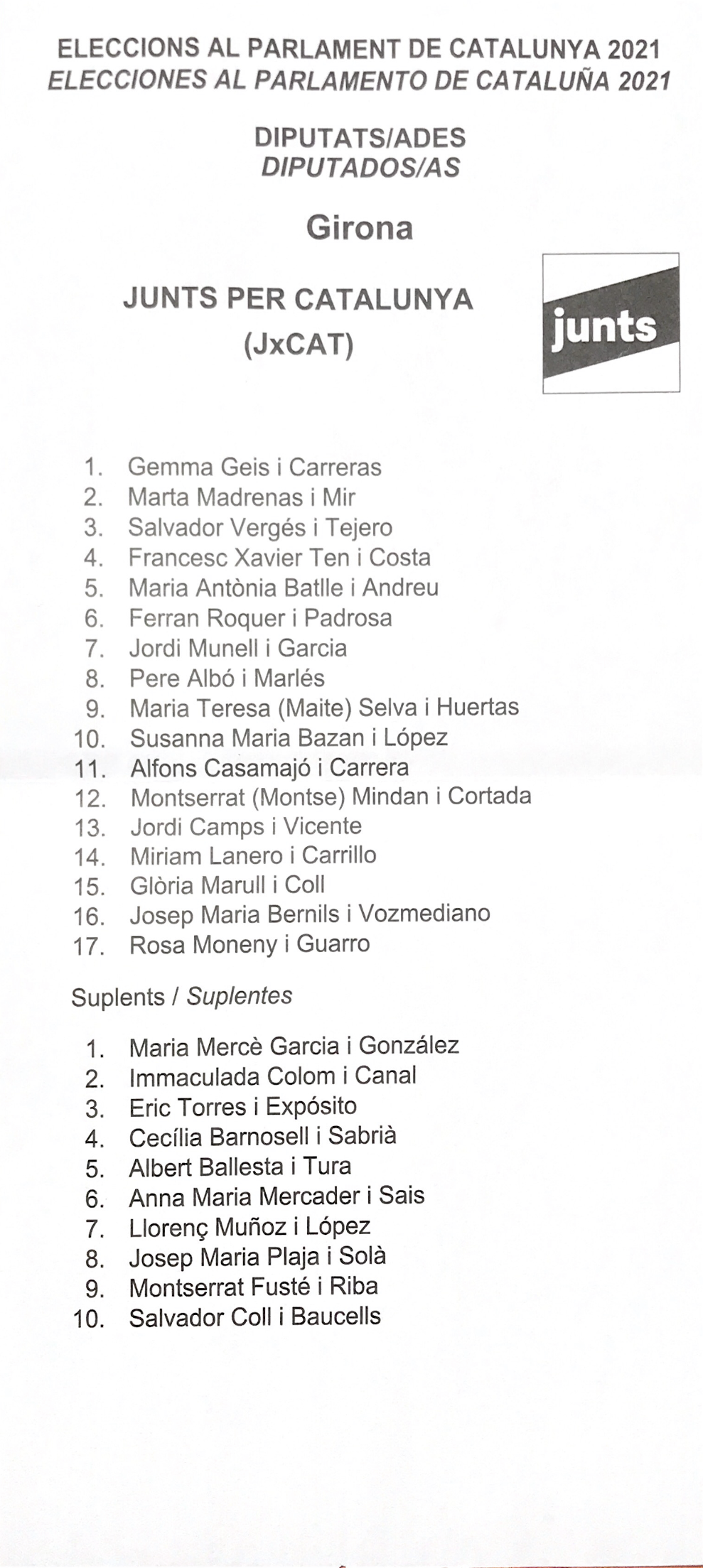
Junts
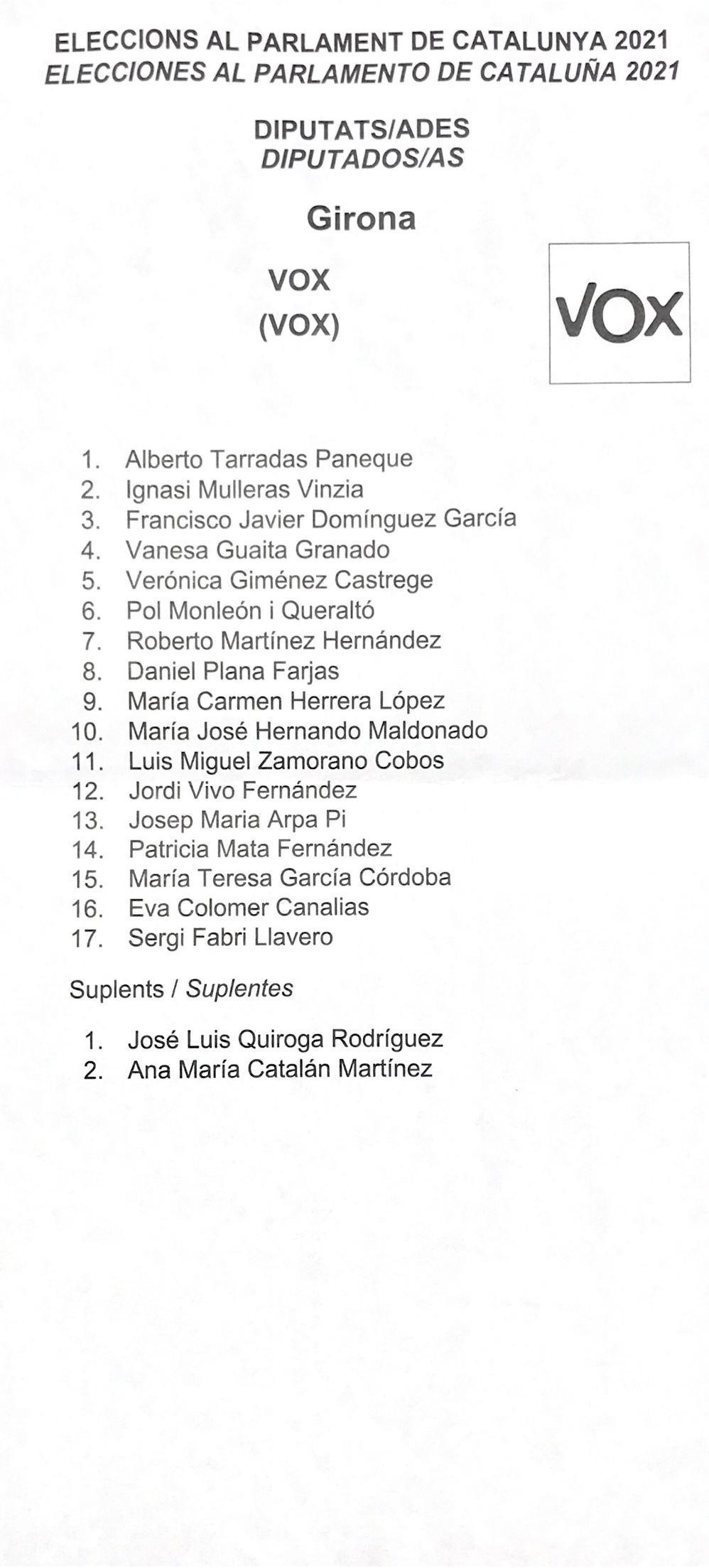
Vox
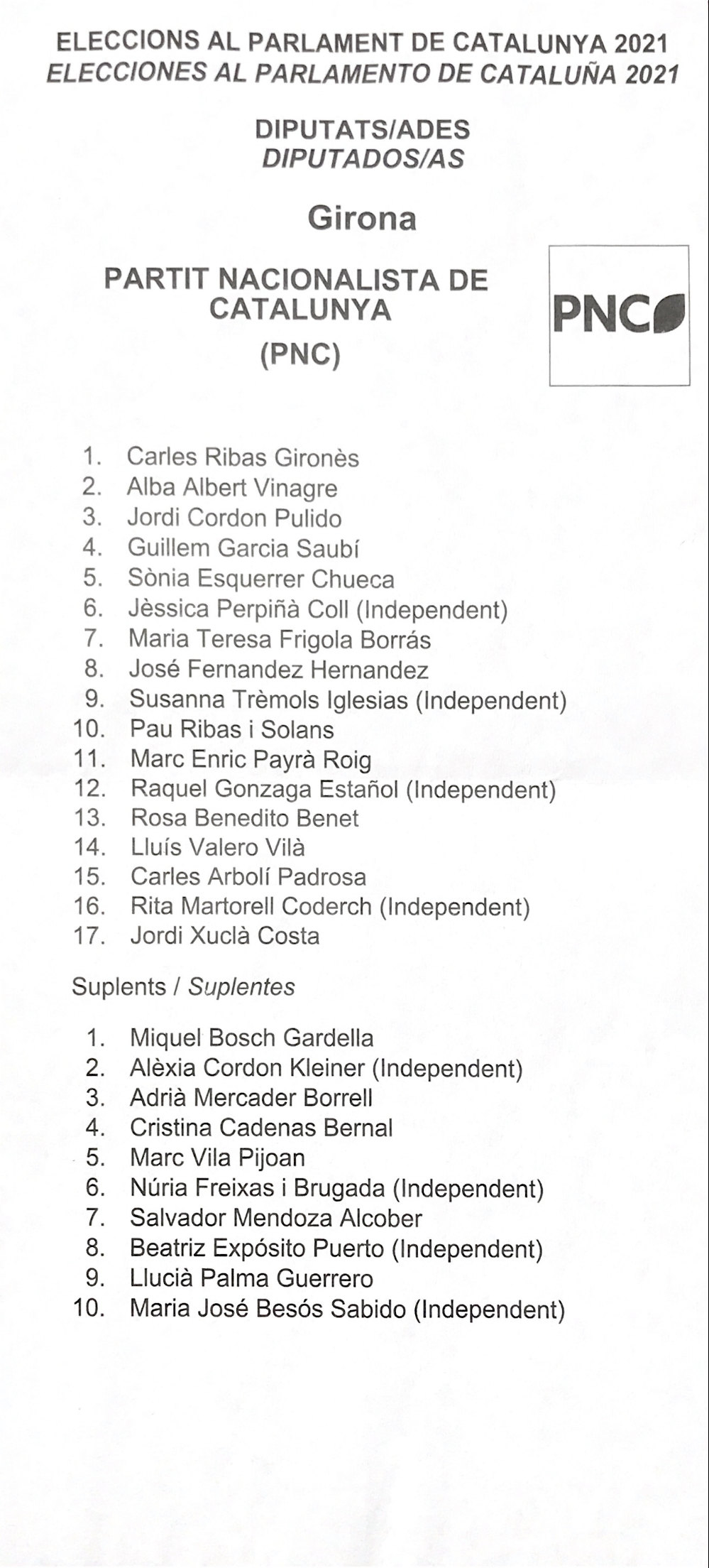
PNC
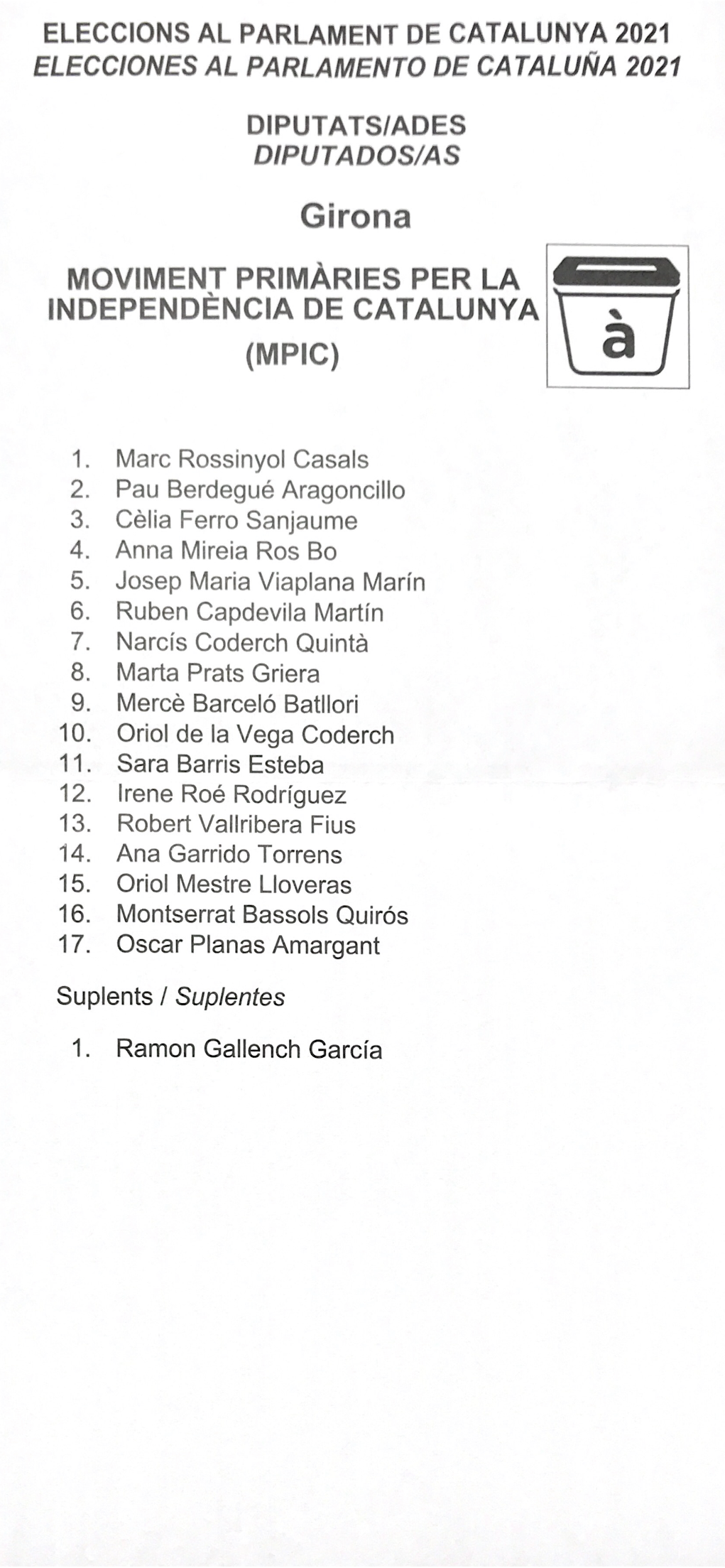
MPIC
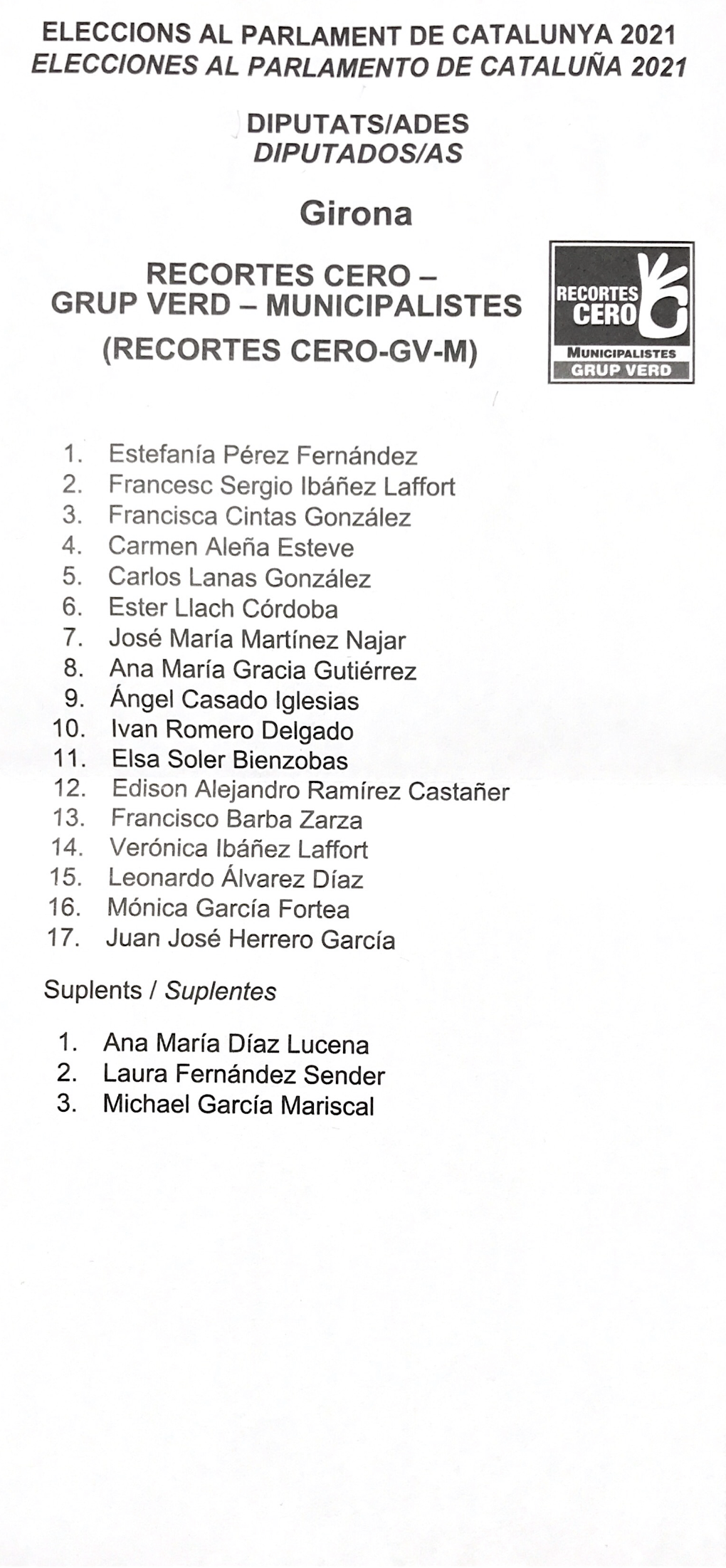
RECORTES CERO-GV-M
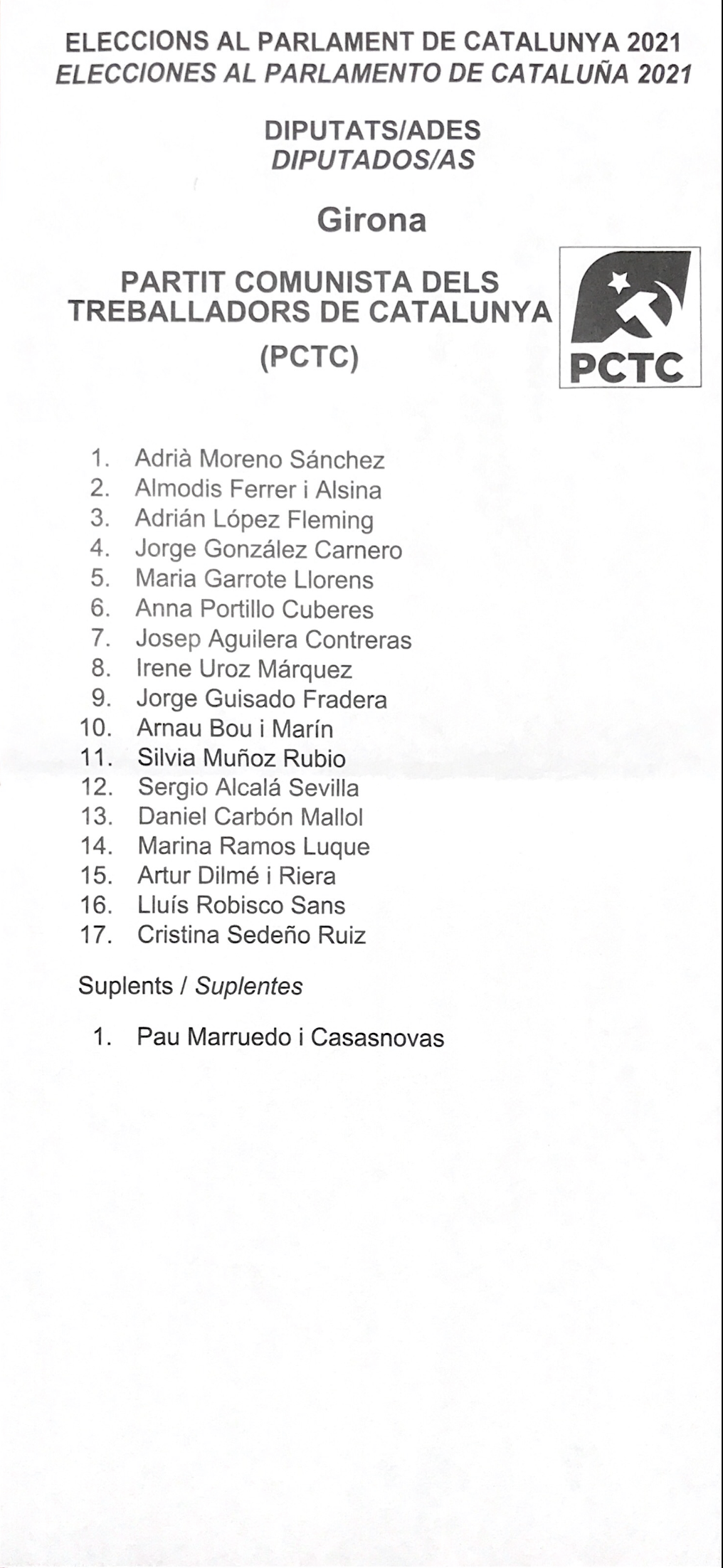
PCTC
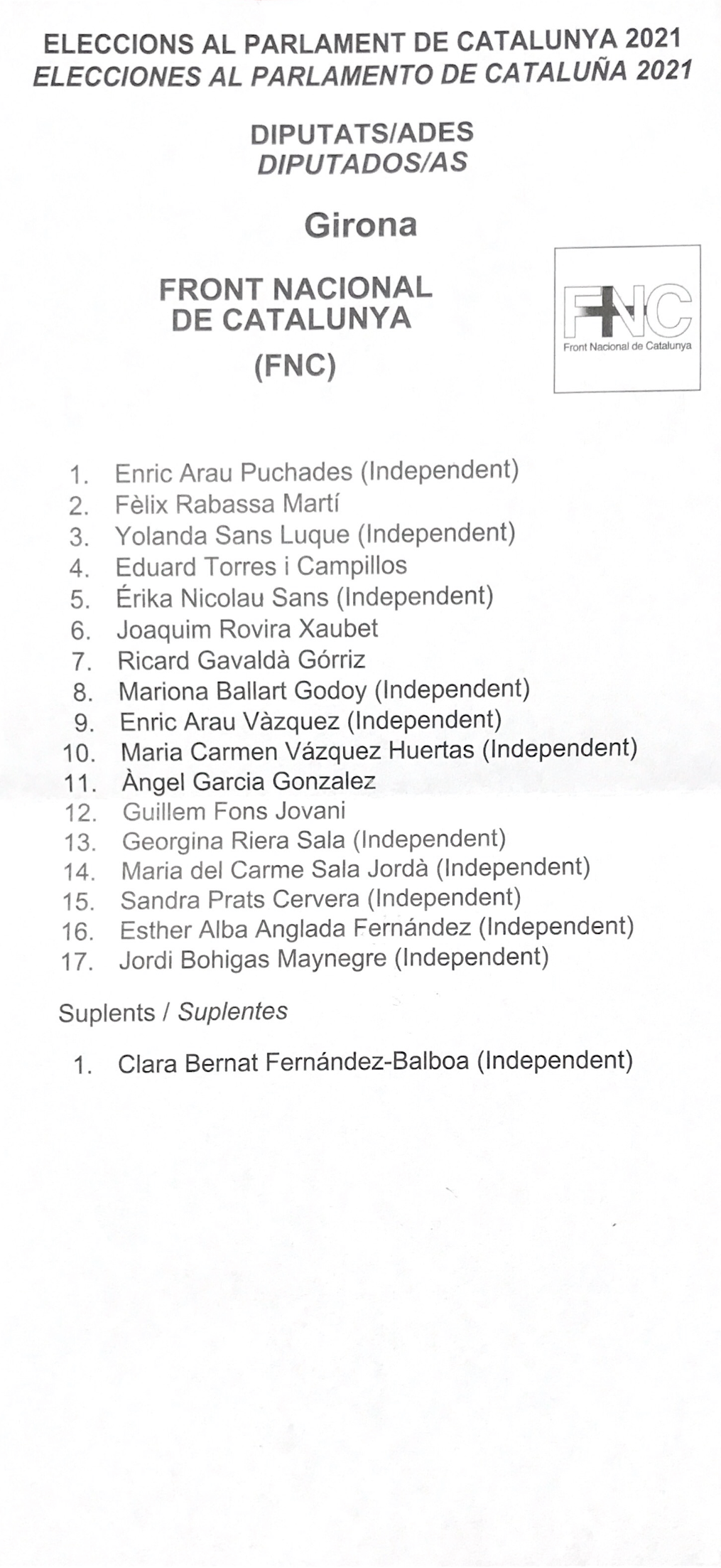
FNC
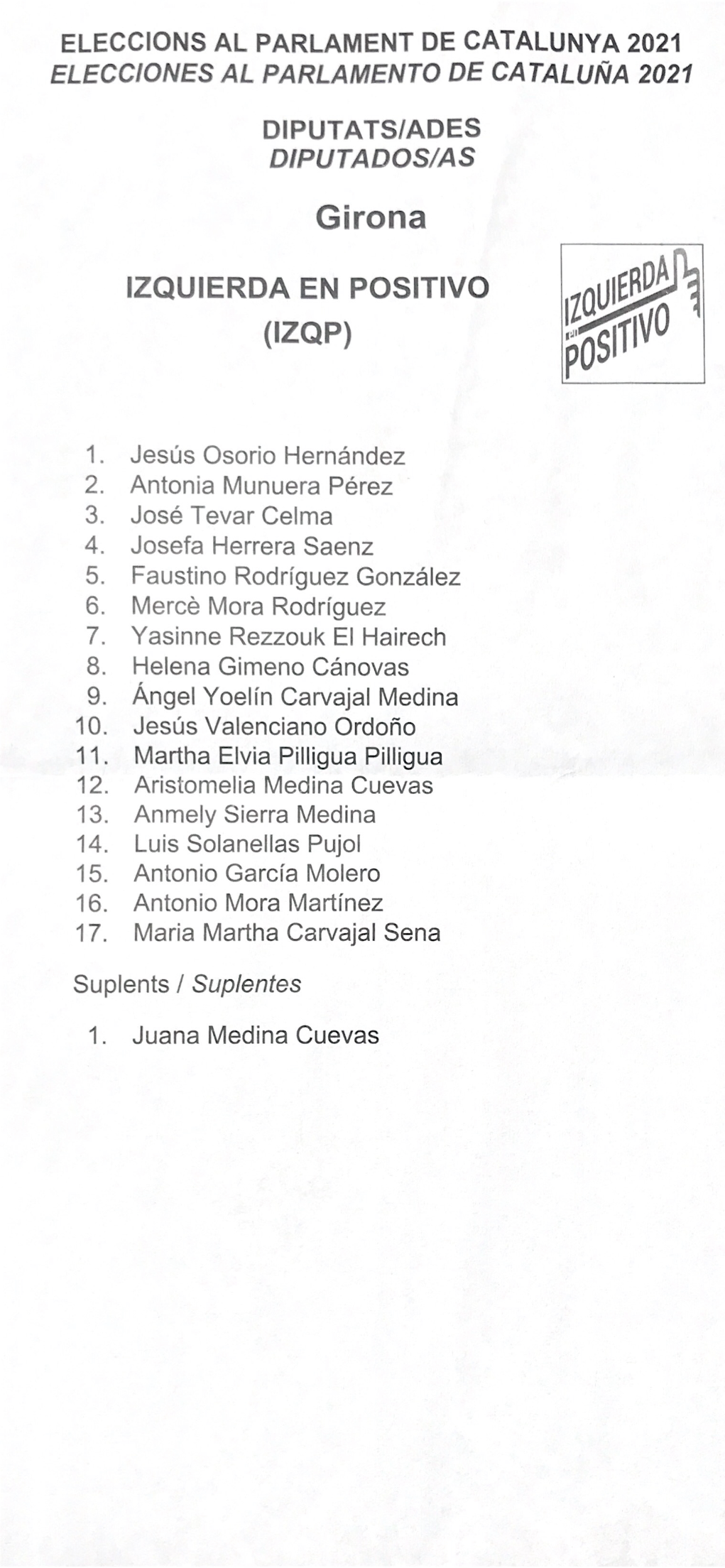
IZQP
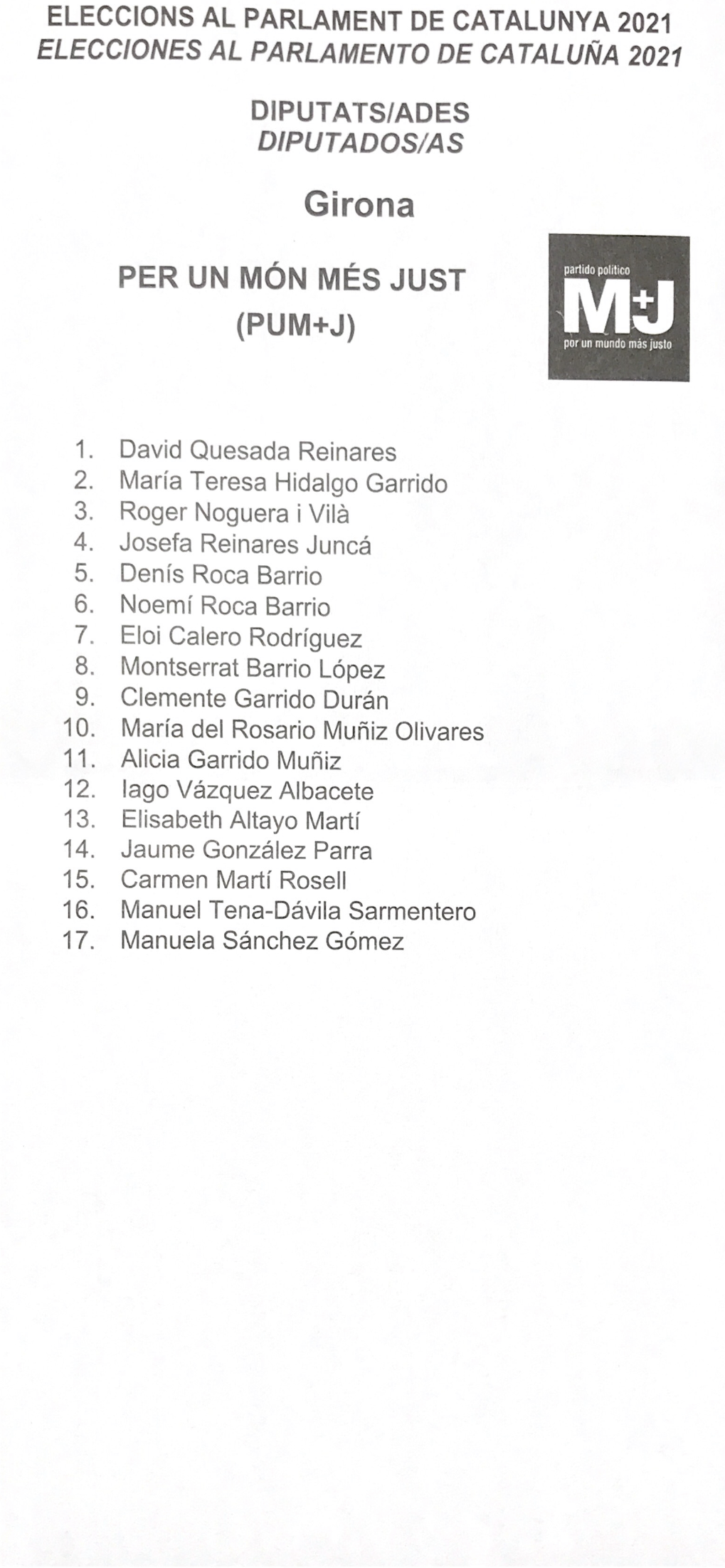
PUM+J
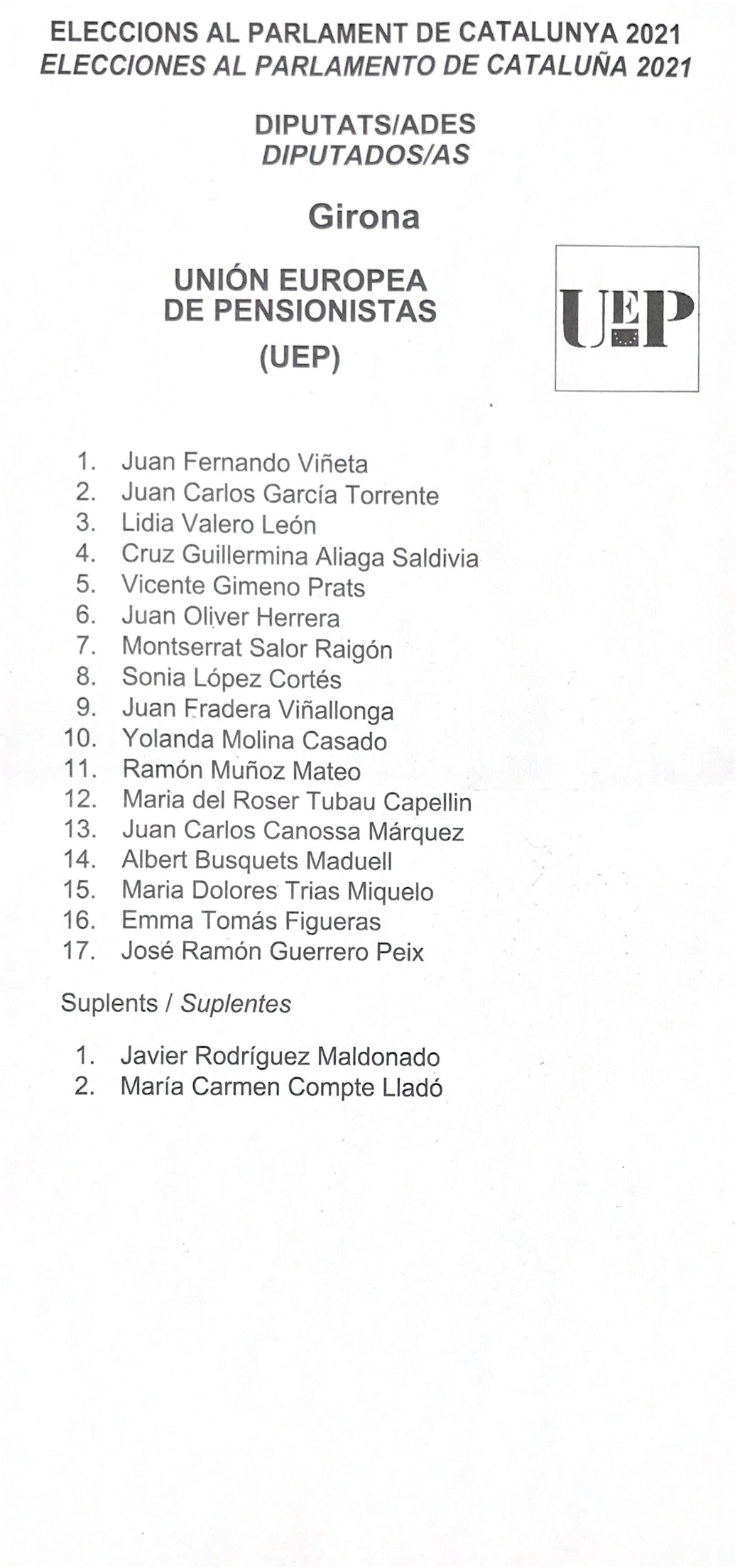
UEP
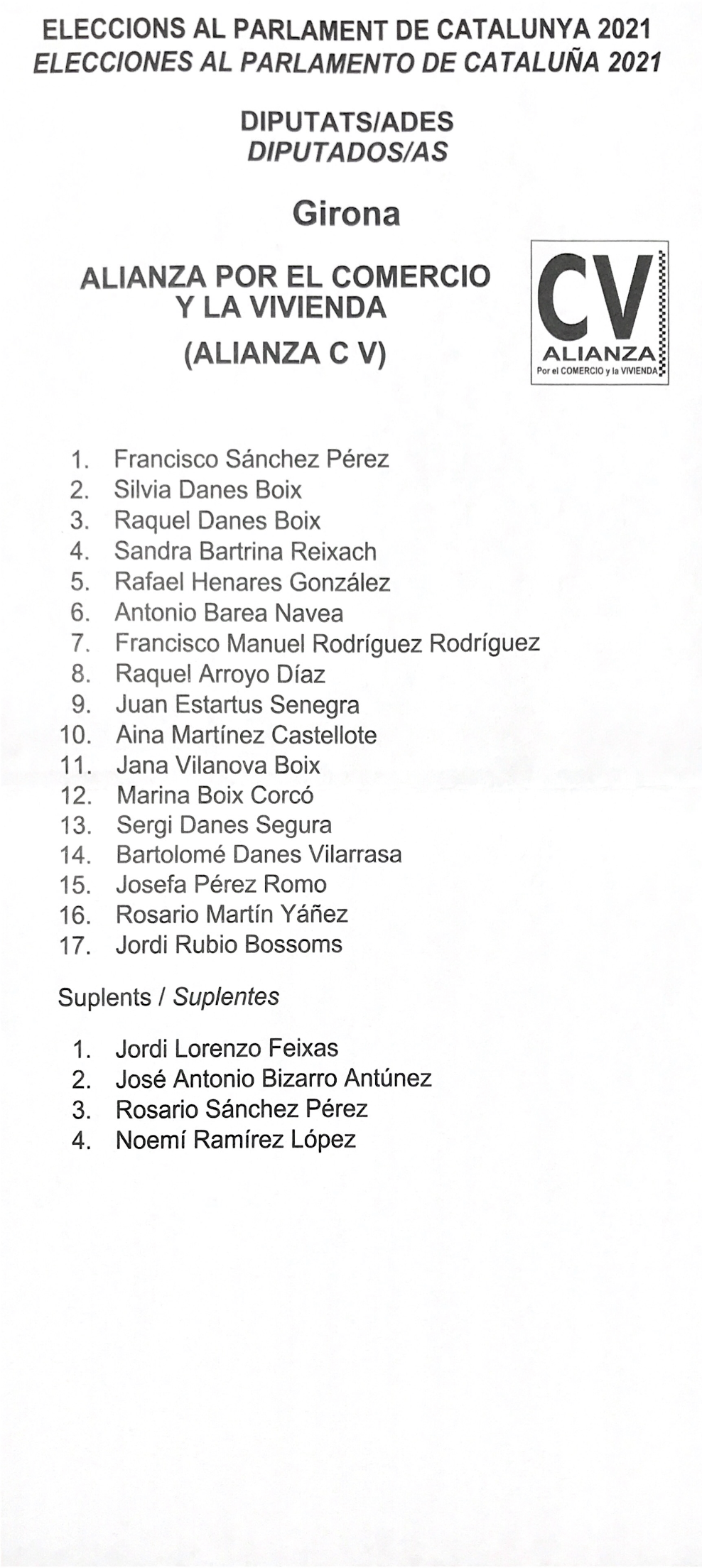
ALIANZA C V

#### Circumscripció de Lleida

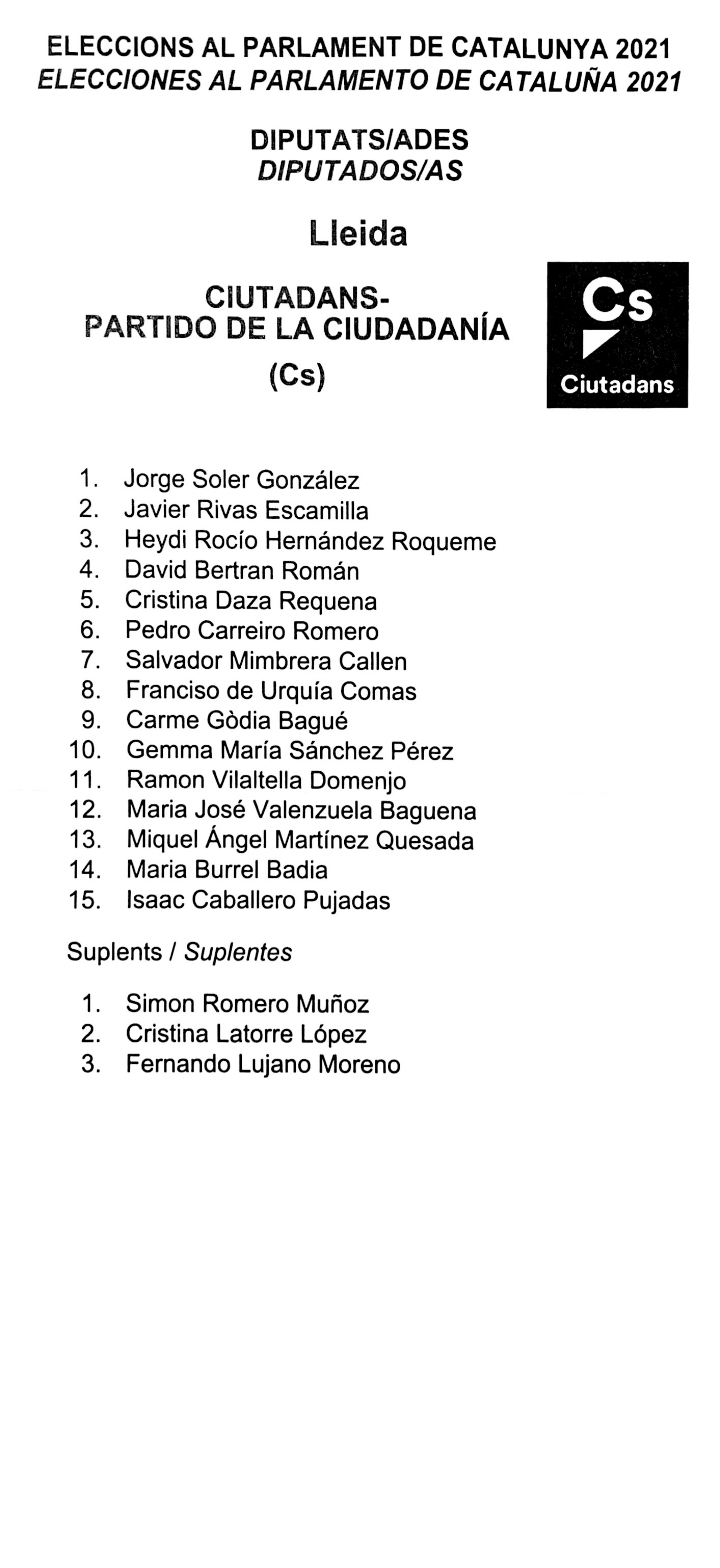
Ciutadans
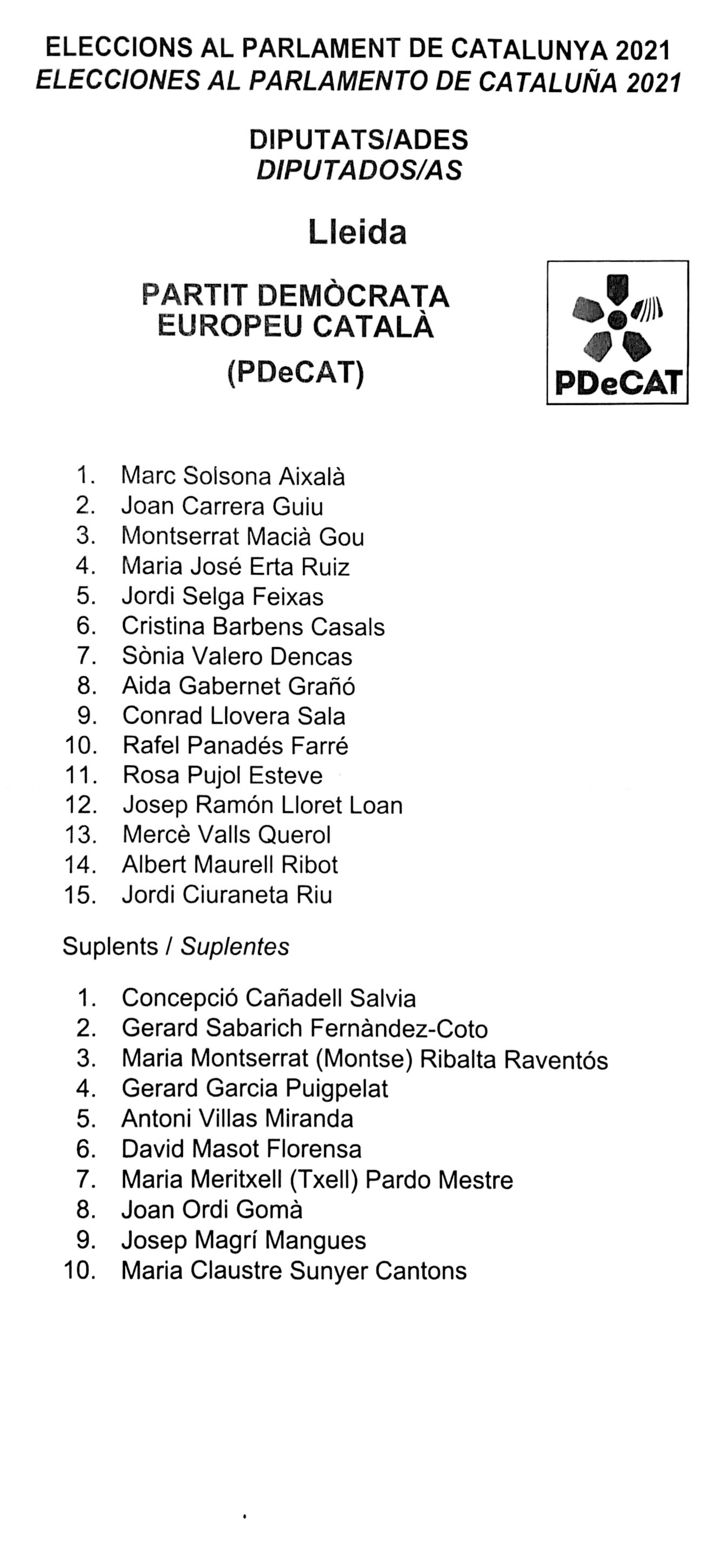
PDeCAT
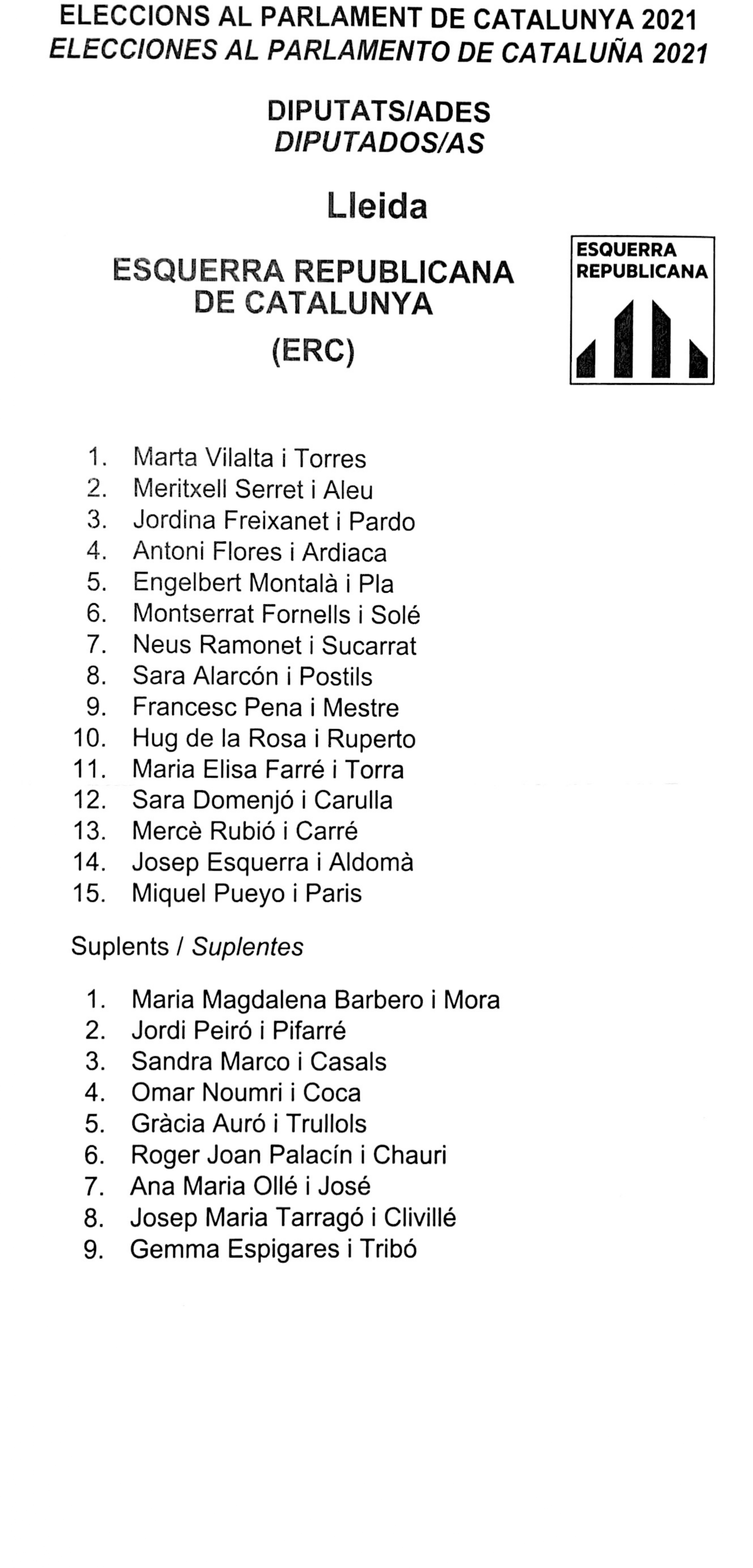
ERC
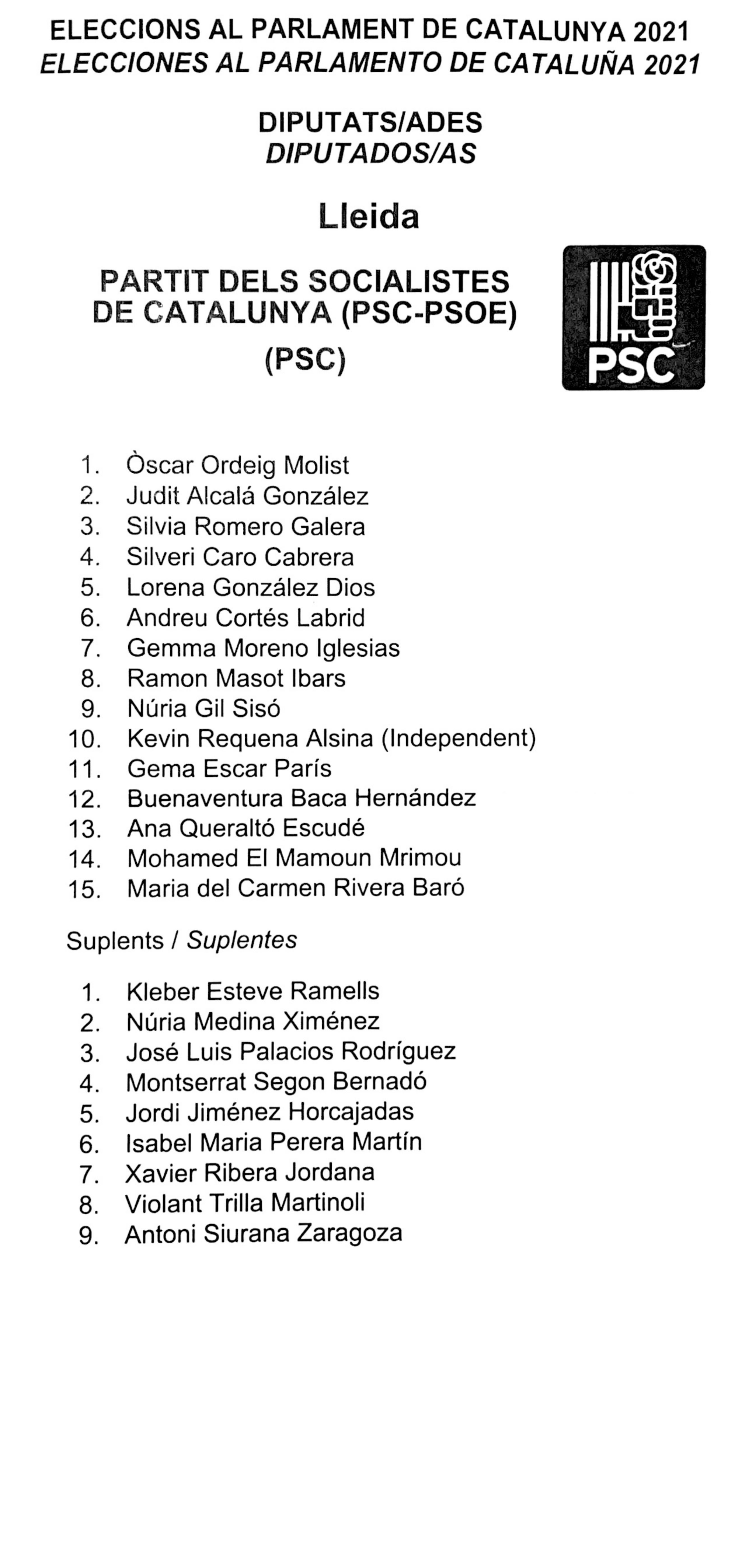
PSC
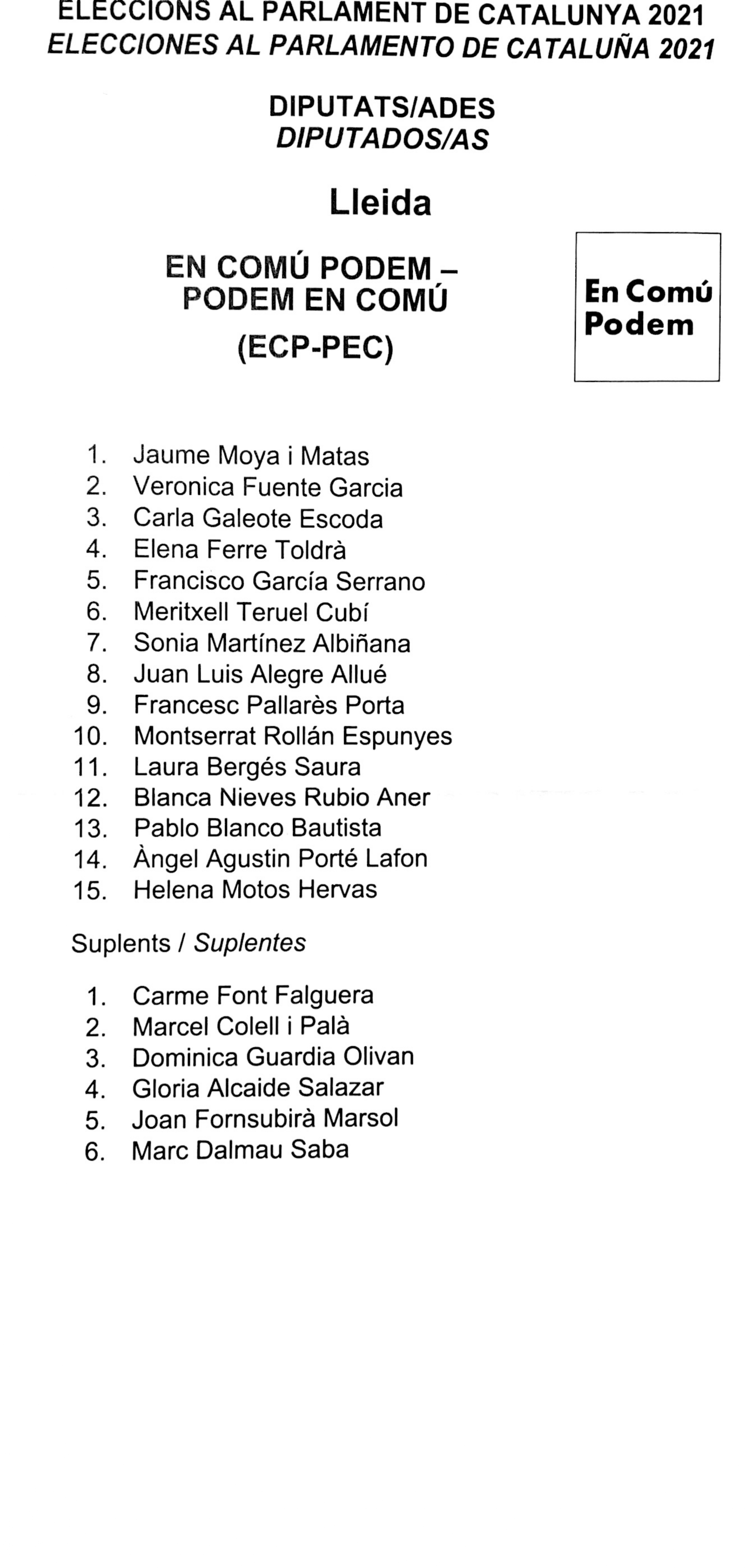
ECP-PEC
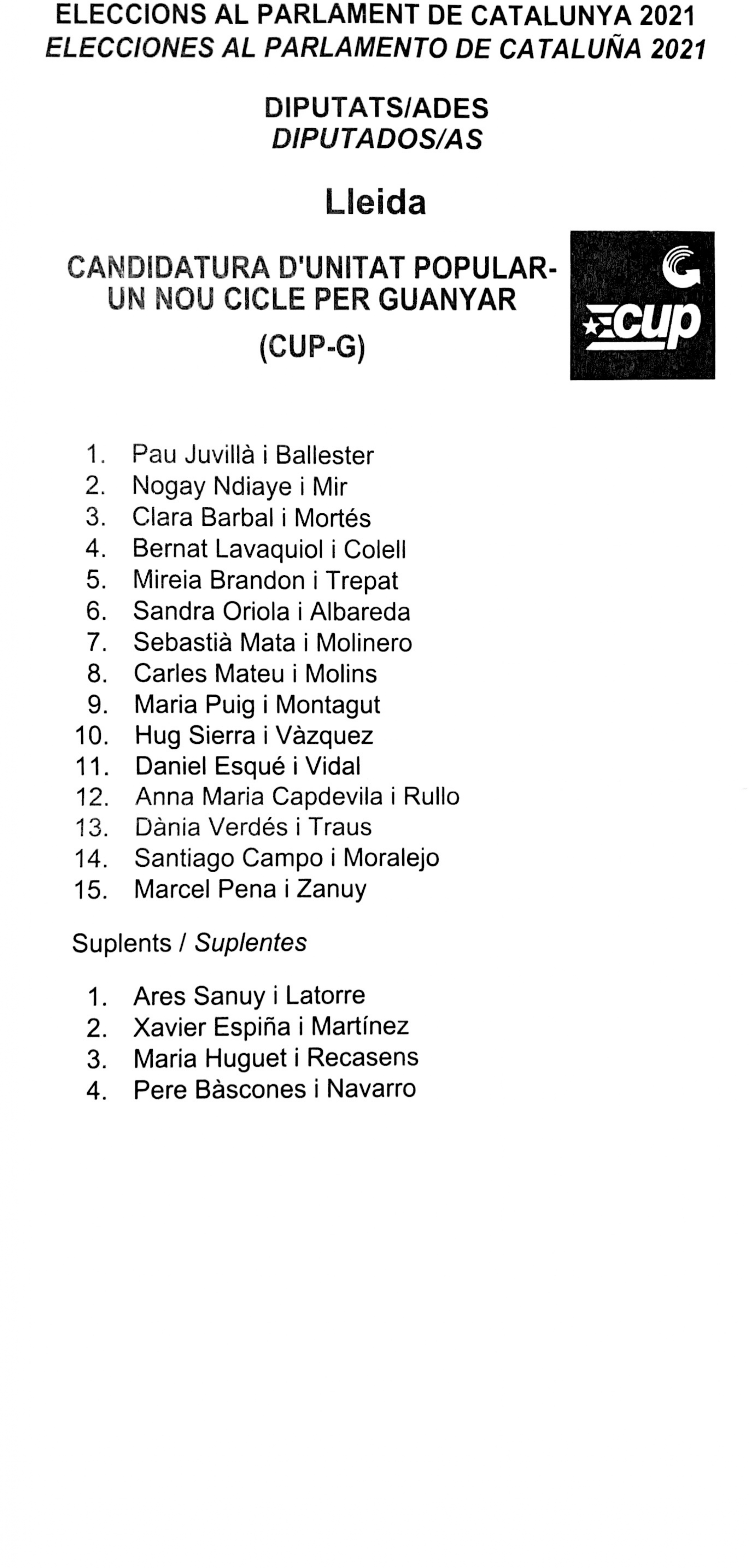
CUP-G
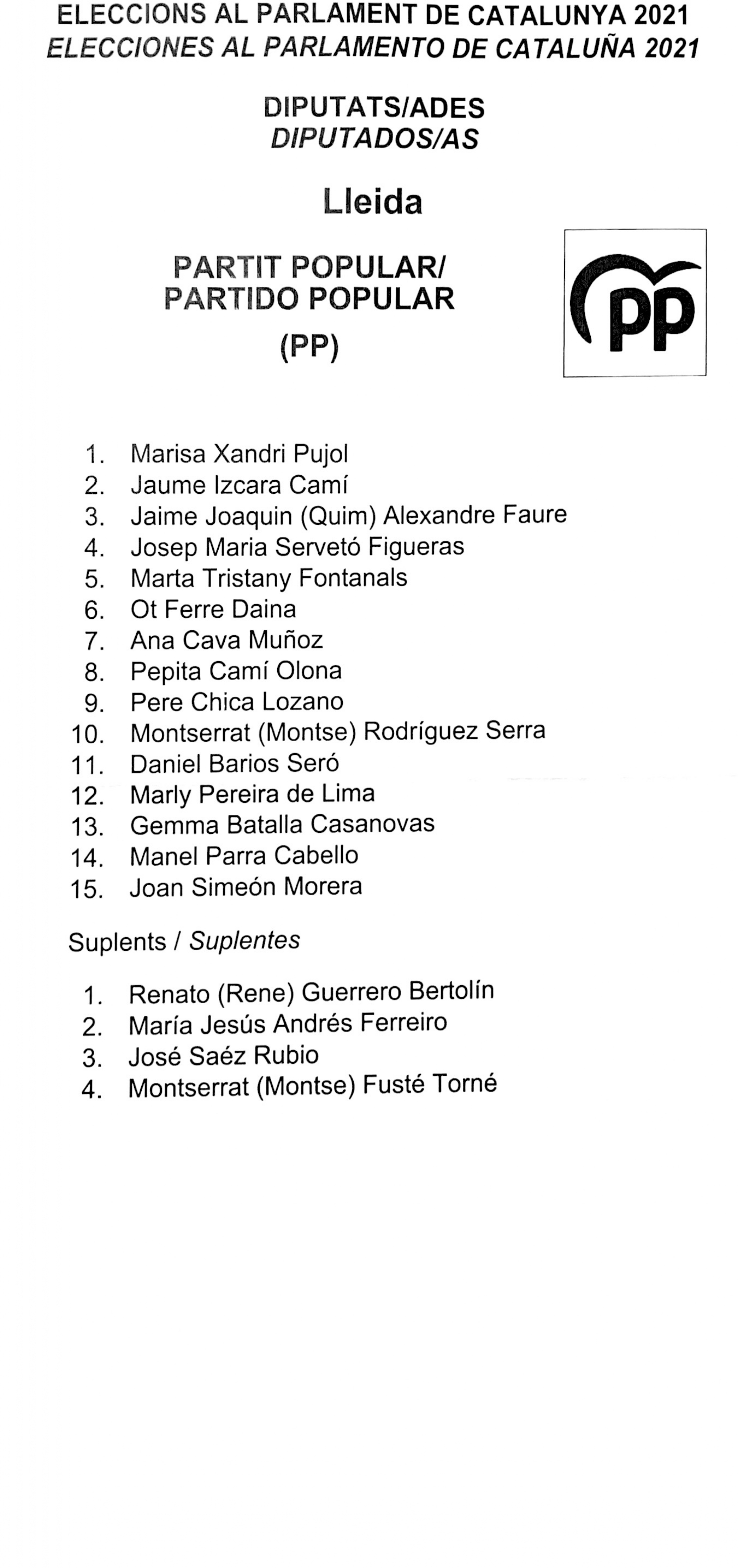
PP
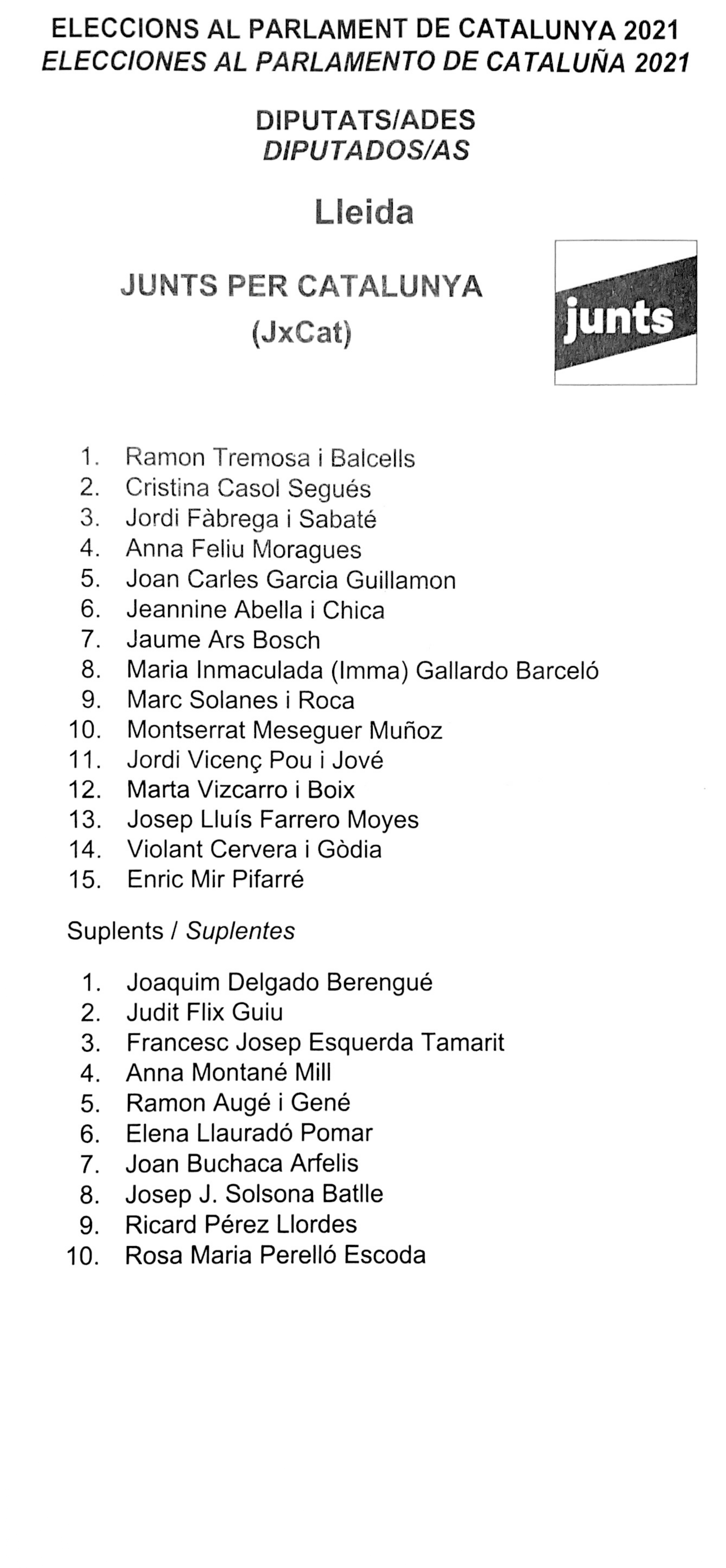
Junts
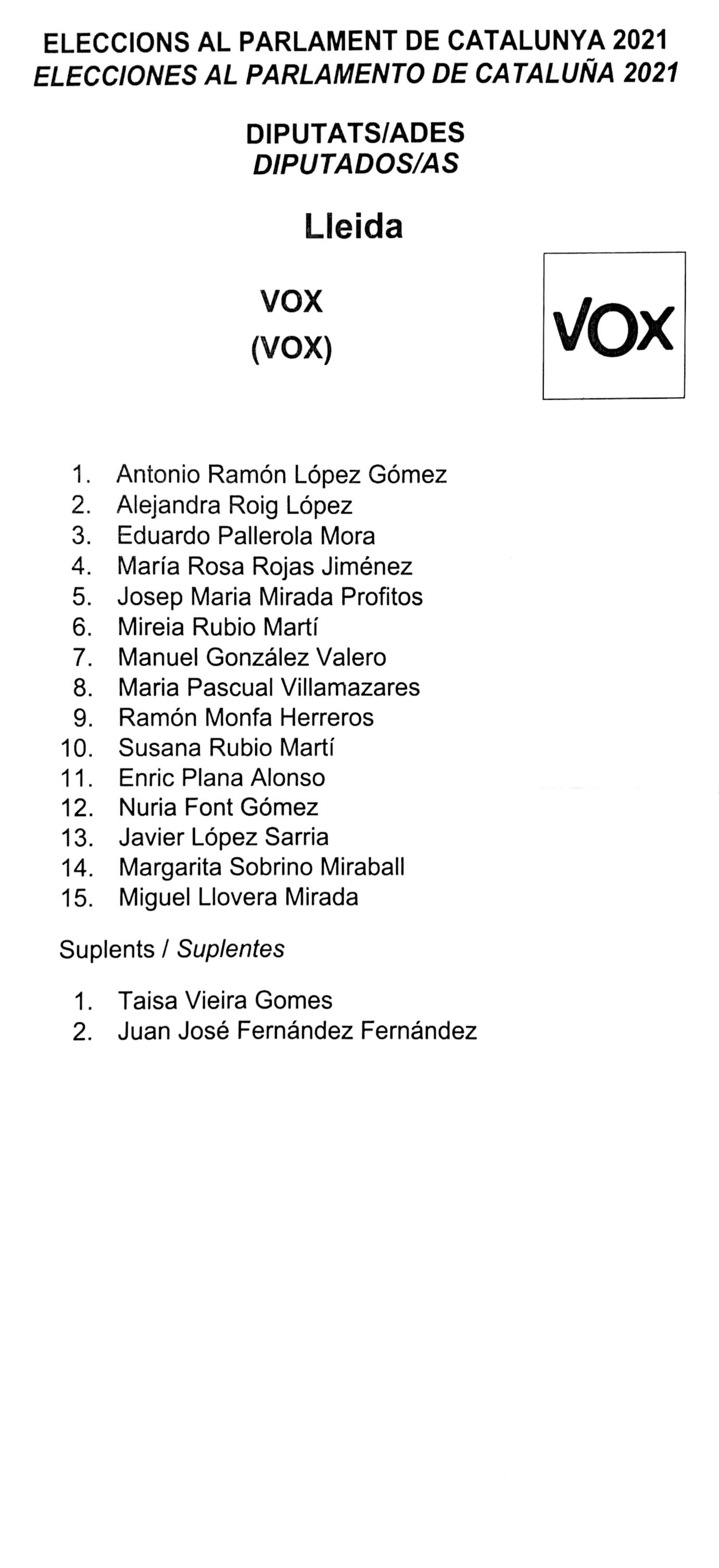
Vox
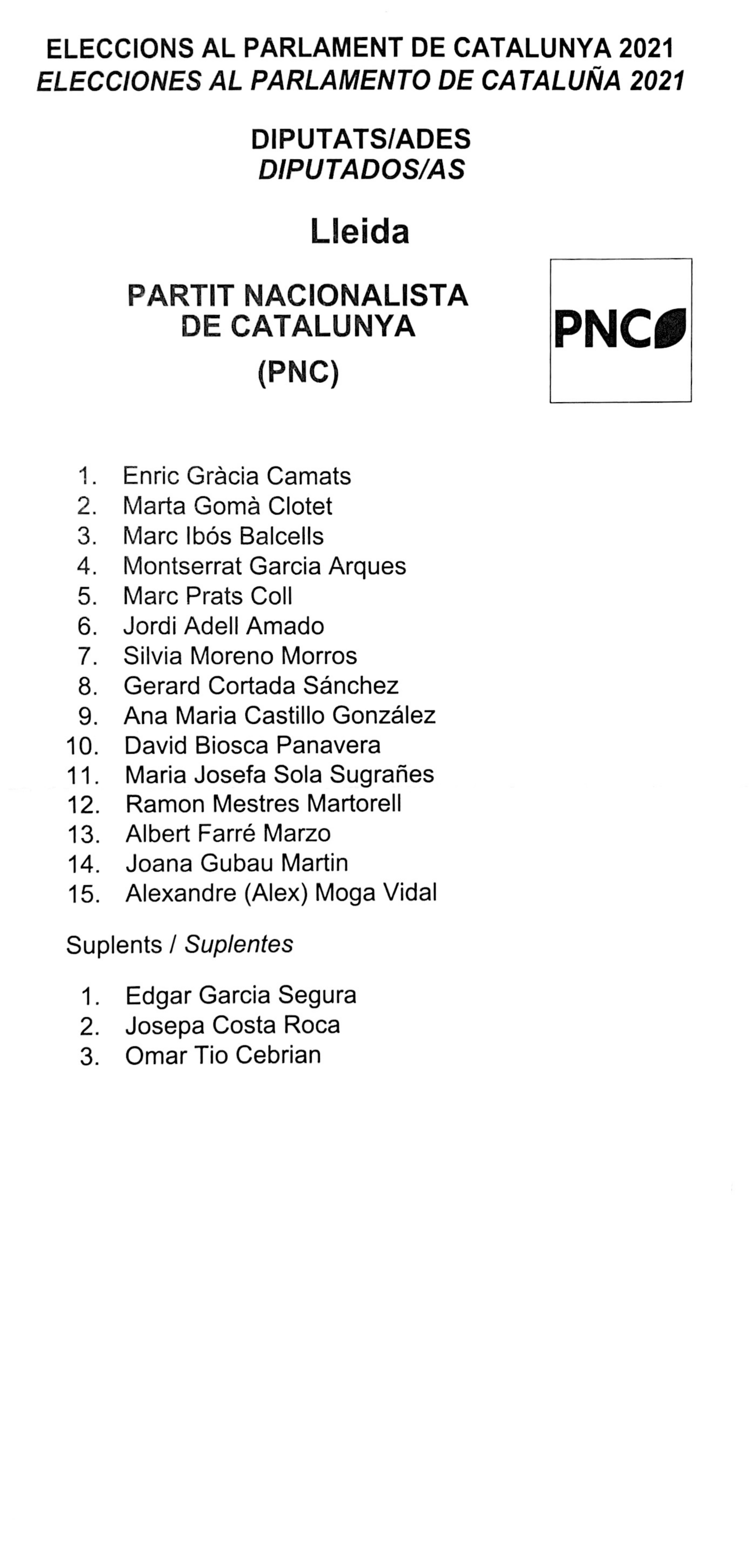
PNC
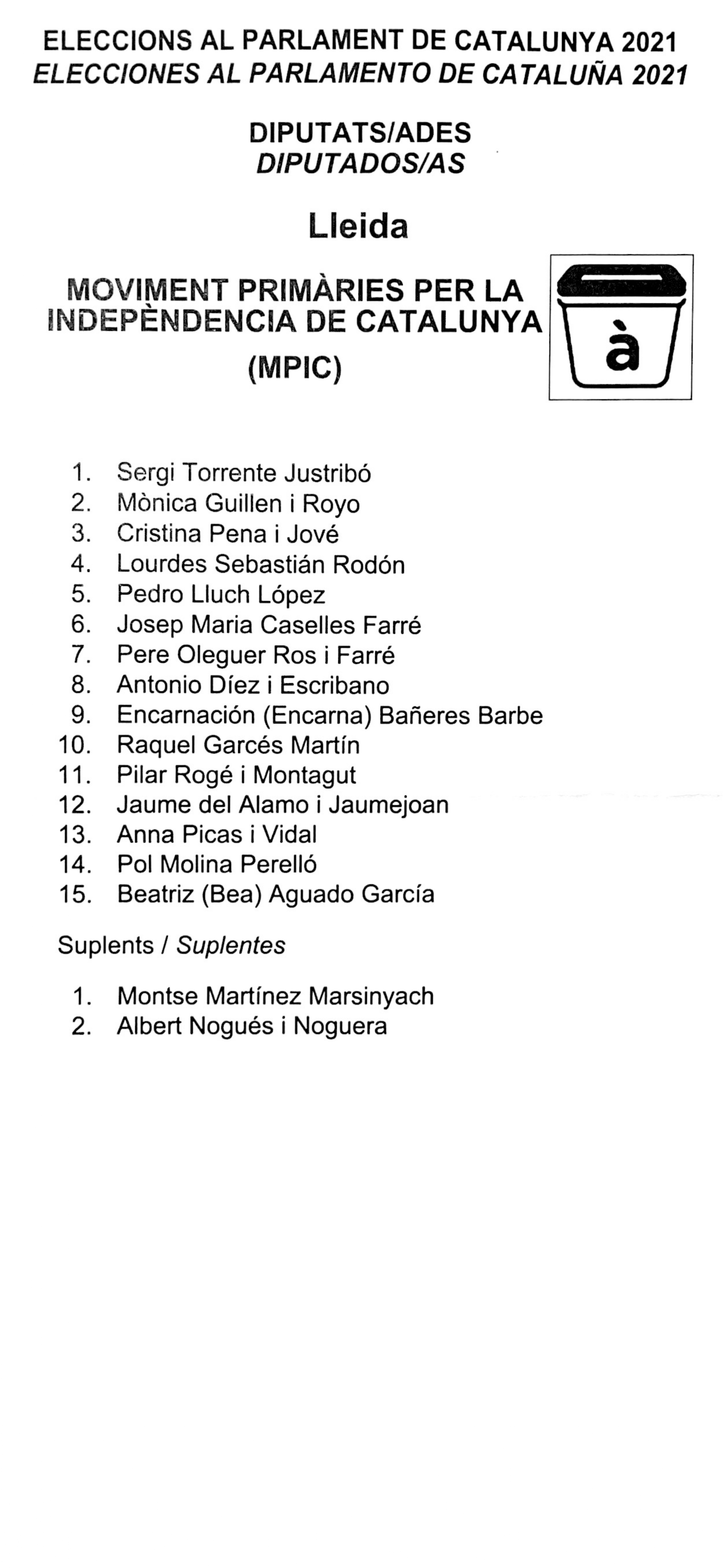
MPIC
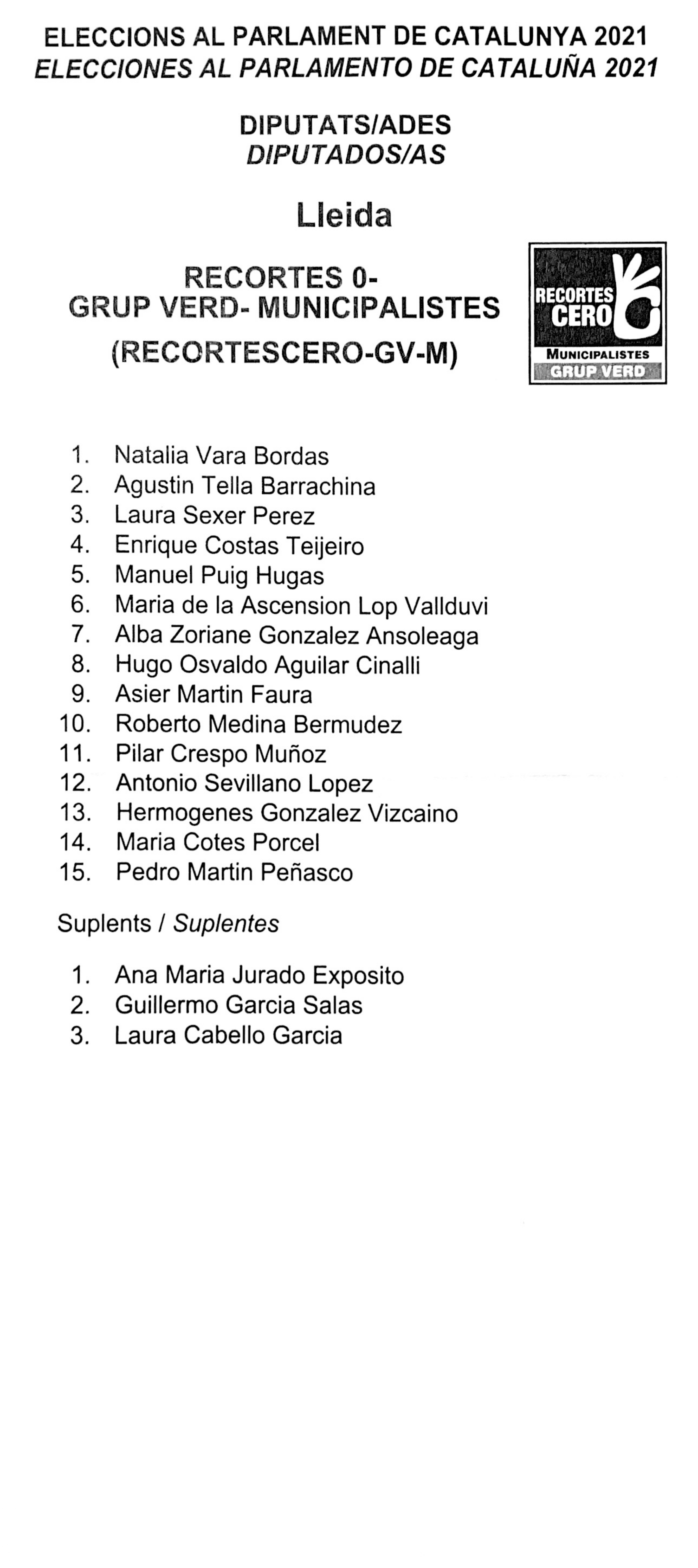
RECORTES CERO-GV-M
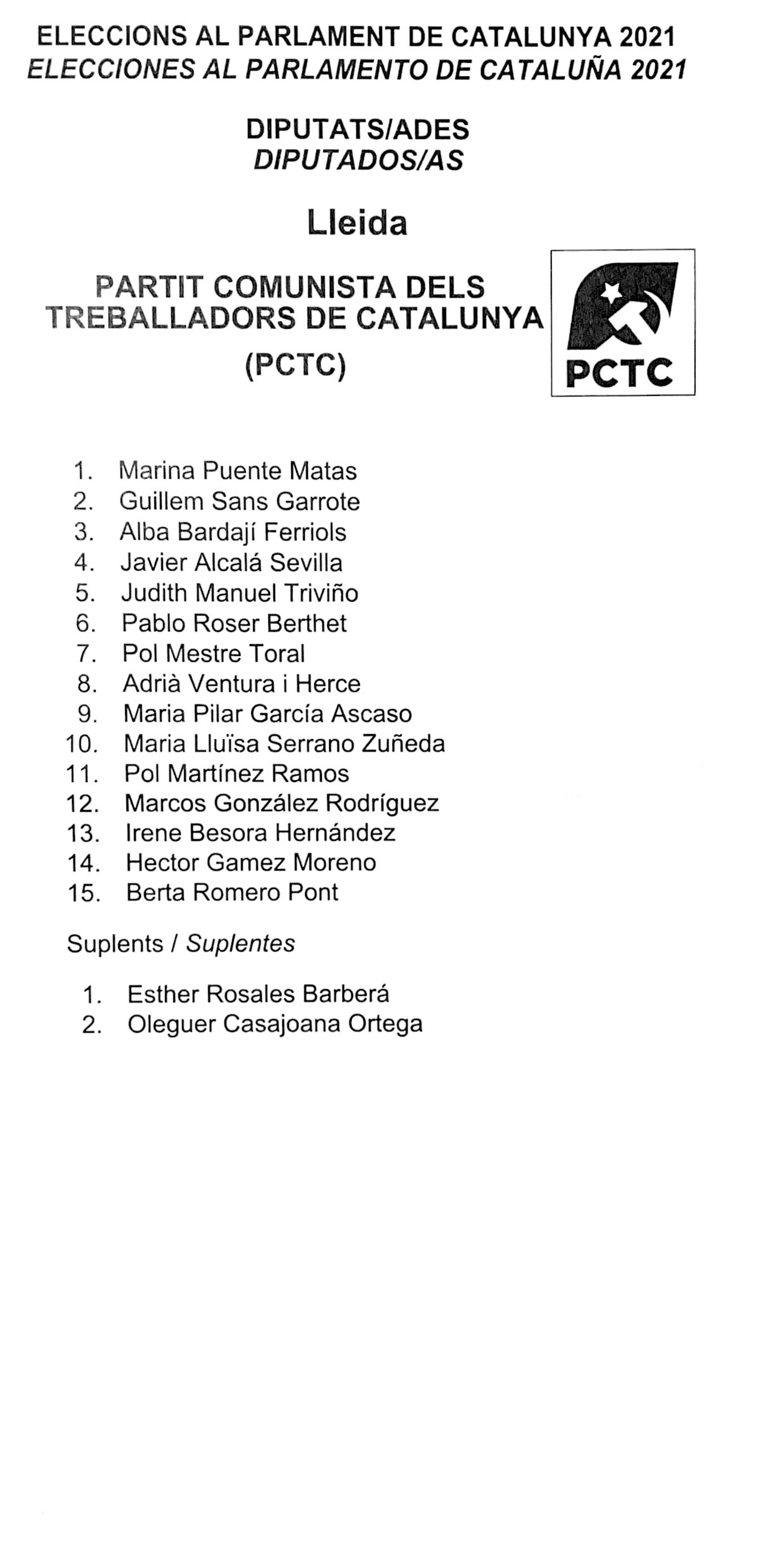
PCTC
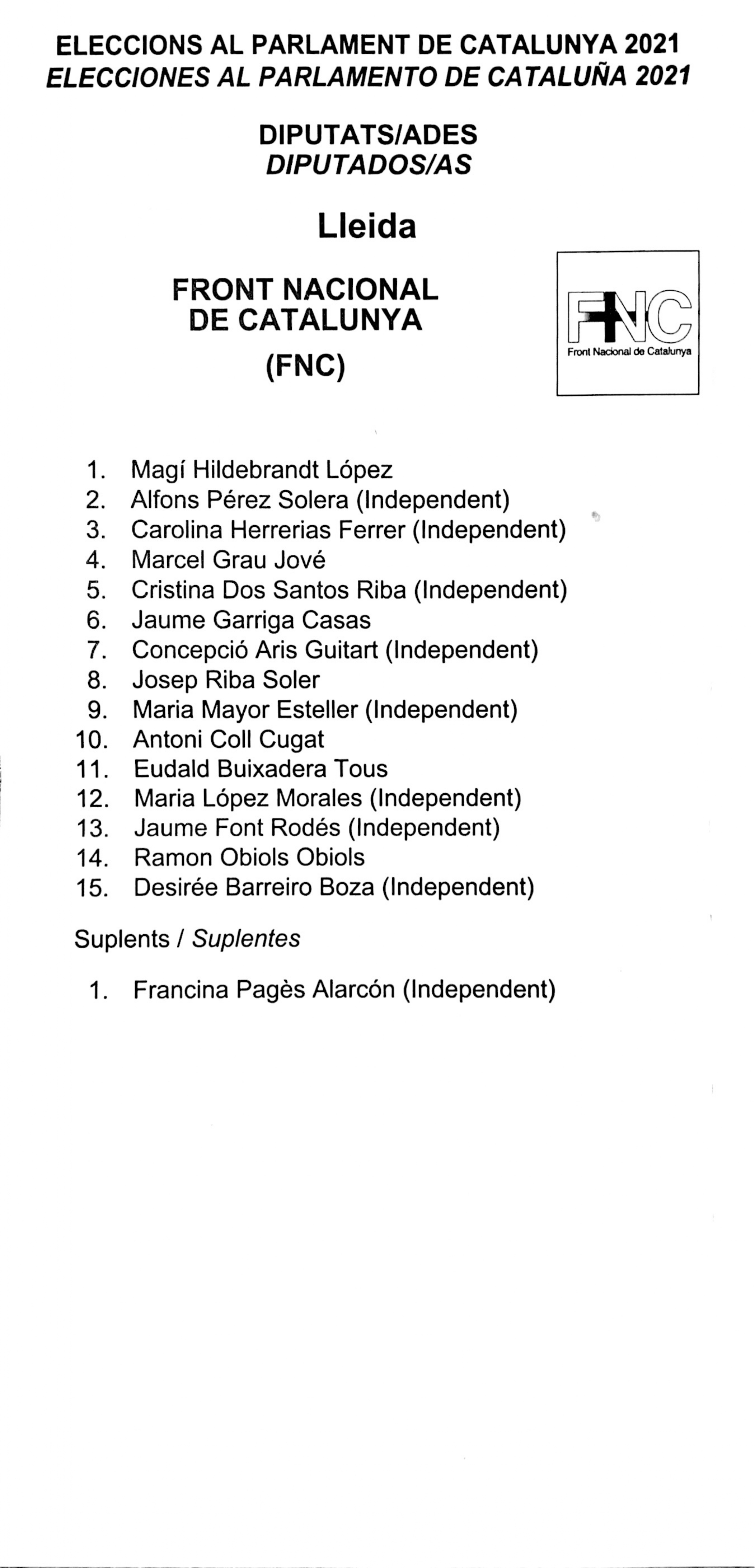
FNC
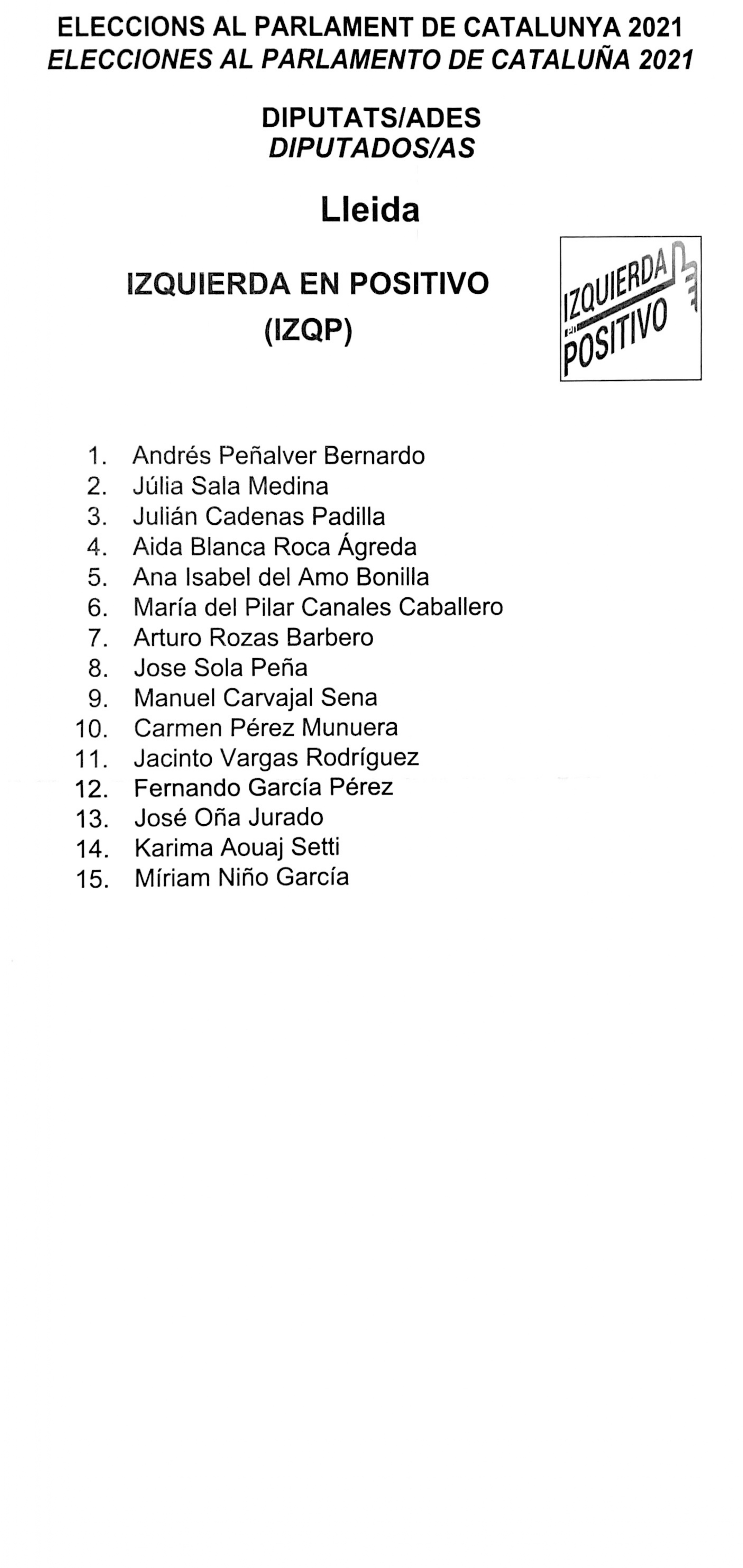
IZQP
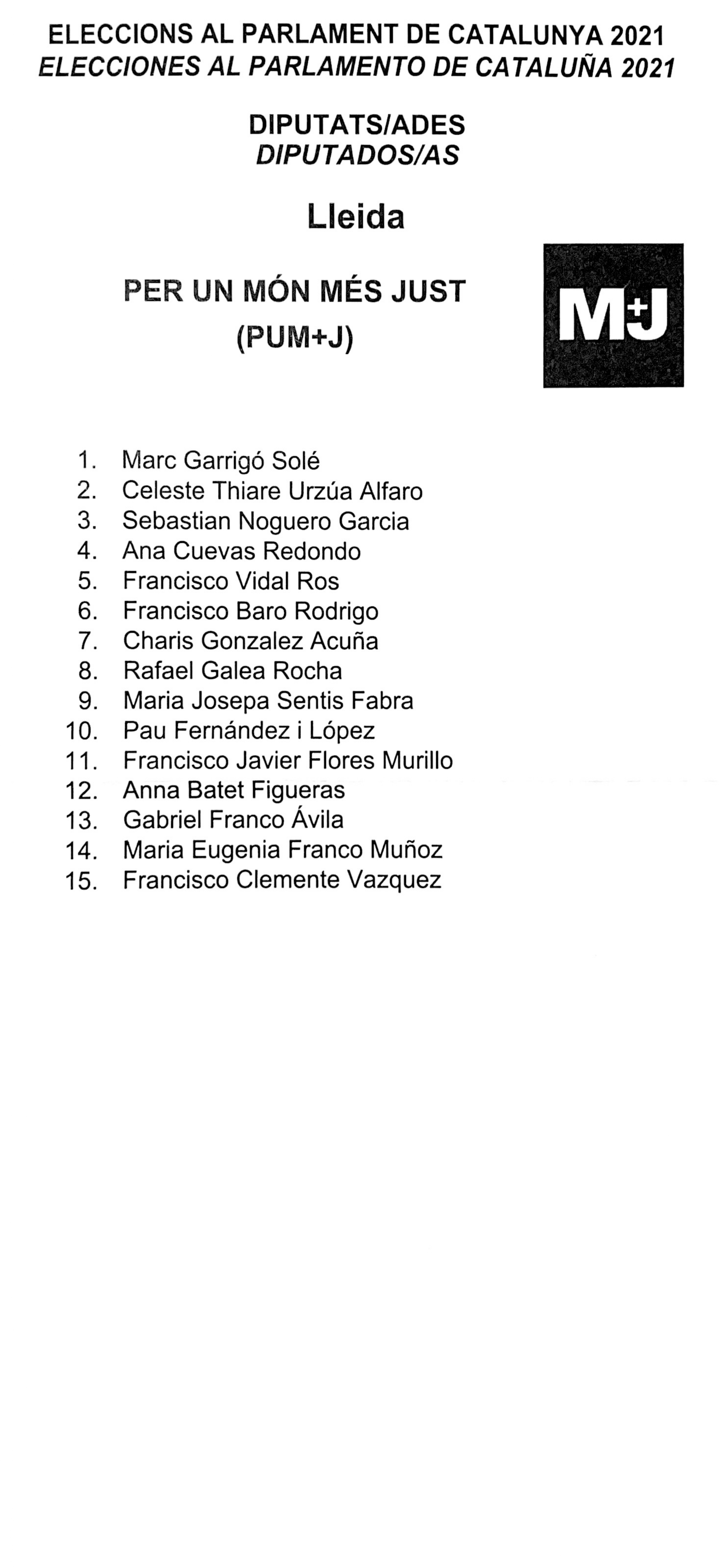
PUM+J
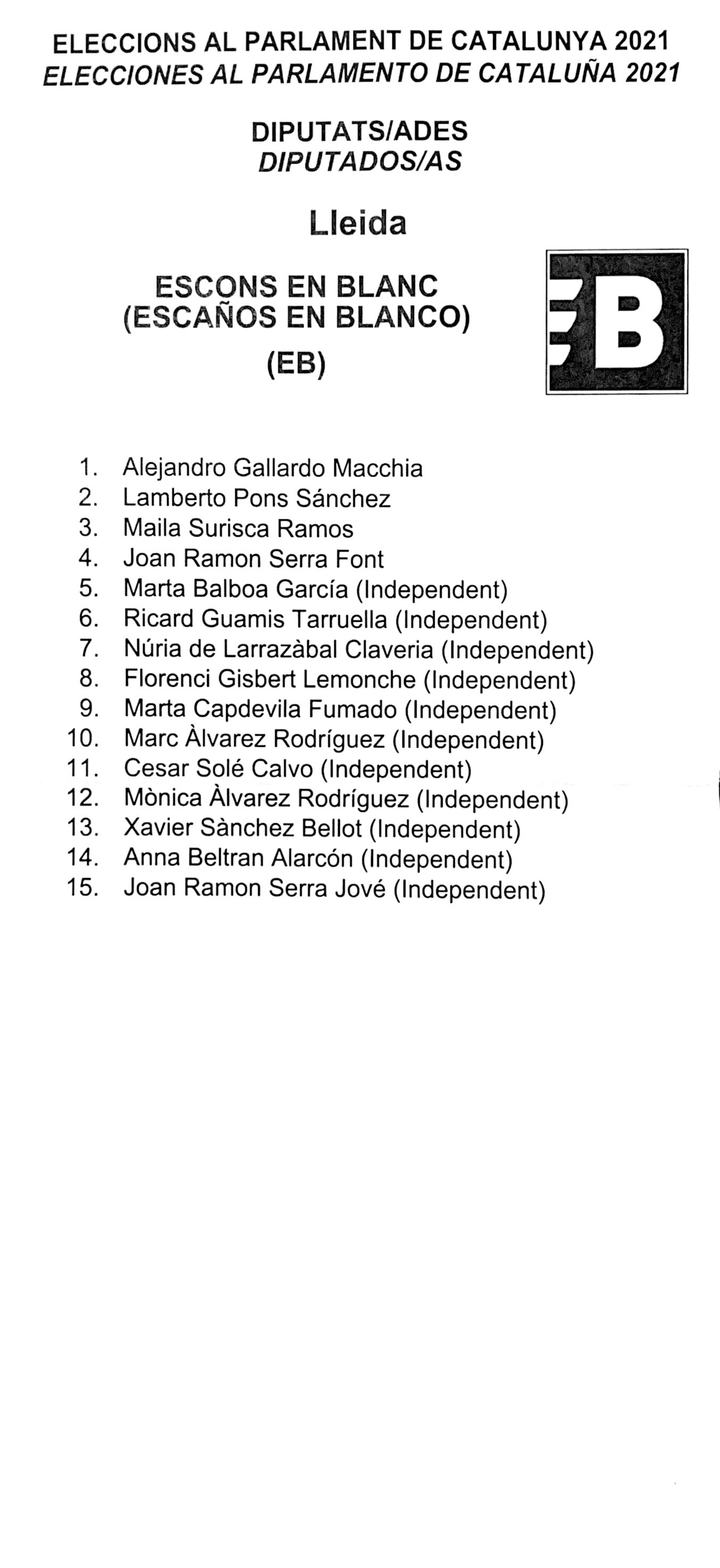
EB
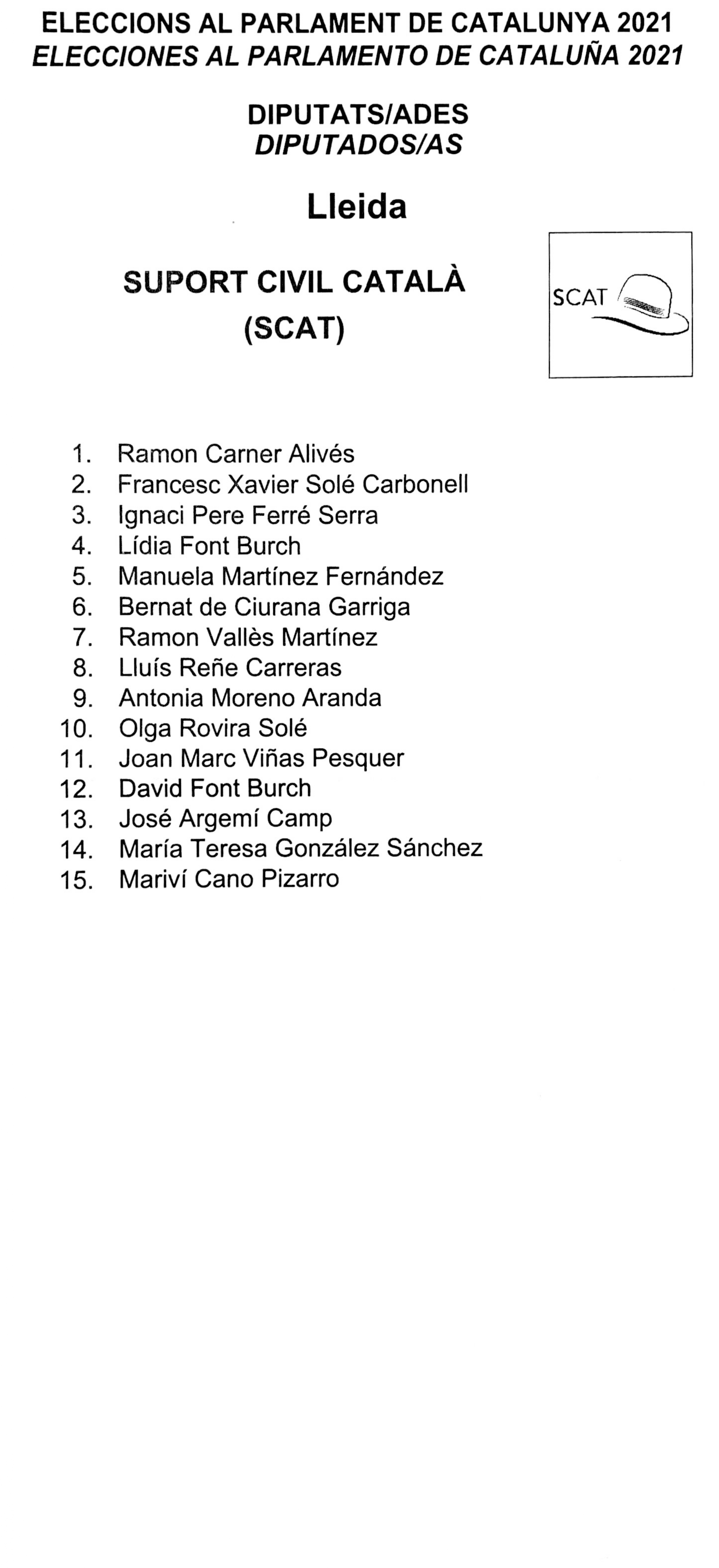
SCAT

## Resultats

### Resultats globals a Catalunya
| 53,54% | ' |

| 53,54% | ' |

### Resultats per circumscripció

Distribució d'escons per circumscripció.

| Barcelona                       | 25,0 | 23 | 20,4 | 19 | 17,9 | 16 | 7,8 | 7  | 7,8 | 7 | 6,3 | 5 | 6,1 | 5 | 4,0 | 3 |  |  |
| Girona                          | 15,2 | 3  | 21,8 | 4  | 32,7 | 7  | 6,2 | 1  | 4,0 | − | 9,0 | 2 | 3,3 | − | 2,0 | − |  |  |
| Lleida                          | 15,0 | 3  | 26,6 | 5  | 28,0 | 5  | 5,5 | 1  | 3,2 | − | 7,4 | 1 | 3,2 | − | 3,5 | − |  |  |
| Tarragona                       | 20,0 | 4  | 24,5 | 5  | 19,4 | 4  | 9,4 | 2  | 4,9 | 1 | 6,8 | 1 | 5,2 | 1 | 4,3 | − |  |  |
| Total                           | 23,0 | 33 | 21,3 | 33 | 20,1 | 32 | 7,7 | 11 | 6,9 | 8 | 6,7 | 9 | 5,6 | 6 | 3,8 | 3 |  |  |
|                                 |      |    |      |    |      |    |     |    |     |   |     |   |     |   |     |   |  |  |
| Fonts: Generalitat de Catalunya |      |    |      |    |      |    |     |    |     |   |     |   |     |   |     |   |  |  |

### Escons per circumscripció
|  | Candidatura | Barcelona | Tarragona | Girona | Lleida | Total |
|  | ----------- | --------- | --------- | ------ | ------ | ----- |
|  | PSC         | 23        | 4         | 3      | 3      | 33    |
|  | ERC         | 19        | 5         | 4      | 5      | 33    |
|  | Junts       | 16        | 4         | 7      | 5      | 32    |
|  | Vox         | 7         | 2         | 1      | 1      | 11    |
|  | CUP-G       | 5         | 1         | 2      | 1      | 9     |
|  | ECP-PEC     | 7         | 1         | 0      | 0      | 8     |
|  | C's         | 5         | 1         | 0      | 0      | 6     |
|  | PPC         | 3         | 0         | 0      | 0      | 3     |
|  | Total       | 85        | 18        | 17     | 15     | 135   |

### Resultats per municipi
Junts per Catalunya va ser la força que es va imposar a més municipis, concretament a un total de 562, retrocedint-ne 105, puix el 2017 van imposar-se a 667 termes municipals. La candidatura liderada per Laura Borràs va guanyar al 59,34% dels 947 municipis catalans, principalment de les Comarques Gironines, l'Alt Pirineu, la Catalunya Central i Ponent. Esquerra Republicana fou la segona candidatura que guanyà a més municipi, aconseguint-ne un total de 251, suposant un augment de 108 termes municipals més, i que representa el 26,5% dels municipis catalans. Els republicans van ser la força més votada sobretot a municipis de les Terres de l'Ebre i del Camp de Tarragona. El Partit dels Socialistes de Catalunya va experimentar una pujada de 2 a 105 municipis aconseguits, principalment de l'Àrea Metropolitana de Barcelona i de la Costa Daurada. La candidatura liderada per Salvador Illa va assolir l'11,08% dels termes municipals. Tot i quedar-se fora del Parlament de Catalunya, el Partit Demòcrata Europeu Català va guanyar a set municipis. La Candidatura d'Unitat Popular - Un nou cicle per guanyar va guanyar a sis municipis, Vox a dos i el Partit Popular Català a un. Ciutadans, que havia guanyat a 135 municipis a les darreres eleccions, no n'aconseguí guanyar cap.
| Participació | Partit guanyador | Independentisme vs unionisme |  |
| ------------ | ---------------- | ---------------------------- |  |
| Participació electoral per municipis. '"`UNIQ--templatestyles-0000006F-QINU`"' Menys de 40% '"`UNIQ--templatestyles-00000070-QINU`"' 40-44% '"`UNIQ--templatestyles-00000071-QINU`"' 45-49% '"`UNIQ--templatestyles-00000072-QINU`"' 50-54% '"`UNIQ--templatestyles-00000073-QINU`"' 55-59% '"`UNIQ--templatestyles-00000074-QINU`"' 60-64% '"`UNIQ--templatestyles-00000075-QINU`"' 65-69% '"`UNIQ--templatestyles-00000076-QINU`"' 70-74% '"`UNIQ--templatestyles-00000077-QINU`"' 75-79% '"`UNIQ--templatestyles-00000078-QINU`"' 80% o més             | Candidatura més votada per municipis. '"`UNIQ--templatestyles-0000007A-QINU`"' JxCAT '"`UNIQ--templatestyles-0000007B-QINU`"' PSC '"`UNIQ--templatestyles-0000007C-QINU`"' ERC '"`UNIQ--templatestyles-0000007D-QINU`"' PDeCAT '"`UNIQ--templatestyles-0000007E-QINU`"' CUP-G '"`UNIQ--templatestyles-0000007F-QINU`"' PP '"`UNIQ--templatestyles-00000080-QINU`"' Vox '"`UNIQ--templatestyles-00000081-QINU`"' Empat                 | Resultats electorals de l'independentisme parlamentari per municipis. '"`UNIQ--templatestyles-00000084-QINU`"' més de 70%'"`UNIQ--templatestyles-00000085-QINU`"' 65-70'"`UNIQ--templatestyles-00000086-QINU`"' 60-65'"`UNIQ--templatestyles-00000087-QINU`"' 55-60'"`UNIQ--templatestyles-00000088-QINU`"' 50-55'"`UNIQ--templatestyles-00000089-QINU`"' 45-50'"`UNIQ--templatestyles-0000008A-QINU`"' 40-45'"`UNIQ--templatestyles-0000008B-QINU`"' 35-40'"`UNIQ--templatestyles-0000008C-QINU`"' 30-35'"`UNIQ--templatestyles-0000008D-QINU`"' menys de 30%                             |  |

| Barcelona | Tarragona | Lleida | Girona |

La taula següent indica el partit més votat als municipis caps de comarca o amb una població superior a 25.000 habitants:
| Municipi                        | Comarca              | Partit més votat | Partit més votat |
| Amposta                         | el Montsià           |                  | ERC              |
| Badalona                        | el Barcelonès        |                  | PSC              |
| Balaguer                        | la Noguera           |                  | ERC              |
| Banyoles                        | el Pla de l'Estany   |                  | Junts            |
| Barberà del Vallès              | el Vallès Occidental |                  | PSC              |
| Barcelona                       | el Barcelonès        |                  | PSC              |
| Berga                           | el Berguedà          |                  | Junts            |
| Blanes                          | la Selva             |                  | PSC              |
| Calafell                        | el Baix Penedès      |                  | PSC              |
| Cambrils                        | el Baix Camp         |                  | PSC              |
| Cerdanyola del Vallès           | el Vallès Occidental |                  | PSC              |
| Cervera                         | la Segarra           |                  | Junts            |
| Cornellà de Llobregat           | el Baix Llobregat    |                  | PSC              |
| el Pont de Suert                | l'Alta Ribagorça     |                  | PSC              |
| el Prat de Llobregat            | el Baix Llobregat    |                  | PSC              |
| el Vendrell                     | el Baix Penedès      |                  | PSC              |
| Esplugues de Llobregat          | el Baix Llobregat    |                  | PSC              |
| Falset                          | el Priorat           |                  | ERC              |
| Gandesa                         | la Terra Alta        |                  | ERC              |
| Girona                          | el Gironès           |                  | Junts            |
| Granollers                      | el Vallès Oriental   |                  | PSC              |
| Igualada                        | l'Anoia              |                  | Junts            |
| la Bisbal d'Empordà             | el Baix Empordà      |                  | Junts            |
| la Seu d'Urgell                 | l'Alt Urgell         |                  | ERC              |
| les Borges Blanques             | les Garrigues        |                  | Junts            |
| l'Hospitalet de Llobregat       | el Barcelonès        |                  | PSC              |
| Lleida                          | el Segrià            |                  | ERC              |
| Lloret de Mar                   | la Selva             |                  | PSC              |
| Manresa                         | el Bages             |                  | Junts            |
| Martorell                       | el Baix Llobregat    |                  | PSC              |
| Mataró                          | el Maresme           |                  | PSC              |
| Moià                            | el Moianès           |                  | ERC              |
| Molins de Rei                   | el Baix Llobregat    |                  | ERC              |
| Mollerussa                      | el Pla d'Urgell      |                  | Junts            |
| Mollet del Vallès               | el Vallès Oriental   |                  | PSC              |
| Montblanc                       | la Conca de Barberà  |                  | Junts            |
| Montcada i Reixac               | el Vallès Occidental |                  | PSC              |
| Móra d'Ebre                     | la Ribera d'Ebre     |                  | Junts            |
| Olot                            | la Garrotxa          |                  | Junts            |
| Premià de Mar                   | el Maresme           |                  | ERC              |
| Puigcerdà                       | la Cerdanya          |                  | Junts            |
| Reus                            | el Baix Camp         |                  | ERC              |
| Ripoll                          | el Ripollès          |                  | Junts            |
| Ripollet                        | el Vallès Occidental |                  | PSC              |
| Rubí                            | el Vallès Occidental |                  | PSC              |
| Sabadell                        | el Vallès Occidental |                  | PSC              |
| Salou                           | el Tarragonès        |                  | PSC              |
| Salt                            | el Gironès           |                  | Junts            |
| Sant Adrià de Besòs             | el Barcelonès        |                  | PSC              |
| Sant Andreu de la Barca         | el Baix Llobregat    |                  | PSC              |
| Sant Boi de Llobregat           | el Baix Llobregat    |                  | PSC              |
| Sant Cugat del Vallès           | el Vallès Occidental |                  | Junts            |
| Sant Feliu de Llobregat         | el Baix Llobregat    |                  | PSC              |
| Sant Joan Despí                 | el Baix Llobregat    |                  | PSC              |
| Sant Vicenç dels Horts          | el Baix Llobregat    |                  | PSC              |
| Santa Coloma de Farners         | la Selva             |                  | Junts            |
| Santa Coloma de Gramenet        | el Barcelonès        |                  | PSC              |
| Santa Perpètua de Mogoda        | el Vallès Occidental |                  | PSC              |
| Solsona                         | el Solsonès          |                  | Junts            |
| Sort                            | el Pallars Sobirà    |                  | Junts            |
| Tarragona                       | el Tarragonès        |                  | PSC              |
| Tàrrega                         | l'Urgell             |                  | Junts            |
| Terrassa                        | el Vallès Occidental |                  | PSC              |
| Tortosa                         | el Baix Ebre         |                  | ERC              |
| Tremp                           | el Pallars Jussà     |                  | Junts            |
| Valls                           | l'Alt Camp           |                  | Junts            |
| Vic                             | Osona                |                  | Junts            |
| Vielha e Mijaran                | la Vall d'Aran       |                  | PSC              |
| Vilafranca del Penedès          | l'Alt Penedès        |                  | Junts            |
| Vilanova i la Geltrú            | el Garraf            |                  | PSC              |
| Fonts: Generalitat de Catalunya |                      |                  |                  |

### Distribució de vot segons la posició respecte la independència
Percentatge de vot segons posicionament
| 51,57% | ' |

| 51,57% | ' |

| 41,03% | ' |

| 41,03% | ' |

| 7,39% | ' |

| 7,39% | ' |

### Diputats electes
| PSC | ERC | Junts | Vox | CUP-G | ECP | Cs | PPC                                                                                       |
| Barcelona 1. Salvador Illa i Roca 2. Eva Granados Galiano 3. Ramon Espadaler i Parcerisas 4. Gemma Lienas i Massot 5. Ferran Pedret i Santos 6. Alícia Romero Llano 7. David Pérez i Ibáñez 8. Assumpta Escarp Gibert 9. Pol Gibert Horcas 10. Esther Niubó Cindoncha 11. Raúl Moreno Montaña 12. Beatriz Silva Gallardo 13. Jordi Terrades i Santacreu 14. Marta Moreta i Rovira 15. Juan Luis Ruiz López 16. Rocío García Pérez 17. Cristòfol Gimeno Iglesias 18. Eva Candela López 19. Jordi Riba i Colom 20. Elena Díaz i Torrevejano 21. David González Chanca 22. Helena Bayo Delgado 23. Mario García Gómez Girona 1. Sílvia Paneque i Sureda 2. Oscar Aparicio Pedrosa 3. Mónica Ríos i García Lleida 1. Òscar Ordeig Molist 2. Judith Alcalá González 3. Sílvia Romero Galera Tarragona 1. Rosa M. Ibarra Ollé 2. Rubén Viñuales i Elías 3. Joaquim Josep Paladella Curto 4. Dolors Carreras i Casany | Barcelona 1. Pere Aragonès i Garcia 2. Laura Vilagrà i Pons 3. Roger Torrent i Ramió 4. Najat Driouech Ben Moussa 5. Josep Maria Jové i Lladó 6. Alba Vergés i Bosch 7. Ernest Maragall i Mira 8. Ester Capella i Farré 9. Chakir El Homrani Lesfar 10. Jenn Díaz Ruiz 11. Pau Morales i Romero 12. Núria Picas i Albets 13. Ruben Wagensberg Ramon 14. Mònica Palacín i París 15. Jordi Albert i Caballero 16. Lluïsa Llop i Fernàndez 17. Julià Fernàndez i Olivares 18. Ana Maria Balsera i Marín 19. Ferran Estruch i Torrents Girona 1. Teresa Jordà i Roura 2. Sergi Sabrià i Benito 3. Anna Caula i Paretas 4. Bartomeu Compte Masmitjà Lleida 1. Marta Vilalta i Torres 2. Meritxell Serret i Aleu 3. Jordina Freixanet i Pardo 4. Antoni Flores i Ardiaca 5. Engelbert Montalà Pla Tarragona 1. Raquel Sans i Guerra 2. Lluís Salvadó Tenesa 3. Irene Aragonès Gràcia 4. Carles Castillo Rosique 5. Maria Jesús Viña i Ariño | Barcelona 1. Carles Puigdemont i Casamajó 2. Laura Borràs i Castanyer 3. Joan Canadell i Bruguera 4. Elsa Artadi i Vila 5. Jaume Alonso-Cuevillas i Sayrol 6. Meritxell Budó i Pla 7. Jordi Puigneró i Ferrer 8. Anna Erra i Solà 9. Lluís Puig i Gordi 10. Aurora Madaula i Giménez 11. Damià Calvet i Valera 12. Mercè Esteve i Pi 13. Josep Rius i Alcaraz 14. Judith Toronjo Nofuentes 15. Francesc de Dalmases i Thió 16. Assumpció Laïlla i Jou Girona 1. Gemma Geis i Carreras 2. Marta Madrenas i Mir 3. Salvador Vergés i Tejero 4. Francesc Xavier Ten i Costa 5. Maria Antònia Batlle i Andreu 6. Ferran Roquer i Padrosa 7. Jordi Munell i Garcia Lleida 1. Ramon Tremosa i Balcells 2. Cristina Casol Segués 3. Jordi Fàbrega i Sabaté 4. Anna Feliu i Moragues 5. Joan Carles Garcia Guillamon Tarragona 1. Albert Batet i Canadell 2. Mònica Sales de la Cruz 3. Eusebi Campdepadrós i Pucurull 4. Teresa Pallarès i Piqué | Barcelona 1. Ignacio Garriga Vaz de Concicao 2. Antonio Gallego Burgos 3. Juan de la Cruz Garriga Dómenech 4. María Elisa García Fuster 5. Mónica Lora Cisquer 6. Andrés Félix Bello Sanz 7. Manuel Jesús Acosta Elías Girona 1. Alberto Tarradas Paneque Lleida 1. Antonio Ramón López Gómez Tarragona 1. Isabel Lázaro Pina 2. Sergio Macián de Greef | Barcelona 1. Maria Dolors Sabater i Puig 2. Carles Riera Albert 3. Eulàlia Reguant i Cura 4. Xavier Pellicer i Pareja 5. Basharat Changuerra i Canalejo Girona 1. Daniel Cornellà i Detrell 2. Montserrat Vinyets i Pagès Lleida 1. Pau Juvillà i Ballester Tarragona 1. Laia Estrada i Cañón | Barcelona 1. Jéssica Albiach Satorres 2. Joan Carles Gallego i Herrera 3. Jessica González Herrera 4. Lucas Silvano Ferro Solé 5. David Cid Colomer 6. Susana Segovia Sánchez 7. Marc Parés Franzi Tarragona 1. Jordi Jordan Farnós | Barcelona 1. Carlos Carrizosa Torres 2. Ana María Grau Arias 3. Nacho Martín Blanco 4. Marina Bravo Sobrino 5. Joan García González Tarragona 1. Matías Alonso Ruiz | Barcelona 1. Alejandro Fernández Álvarez 2. Lorena Roldán Suárez 3. Eva Parera i Escrichs |